# Збірна Румунії з футболу
Збірна Румунії з футболу (рум. Echipa națională de fotbal a României) — національна футбольна команда Румунії, яка керується Румунською федерацією футболу.
Збірна Румунії зіграла перший офіційний матч у червні 1922 року і швидко зайняла місце серед найкращих команд Європи. Румунія була лише однією з чотирьох команд, яка взяла участь у всіх трьох перших довоєнних чемпіонатах світу 1930, 1934 та 1938 років разом зі збірними Бразилії, Франції та Бельгії.
Після Другої світової війни та встановлення у країні комуністичної диктатури, результати збірної значно погіршились, через що Румунія до 1990 року лише по одному разу вийшла до фінальних стадій чемпіонату Європи та світу, при цьому в обох випадках не змогла вийти з групи.
З падінням соціалізму в країні у 1990-х збірна видала свій найкращий період в історії, коли між 1990 і 2000 роками Румунія не пропустила жоден великий міжнародний турнір, окрім Євро-1992, при цьому тричі поспіль виходила до 1/8 фіналу чемпіонатів світу. Цей період досяг свого піку на чемпіонату світу 1994 року, коли Румунія під капітанством Георге Хаджі, дійшла до чвертьфіналу, сенсаційно перемігши перед тим Аргентину з рахунком 3:2. Румуни не пройшли до півфіналу лише програвши Швеції в серії пенальті, але цей результат став найкращим в історії збірної. На континентальній першості Румунія показала найкращий результат на Євро-2000, сенсаційно обійшовши Німеччину (1:1) і Англію (3:2) на груповому етапі та вийшовши з «групи смерті» до чвертьфіналу, де програли майбутньому фіналісту турніру Італії.
Надалі з відходом золотого покоління рівень гри збірної знову погіршився і вона не змогла вийти на жоден чемпіонат світу, а кваліфікацію на чемпіонати Європи проходила через раз — у 2008, 2016 та 2024 роках.
Станом на 3 квітня 2025 посідає 45-те місце у рейтингу футбольних збірних світу.

## Історія

### Передісторія
Вперше задокументована гра у футбол в Румунії відбулась у 1865 році в гирлі Дунаю, де в цю гру зіграли британські моряки. Ця деталь випливає з доповіді командира військового корабля HMS Cockatrice лейтенанта морської піхоти Гіллсона на ім'я адмірала лорда Педжета, командувача Середземноморським флотом Королівського флоту. У своєму звіті від 26 січня 1866 року він повідомив, що наказав змінити звичайну стоянку судна на інше місце, поблизу якого було поле, яке служило чудовим майданчиком для гри в крикет, квойт і футбол.

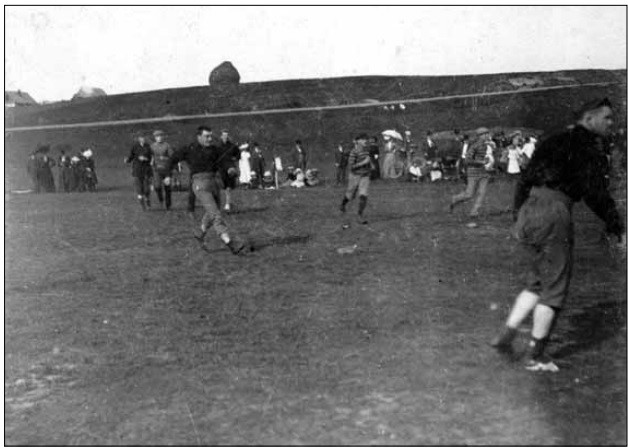
Футбольний матч у Клужі. 1896 рік.

У 1890 році дантист Юліу Вайнер привіз до Арада з Лондона, де він навчався, перші написані на папері правила гри у футбол, а також перший «справжній» футбольний м'яч на території сучасної Румунії (на той час місто входило до складу Австро-Угорщини). Вайнер рекламував нову гру, демонструючи її на полі перед нинішньою середньою школою № 1. Хоча молоді люди почали цікавитись футболом, керівники спортивних клубів в Араді дивились на нього з недовірою і пропозицію Вайнера зустріли відмовою. Крім того, заборонили продовжувати футбольні демонстрації. У Тімішоарі гра зіткнулась з такими ж проблемами. У 1897 році — коли футбол почали популяризувати студенти, які навчалися в столицях Австро-Угорщини, Відні та Будапешті — гру на короткий час заборонили в міських школах. У Трансільванії перше положення про футбол було опубліковано 6 червня 1898 року в пресі Арада. Також в цьому місті 30 травня 1900 року вийшов перший номер місцевої спортивної газети (це перша спортивна газета на території Румунії), яка також стала висвітлювати футбол.
25 червня 1899 року в Тімішоарі був організований перший футбольний матч, який дотримувався правил гри того періоду, на нинішній території Румунії між учнями 6-х і 7-х класів Піарської середньої школи під керівництвом професора Карла Мюллера. Гра тривала всього 45 хвилин і завершилася з рахунком 0:0. Матч відбувся при великій кількості відвідувачів. Вхід був за квитком. Після матчу 26 червня в угорськомовній тімішоарській газеті Délmagyarorszagi Közlöny з'явилася перша футбольна хроніка.
26 квітня 1902 року в Тімішоарі молоді люди з району Йосефін заснували Тімішоарський футбольний клуб, пізніше Тімішоарський атлетичний клуб, який мав біло-зелені кольори. Це був перший футбольний клуб на території сучасної Румунії, а перший міжклубний футбольний матч відбувся 20 серпня 1902 року на полі Педуря Верде в присутності 100 глядачів. ФК «Тімішоара» програв «Реуніуня де Спорт Лугож» з рахунком 2:3.

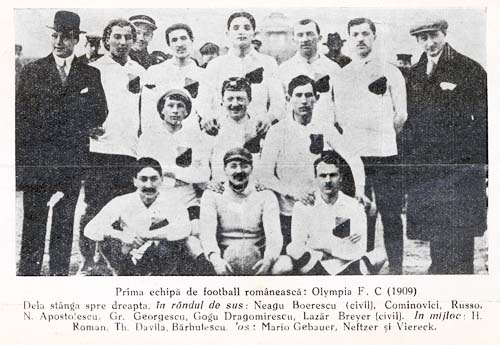
«Олімпія», перший чемпіон Румунії 1909 року.

У сезоні 1907/08 відбулись перші офіційні матчі на території Румунії, в рамках другої угорської ліги, де зіграли три команди з Клужа, в тому числі й клуб «Клуж», який існує і донині. Наступного сезону до них доєднались клуби з Арада та Тиргу-Муреша. Перший офіційний футбольний матч у Румунському королівстві був зіграний у 1907 році біля шосе Киселева в Бухаресті на імпровізованому полі. У матчі зіграли англійці та німці, зайняті в текстильній чи нафтовій промисловості в Бухаресті, Плоєшті чи Кимпіні. Хроніка гри, опублікована в журналі Din lumea sporturilor, вважається свідоцтвом про народження румунського футболу.
Ці ж іноземці заснували в 1909 році Асоціацію атлетичних клубів Румунії (АСАР, рум. ASAR), установчий акт якої було складено англійською, німецькою та румунською мовами. До асоціації увійшли усі три існуючі на той час футбольні клуби Румунії — «Олімпія» та «Колентіна» з Бухареста і «Юнайтед» з Плоєшті. 6 грудня 1909 року відбувся історичний матч чемпіонату Королівства Румунія, який мав назву Кубок АСАР. У лютий мороз «Олімпія» та «Колентіна» зіграли на стадіоні Болта Рече, поруч із Тріумфальною аркою. Матч закінчився з рахунком 2:1 на користь «Олімпії». Згодом саме ця команда і стала переможцем турніру.
Керівним органом футбольної діяльності стала Комісія футбольних асоціацій, яка виникла 1 грудня 1912 року. У той час турнір був організований у регіональних групах, переможці кожної групи брали участь у фінальному етапі. Саме так турнір проходив з 1909 по 1921 роки, за винятком періоду з 1916 по 1919 роки, коли змагання були призупинені через Першу світову війну. Після війни, з утворенням Великої Румунії, починаючи з сезону 1921/22 національний чемпіонат став проводитись за участю команд-переможниць з усіх провінцій країни.

### Перший матч збірної
1922 року відбулось весілля короля Югославії Олександра I з принцесою Марією Румунською, на честь якого югославський монарх, який був палким прихильником футболу, вирішив провести футбольний матч між збірними своєї країни та країни свої нової дружини. Про подію було оголошено румунською газетою Ecoul Sportiv 28 травня 1922 року: «З нагоди одруження Його Величності Короля Олександра I з Її Королівською Високістю Принцесою Марією Румунською, Його Величність із задоволенням подарував кубок, який матиме його ім'я, щоб заохотити прогрес футболу в його країні та в країні Його дружини. Цей кубок буде викликом і дістанеться країні, яка виграє його тричі поспіль або п'ять разів загалом».
Гра відбулася на стадіоні СК «Югославія» в Белграді та викликала чималий ажіотаж, оскільки на матчі були три королі: Югославії — Олександр I, Румунії — Фердинанд I та Греції — Георг II. Форму для збірної Румунії для цього матчу купив один із її гравців, Елемер Гірш, і вона була нехарактерною для румунської команди, чорно-білою. Ймовірно, ці кольори були обрані тому, що Гірш був уболівальником «Універсітаті» (Клуж), яка мала подібну форму. Тренером румунської дружини став Теофіл Морару, колишній важкоатлет, доктор юридичних наук і один із засновників клубу «Універсітатя».
| 8 червня 1922 |

| Югославія        | 1–2       | Румунія                   |
| ---------------- | --------- | ------------------------- |
| Шифер 35' (пен.) | Протокол. | Ронай 41' (пен.) Гуга 61' |

| Стадіон СК «Югославія», Белград, Королівство Югославія Глядачів: 5 000 Арбітр: Гайнріх Речурі (Австрія) |

| Югославія | Румунія |

|  | Склад : В Драгутин Фрідріх ЗХ Андрія Куюнджич ЗХ Ярослав Шифер ПЗ Стєпан Штерк ПЗ Артур Дубравчич (к) ПЗ Рудольф Рупець НП Драгутин Бабич НП Бранко Зиная НП Еміл Першка НП Владимир Винек НП Іван Шоят Головний тренер : Велько Угринич |  | Склад : ВР Адальберт Ріттер ЗХ Алоїс Сіладьї ЗХ Елемер Гірш ПЗ Дезідеріу Якобі ПЗ Ніколае Генігсберг ПЗ Франциск Циммерманн НП Аурел Гуга (к) НП Кароль Фрех НП Пауль Шиллер НП Ференц Ронай НП Іоан Ауер Головний тренер : Теофіл Морару |

Хоча збірна Румунії до того моменту ще не провела жодного матчу, на відміну від збірної Югославії, яка виступала з 1920 року, гра несподівано завершилася перемогою румунів з рахунком 2:1. Господарі відкрили рахунок з пенальті на 35-й хвилині завдяки Ярославу Шиферу, але перед перервою Ференц Ронаї зумів зрівняти рахунок також з пенальті, ставши автором першого голу за збірну Румунії. На 61-й хвилині Аурел Гуга забив другий гол збірної Румунії, принісши сенсаційну перемогу.
Місцева газета Ecoul Sportiv написала після гри: «Румунська представницька команда виграє Золотий кубок Його Величності Короля Олександра, обігравши Югославію з рахунком 2–1. Кубок Короля Олександра буде виставлений протягом тижня в Бухаресті, а потім буде відправлений до Трансільванії, щоб його побачили всі спортсмени». Югославська газета «Політика» після гри написала наступне: «Вчорашній міжнародний матч між Королівством Румунія та Королівством сербів, хорватів і словенців на Кубок Його Величності Короля Олександра I, здивував не лише гравців, що брали участь, а й весь спортивний світ, який не сумнівався в успіху нашої збірної». Надалі турнір Кубок дружніх країн став традиційним і нерегулярно у різних виглядах розігрувався між Югославією і Румунією до 1940 року.

### 1920-ті: початок виступів

#### Перші товариські матчі
У вересні 1922 року румуни провели свій другий матч, зігравши внічию 1:1 проти Польщі, а наступного року зіграли вже чотири матчі, в тому числі чергову гру на Кубок короля Олександра. У цьому поєдинку 10 червня збірна Румунії зазнала своєї першої поразки в історії, програвши 1:2, в результаті чого трофей після одного року в Румунії повернувся на батьківщину.

#### Олімпійські ігри 1924 року

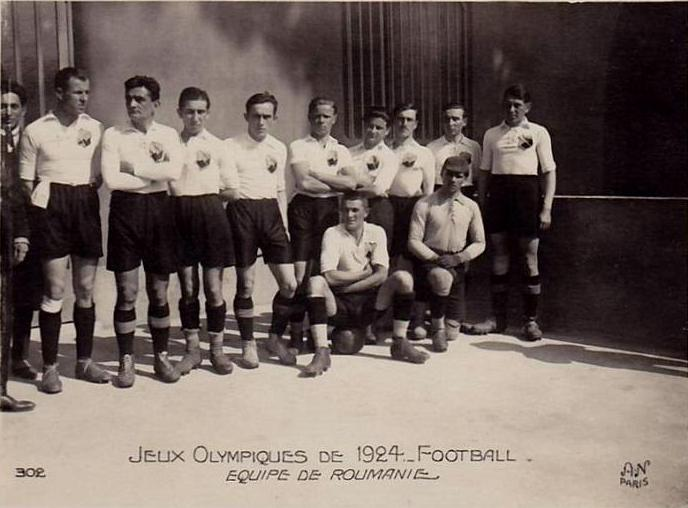
Збірна Румунії на Олімпійських іграх 1924 року.

Навесні 1923 року Румунія отримала запрошення взяти участь в Олімпійських іграх 1924 року у Парижі і оголосила, що погоджується, отримавши шанс зіграти на своєму першому офіційному турнірі. Румунській збірній пощастило із жеребом і вона не брала участь у кваліфікації, потрапивши безпосередньо у фінальний етап, де мала зіграти проти Нідерландів. На той час чемпіонати світу ще не проводились, тому даний турнір був головним міжнародним футбольним змаганням.
Кошти, необхідні для поїздки у Францію, були отримані лише в останній момент завдяки Костіке Редулеску, який дійшов до Сенату, щоб отримати гроші, заявивши, що він дав слово французам, і його треба поважати. Втім, грошей було виділено замало, тому збірна Румунії поїхала в Париж поїздом, в 3 класі разом зі збірною з регбі, яка також прямувала на Олімпіаду. Тренером збірної був призначений Адріан Сучу, який погодився поїхати у Париж з дружиною, суміщаючи тренерство з весільною подорожжю, тому організації змагань часу багато не приділяв.
Основну роботу взяв на себе саме Редулеску, який зв'язався з тодішнім головним тренером збірної Австрії Гуго Майслем. Вони знали один одного ще з часів, коли обидва судили матчі, та підтримували міцну дружбу. Майсль погодився зіграти товариський матч перед турніром для підготовки, тож 20 травня у Відні румуни зупинились по дорозі на Олімпіаду, щоб зіграти проти австрійців, програвши 1:4.
Цей матч став дебютним для Сучу на чолі збірної, а також став примітним, оскільки це був перший матч в історії румунської збірної, в якому була зроблена заміна — на 46-й хвилині замість травмованого Дезідеріу Якобі вийшов Кароль Фрех. Через отриману травму Якобі залишився госпіталізованим в австрійській лікарні, де не мав достатнього лікування, через що у нього розвилась септицемія, від якої він помер 5 жовтня 1924 року після довгих страждань у віці лише 24 років.
Втома, накопичена в дорозі з Бухареста, яка тривала понад три дні, відсутність їжі та неналежні умови розміщення призвели до провалу Румунії на турнірі. У своєму першому офіційному матчі в історії, який відбувся у вівторок, 27 травня 1924 року, на стадіоні «Коломб», Румунія розгромно поступилась Нідерландам з рахунком 0:6 і вилетіла з турніру.
Після гри Сучу з дружиною вирішили не повертатись додому і покинули команду, відправившись у Венецію. Натомість команда, залишена фактично без грошей, змушена була самотужки добиратись до Румунії. Загалом того року збірна зіграла у трьох іграх, усі розгромно програвши.

#### Подальші товариські ігри
1925 року румуни зіграли лише у двох товариських іграх, а 1926 року вчергове зіграли на Кубок короля Олександра. Румунам вдалося виграти 3:2 і знову привести трофей до Румунії. Надалі кубок розігрувався щорічно, але румуни програли усі наступні чотири матчі до 1930 року включно.
1929 року Румунія розпочала виступи у першому розіграші Балканського кубка, на якому визначалась найсильніша збірна регіону. Турнір, який тривав аж три роки, виграли саме румуни, здобувши 5 перемог у 6 матчах. Крім цього, румуни Юліу Бодола та Рудольф Ветцер з 7 голами стали найкращими бомбардирами турніру

### 1930-ті: участь у трьох поспіль чемпіонатах світу

#### Чемпіонат світу 1930
1930 року пройшов перший розіграш чемпіонату світу, який вирішили провести в Уругваї. Через географічну віддаленість країни-господарки, більшість європейських країн вирішили не брати участь у турнірі. Король Румунії Кароль II, який любив футбол і прийшов до влади незадовго до чемпіонату світу, забажав аби Румунія взяла участь у «мундіалі» в Уругваї, а тому особисто зібрав команду гравців. На той час футбол був аматорським і у гравців були основні місця роботи, тому роботодавцям футболістів наказали дати їм три місяці відпустки, щоб вони встигли поїхати до Південної Америки. Зрештою Румунія взяла участь у турнірі, ставши лише однією з чотирьох європейських команд на турнірі разом із Бельгією, Францією та Югославією. Перед турніром тренер збірної Константин Редулеску був доданий до списку суддів змагання і зрештою виконував роль лайнсмена в матчах групового етапу між Аргентиною і Мексикою (6:3) та Аргентиною і Францією (1:0), які проводилися в дні, коли Румунія не грала.

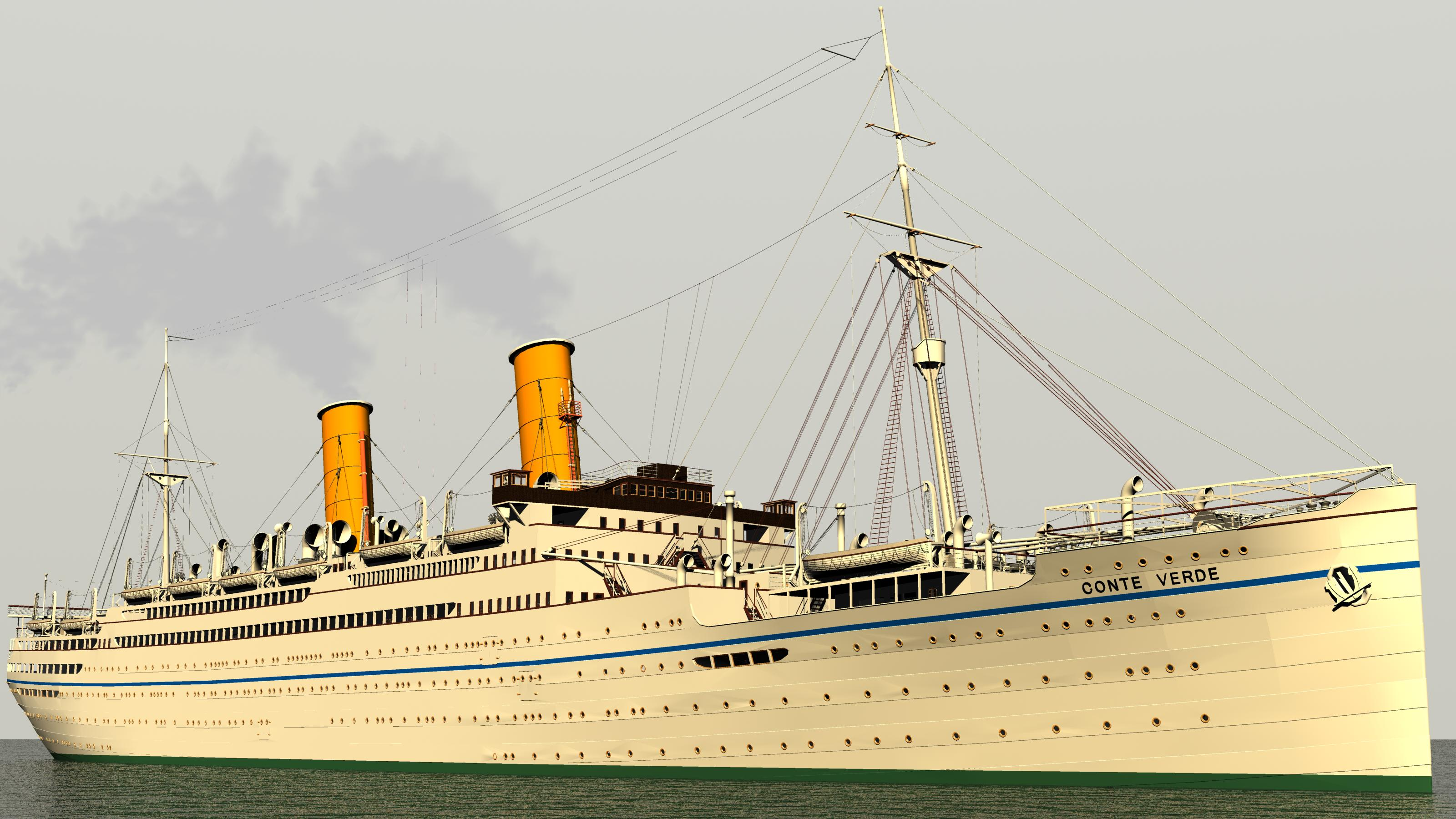
Лайнер «SS Conte Verde», на якому румунська збірна відправилась на свій перший чемпіонат світу.

19 квітня 1930 року тренер Константин Редулеску офіційно оголосив, що Румунія братиме участь у фінальному турнірі, а 11 червня було видано список гравців для участі у турнірі. 16 червня з Північного залізничного вокзалу в Бухаресті потяг з футболістами відправився до Генуї, Італія, куди вони їхали на твердих сидіннях у другому класі понад дві доби. Румуни прибули до Генуї увечері 18 червня, де на них вже чекав океанський лайнер «SS Conte Verde».
19 червня 1930 року футболісти піднялися на палубу судна, на якому мали перебувати протягом наступних двох тижнів. 21 червня вони зупинились у французькому Вільфранш-сюр-Мері, де до румунів доєдналась французька збірна, три арбітри (всього на турнірі було 15 арбітрів, 11 з них уругвайці), а також офіційна делегація на чолі з Жюлем Ріме, президентом ФІФА, який віз у своїй валізі перший кубок світу. 23 червня в іспанській Барселоні на судно зайшла бельгійська збірна. Надалі корабель без пригод перетнув океан та екватор і 30 червня досягнув Ріо-де-Жанейро, де на корабель зайшла четверта збірна, бразильці. Корабель досягнув точки призначення, Монтевідео, 4 липня. За час подорожі румуни подолали понад 14 тисяч кілометрів за 14 днів.

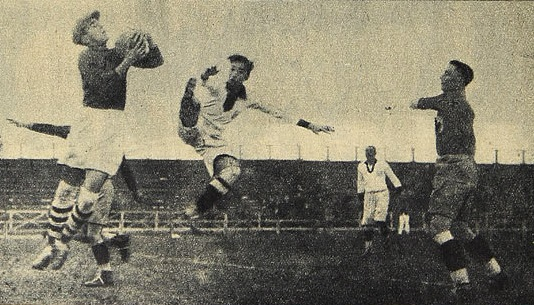
Матч Румунії проти Перу на чемпіонаті світу 1930 року. Румунський воротар Йон Лепушняну забирає м'яч до рук у боротьбі з перуанським нападником Хуліо Лоресом.

Румунія потрапила до групи з країною-господаркою Уругваєм і з ще одною південноамериканською командою, Перу. Матч проти збірної Перу 14 липня 1930 року, зіграний на стадіоні «Посітос» у Монтевідео, став першим матчем Румунії на чемпіонатах світу, а також першим в історії команди матчем проти неєвропейської збірної. Румунія почала матч швидким голом від Адальберта Дешу, який став найшвидшим голом на турнірі, втім перуанці грали дуже жорстко і ще у першому таймі подвійний перелом великогомілкової та малогомілкової кісток після підкату перуанця отримав Адальберт Штайнер. Він був відвезений у госпіталь, а румуни лишились у меншості, оскільки заміни на той момент не проводилися. В результаті футболіст так і не зміг повноцінно відновитись і більше у футбол грати не міг. Згодом через грубощі від суперника Константин Станчу теж змушений був залишити поле, залишивши команду вдев'ятьох. З поля був вилучений Пласідо Галіндо, ставши першим в історії чемпіонатів світу гравцем, що отримав таке покарання. Але перуанці, які, як і раніше перебували в чисельній більшості, зуміли на 75 хвилині зрівняти рахунок. Зважаючи на це у роздяганні лікарі зуміли вставити колінну чашечку Станчу і зафіксувати ногу, після чого він кульгаючи знову повернувся до гри. Саме він виправив ситуацію на полі, коли на 79 хвилині зумів своєю травмованою ногою забити гол. Станчу ще більше пошкодив ногу, тому його винесли з поля на ношах і більше на турнірі він зіграти не міг, але румуни навіть у меншості добили суперника завдяки голу Ніколае Ковача наприкінці матчу, встановивши остаточний рахунок 3:1. Згідно з офіційним звітом ФІФА, на матчі були присутні 2459 глядачів, але фактична їхня кількість складала приблизно 300. Таким чином, матч між Румунією та Перу є найменш відвідуваним матчем чемпіонату світу за всю його історію.
Другий матч, який був вирішальним, відбувся через тиждень проти Уругваю. Уругвайці також обіграли перуанців, і тому переможець цієї гри ставав переможцем групи і виходив до півфіналу змагання. Втім, інтриги не вийшло, оскільки протягом трохи більш ніж пів години Уругвай забив чотири голи румунам і легко довів гру до перемоги 4:0, а згодом і став переможцем усього турніру.
На кораблі, який доставляв румунських гравців назад додому, Альфред Айзенбайссер захворів на пневмонію, і шанси вижити були невеликими. Прибувши до Генуї, гравця, який перебував у важкому стані, госпіталізували в лікарню, натомість решта делегації відправилась додому. 20 серпня величезний натовп зібрався на вокзалі у Бухаресті, щоб привітати команду, а коли помітили відсутність футболіста, поширилися чутки, що він помер у Південній Америці. Команда після більш ніж двох місяців після від'їзду і 28 000 пройдених кілометрів роз'їхалась по країні та повернулася до роботи, а мати гравця організувала поминки, щоб відзначити смерть свого сина. Втім Айзенбайссер зумів побороти хворобу і через місяць прибув до Румунії. Повернувшись додому, футболіст зустрів свою матір, що знепритомніла, побачивши сина, якого вважала привидом.

#### Чемпіонат світу 1934
Після дебюту на чемпіонаті світу збірна Румунії продовжила грати у Балканському кубку і в турнірі 1932 року посіла третє місце, а наступного року виграла змагання. Крім того, румуни виграли Кубок Центральної Європи серед аматорів 1931–1934 років.
У кваліфікації на наступний чемпіонат світу 1934 року румуни зіграли внічию 2:2 зі Швейцарією, але швейцарці поскаржилися у ФІФА на вихід на поле у складі триколірних дебютанта Юліу Бараткі, який не має права грати, оскільки того ж року виступав за збірну Угорщини. ФІФА присудила Швейцарії технічну перемогу 2:0. В результаті путівка на чемпіонат розігрувалась у другому матчі з Югославією. Саме югослави були фаворитами матчу і вісім разів влучили в каркас воріт, але румунам вдалося сенсаційно перемогти вдома 2:1 та пробитись на другий поспіль чемпіонат світу. Здобувши цю перемогу 29 квітня, румуни мали зіграти першу гру на «мундіалі» вже 27 травня, тобто менш ніж за місяць, що не давало багато часу на підготовку команди. Роботодавці футболістів знову, як і на минулому турнірі, не хотіли відпускати гравців на тривалий час, і лише втручання високопосадовців дозволило команді 19 травня відправитись до італійського Трієста, де мав пройти матч.
На другому «мундіалі» був змінений формат проведення турніру: замість групового етапу, який був передбачений у першому розіграші, використовувалася олімпійська система, за якої команди починали зі стадії 1/8 фіналу і вибували зі змагання після першого ж програшу. Румунія, яка підсилилась для турніру австрійським тренером Йозефом Уріділем, була «несіяною» і у першому ж раунді потрапила на міцну збірну Чехословаччини. 27 травня 1934 року вони зустрілися з нею на стадіоні «Літторіо» в Трієсті. На 10-й хвилині матчу румуни вийшли вперед після удару Штефана Добаї, але в другому таймі пропустили два голи. Поразка означала прощання з турніром після одного матчу.

#### Чемпіонат світу 1938

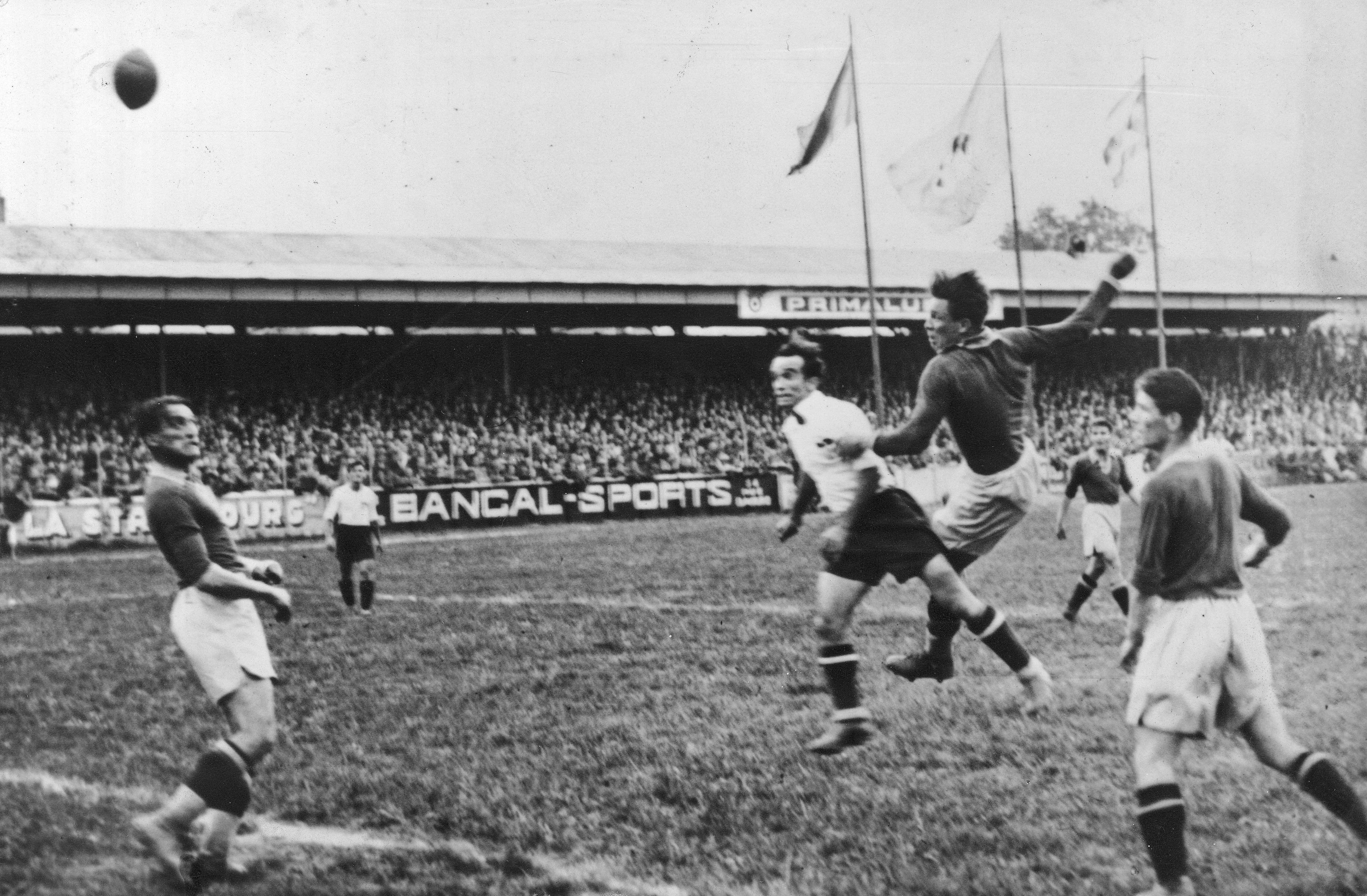
Румунія у матчі проти Куби на чемпіонаті світу 1938 року.

Після невдалого чемпіонату світу Александру Севулеску, з яким збірна посіла 4 місце на Балканському кубку 1934/35, покинув команду. Натомість до команди повернувся Константин Редулеску, з яким команда на Балканському кубку 1935 року посіла останнє 4 місце, а наступного року стала переможцем турніру. Крім того, з 1936 року була відроджена традиція товариського турніру з Югославією, який після вбивства короля Олександра отримав назву Кубок короля Кароля II. У цьому турнірі 1936 року румуни перемогли 3:2, а наступного року гору взяли югослави 2:1. Надалі до змагання була запрошена також збірна Чехословаччини, і турнір, який розігрувався у 1937—38 роках, отримав назву на честь її президента, ставши Кубком Едварда Бенеша. В боротьбі за цей трофей румуни по разу зіграли внічию з обома суперниками та по разу програли, посівши останнє місце, а кубок здобули чехословаки, що не програли жодної гри.
У відборі на чемпіонат світу 1938 року румуни мали зіграти проти Єгипту, проте керівництво африканської збірної відмовилося проводити гру під час Рамадану, зазначивши, що грати у футбол у цей час «неможливо». В результаті Румунія отримала пряму путівку на чемпіонат світу без матчів кваліфікації. Таким чином румунська збірна, яку підсилив до турніру її колишній тренер Александру Севулеску, що працював на турнірі у парі з Редулеску, вирушила на третій поспіль чемпіонат світу, який цього разу приймала Франція. Лише Бельгія, Франція та Бразилія могли похвалитись таким результатом серед усіх світових збірних. Румунія знову була несіяна, але на гру 1/8 фіналу отримала одного з найслабших суперників, абсолютного дебютанта турніру збірну Куби, яка не мала жодних вагомих досягнень у футболі. Втім гра, що відбулася у Тулузі, завершилася внічию 3:3 після того, як Румунія вела 1:0, але потім двічі змушена була відігруватись, останній раз у додатковий час матчу. Голи у триколірних забили Сілвіу Біндя, Юліу Бараткі та Штефан Добаї.
За регламентом, у випадку нічиєї матч перегравався, що і відбулося через чотири дні, також у Тулузі. Цього разу сенсаційно Куба перемогла з рахунком 2:1, хоча знову Румунія вела з рахунком 1:0 після першого тайму завдяки голу Добаї. В результаті, як і минулого розіграшу, румуни покинули змагання вже після першого раунду. З усім тим, їхній нападник Штефан Добаї встановив непересічний рекорд, ставши першим і досі єдиним футболістом, який забивав у всіх матчах на чемпіонатах світу, у яких брала участь його збірна. Він забив Чехословаччині на чемпіонаті світу 1934 року та в обох матчах з Кубою на чемпіонаті світу 1938 року, а інший нападник Ніколае Ковач став лише одним із п'яти гравців, які брали участь у всіх перших трьох чемпіонатах світу — у 1930, 1934 та 1938 роках, поряд із французами Едмоном Дельфуром, Етьєном Маттле і Емілем Венантом, а також бельгійцем Бернаром Воргофом.

### 1940-ті: початок занепаду та найбільша поразка
Після чемпіонату світу збірна у 1939 році знову стала володарем Кубка короля Кароля II, обігравши югославів 1:0. 1940 року вона зіграла у Дунайському кубку разом з Угорщиною та Югославією, але він не був завершений: другий матч між Румунією та Угорщиною не відбувся через Другий Віденський арбітраж, прийнятий державами Осі 30 серпня 1940 року, згідно з яким румунський регіон Трансильванія був приєднаний до Угорщини, що призвело до напружених стосунків між країнами. Надалі, будучи союзником Третього рейху, румуни протягом Другої світової війни грали виключно товариські матчі проти Німеччини, а також її маріонеток Хорватії та Словаччини. Крім того, велику кількість гравців призвали на фронти війни, частина з них загинула, в тому числі й гравці збірної Петре Сучітулеску, загиблий у вересні 1941 року у Дальнику на Одещині, та Петя Вилков, що був вбитий восени 1943 року в калмицькому степу.

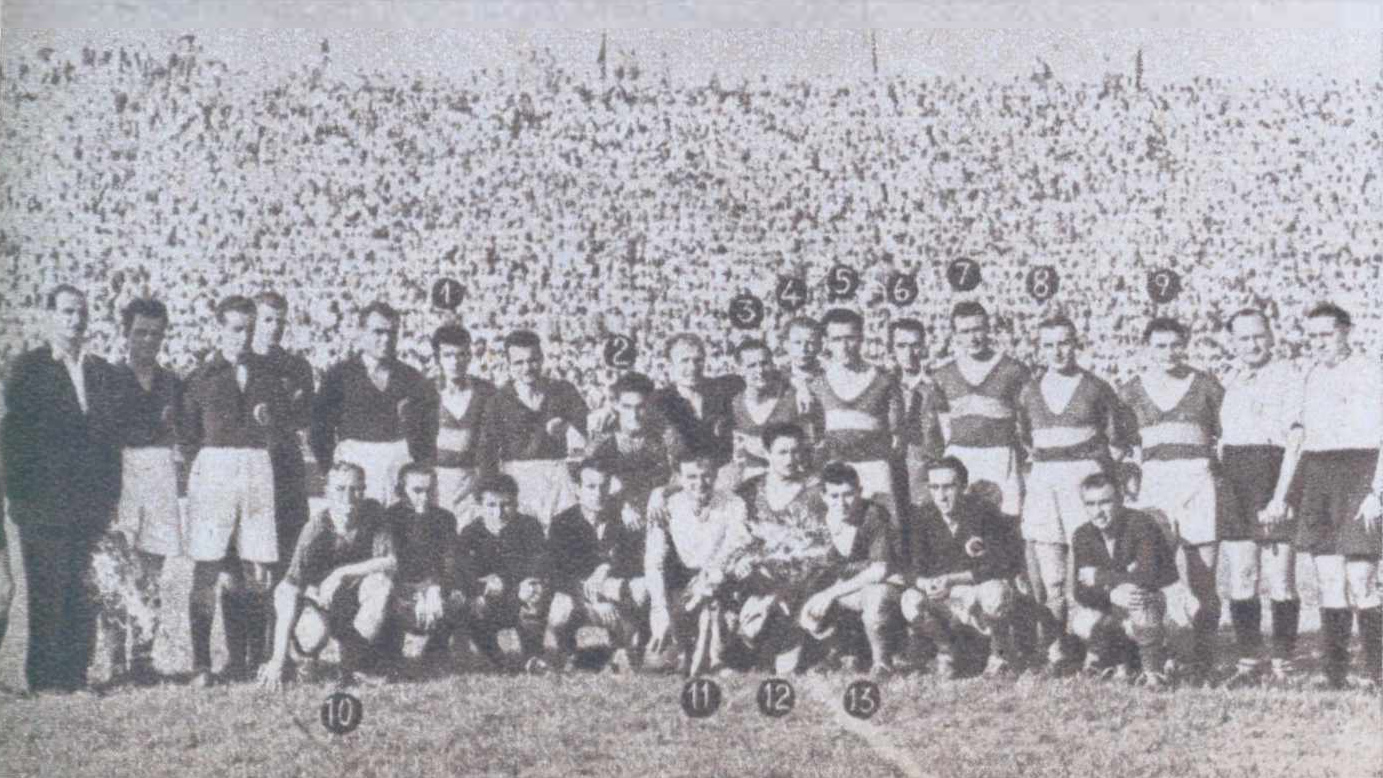
Гравці збірних Румунії і Болгарії перед очним поєдинком Балканського кубка. 1948 рік.

1944 року Румунія вийшла зі складу Осі та приєдналась до антифашистської коаліції, через що цього року збірна не грала, і лише наступного року у вересні 1945 року, по завершенні війни, Румунія знову вийшла на поле, зігравши товариську гру проти Угорщини, де поступилась з рахунком 2:7. У 1946 і 1947 роках румуни грали у розіграшах Балканського кубка, посідаючи третє місце, а третій розіграш 1948 року не було завершено, оскільки розкол між Тіто і Сталіним спричинив заборону радянським сателітам грати з Югославією. 
6 липня 1947 року команда провела свій ювілейний сотий матч, який відбувся в Софії. Матч проходив у рамках Балканського кубка і став частиною святкування річниці великої болгарсько-румунської дружби. На матчі були присутні 30 тисяч людей на стадіоні «Юнак» на чолі з президентом країни. Ще кілька тисяч залишались на вулиці. Гра була яскравою на моменти та завершилась перемогою румунів 3:2. Окрім матчу, відбулися й інші пам'ятні церемонії, зокрема румунські футболісти поклали квіти до братської могили загиблих у війні.
Увесь Східний блок, до якого потрапила і Румунія, відмовився від участі у першому повоєнному відборі на чемпіонат світу 1950 року, через що румуни вперше у своїй історії пропустили фінальну частину «мундіалю». До кінця 1940-х Румунія грала лише товариські матчі проти інших соціалістичних країн. У ті ж роки румунська команда зазнала найбільшої поразки у своїй історії: 6 червня 1948 року Угорщина виграла у Румунії з рахунком 9:0, авторами голів серед інших були Шандор Кочиш і Ференц Пушкаш.

### 1950-ті: повернення до офіційних матчів та участь в Олімпіаді-1952

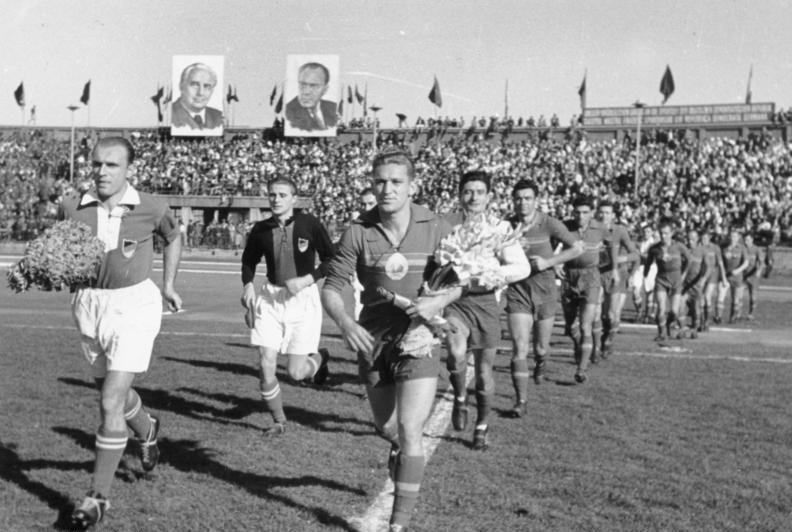
Збірна Румунії перед товариським матчем проти НДР. 10 листопада 1952 року.

Протягом 1950—1951 років збірна грала виключно товариські ігри, а 1952 року поїхала на другу у своїй історії Олімпіаду, що відбулася в Гельсінкі. Втім, там румунам не пощастило із жеребом: у першому ж раунді їм випала зіркова збірна Угорщини, яка переживала свої «золоті» часи. Румуни гідно боролись із більш іменитим суперником, але поступились 1:2 і покинули турнір. Натомість угорці виграли усі свої подальші матчі та стали олімпійськими чемпіонами.
У 1953 році румунська збірна брала участь у відборі на чемпіонат світу 1954 року, де двічі перемогла Болгарію, але двічі поступилась чехословакам, через що посіла 2 місце у групі та не вийшла на «мундіаль».
Протягом 1954—1956 років збірна знов грала тільки товариські ігри, і лише 1957 року спробувала себе у відборі на чемпіонат світу 1958 року. Цього разу суперниками румунів стали югослави та греки. Румуни зуміли двічі обіграти Грецію, а з Югославією один раз зіграли внічию, а у другому матчі зазнали поразки, в результаті чого стали другими та не змогли пробитись у фінальну стадію турніру.
1954 року Румунська футбольна федерація стала членом новоствореної Спілки європейських футбольних асоціацій (УЄФА), завдяки чому 1958 року збірна Румунії дебютувала у кваліфікаційній кампанії до першого в історії чемпіонату Європи 1960 року. У першому раунді румуни потрапили на Туреччину, яку вдома розгромили з рахунком 3:0, забивши усі голи у другому таймі. В матчі-відповіді у Стамбулі турки спробували відігратись, забивши два голи, але на більше господарів не вистачило, в результаті чого румуни вийшли до наступного етапу. Там на румунів чекала Чехословаччина, з якими вони нічого не змогли зробити — 0:2 у Бухаресті та 0:3 у Братиславі, в результаті чого і на цей турнір Румунія кваліфікуватись не змогла. Паралельно румуни брали участь і у відборі на футбольний турнір олімпіади 1960 року, але посіли останнє місце у групі з Болгарією та СРСР.

### 1960-ті: продовження кризи та участь в Олімпіаді-1964
Після поразки національної збірної Румунії проти Чехословаччини у відборі до чемпіонату Європи 1960 року, Румунська комуністична партія вирішила зняти всі румунські команди з міжнародних змагань, щоб уникнути ризику подальшого «приниження». Відповідно, збірна Румунії також не брала участь у відбіркових матчах до чемпіонату світу 1962 року, де мала грати з Італією.
Румуни повернулись до кваліфікації до чемпіонату Європи 1964 року, але вже у попередньому раунді потрапили на грізну Іспанію. Ще у першій грі в Мадриді румуни фактично втратили усі шанси, розгромно поступившись 0:6. Домашня перемога 3:1 вже не могла змінити ситуацію, і румуни знову не змогли дебютувати на Євро.

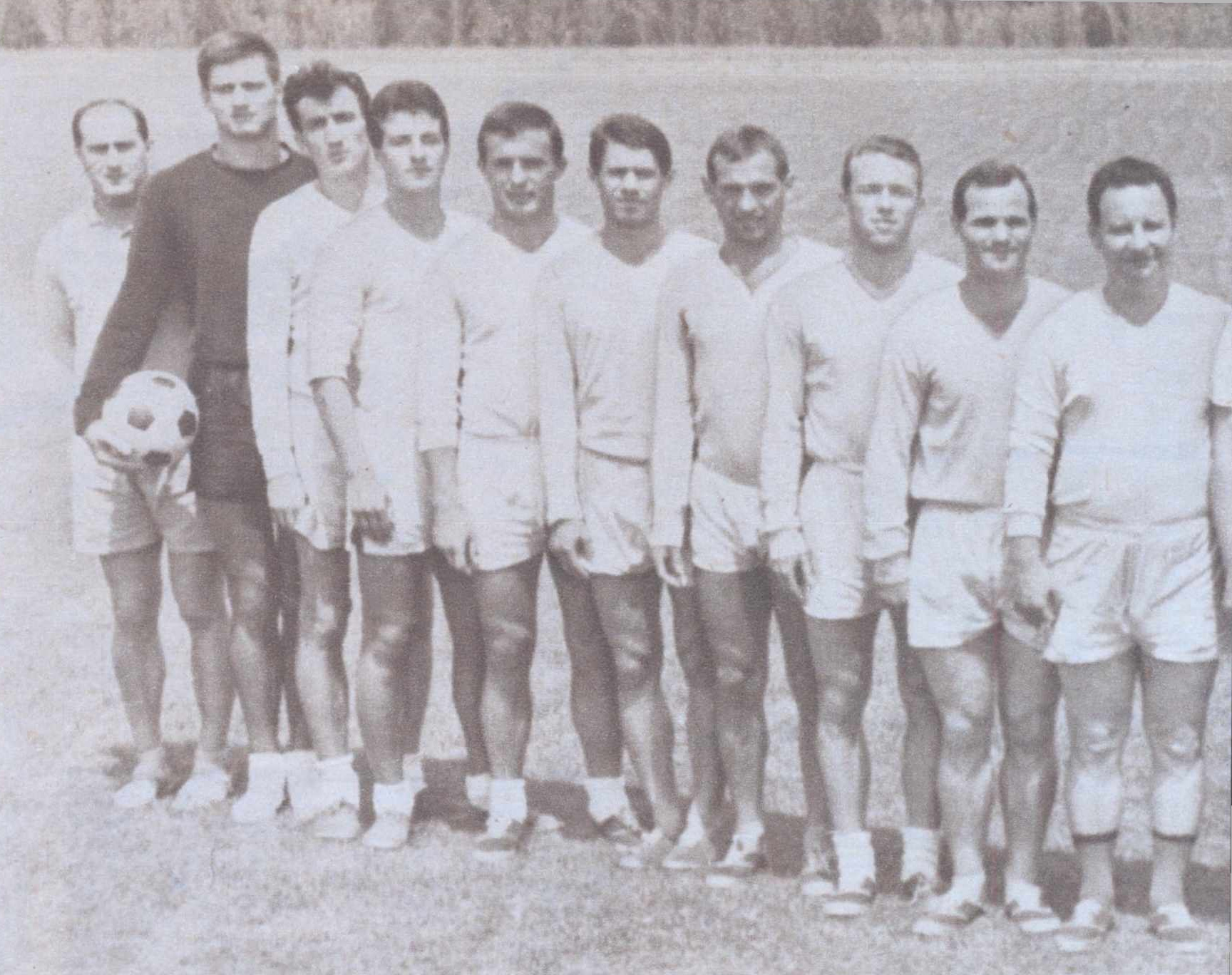
Збірна Румунії у 1965 році.

Натомість румуни зуміли пройти кваліфікацію на футбольний турнір Олімпійських ігор 1964 року, перемігши спочатку Данію, а потім Болгарію. Там вони посіли підсумкове 5 місце, яке стало їх найкращим результатом. Втім, у січні 2007 року Виконавчий комітет Федерації футболу Румунії вирішив, що матчі, зіграні в рамках Олімпіад (попередні та фінальні турніри) після 1956 року, більше не повинні бути частиною офіційного списку матчів національної збірної Румунії, натомість включивши їх до матчів олімпійської збірної Румунії.
1965 року Румунія взяла участь у відборі на чемпіонат світу 1966 року, де виграла усі три домашні гри проти Туреччини (3:0), Чехословаччини (1:0) та Португалії (2:0), але усі гостьові ігри румуни програли, в результаті посівши лише 3 місце у групі.
З наступного року команда вчергове спробувала відібратись на чемпіонат Європи 1968 року. Після 4 матчів у групі румуни з 3 перемогами йшли на першому місці та мали чудові шанси вперше вийти на Євро, але у двох останніх іграх вони спочатку розгромно програли Швейцарії 1:7, а потім і у вирішальному матчі поступились Італії 0:1, залишившись на непрохідному другому місці.

### 1970-ті: участь у чемпіонаті світу 1970 та подальші спроби покращення рівня

#### Чемпіонат світу 1970 року

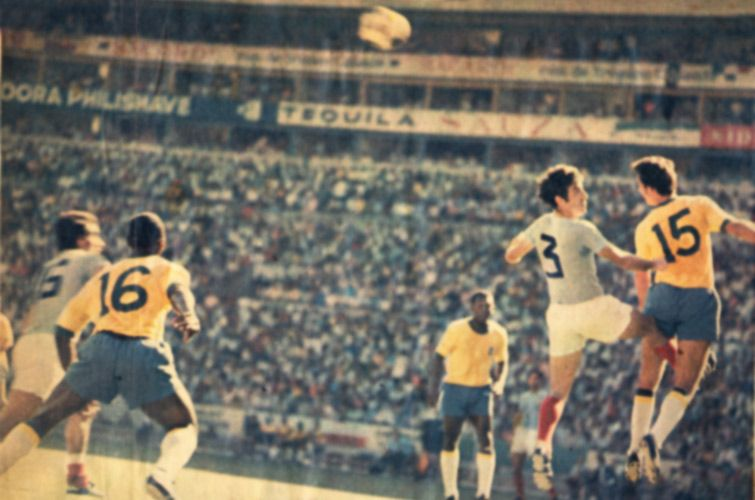
Збірна Румунії (у блакитних футболках) в грі проти Бразилії на чемпіонаті світу 1970 року.

У 1970 році Румунії нарешті вдалося знову взяти участь у чемпіонаті світу. Кваліфікація для збірної почалася невдало з розгрому від Португалії з рахунком 0:3 у Лісабоні, втім, надалі румуни не програли жодної з 5 ігор і посіли перше місце у відбірній групі. У фінальній стадії в Мексиці румуни, які були у 4 кошику, отримали «групу смерті», потрапивши в один квартет із чинним чемпіоном світу Англією, а також попереднім чемпіоном і одним з головних претендентів на повернення титулу, збірною Бразилії. Третім суперником команди Анджело Нікулеску була збірна Чехословаччини, яка у минуле десятиліття ставала віцечемпіоном світу та бронзовим призером чемпіонату Європи.
Будучи не такими іменитими на папері, у дебютному матчі проти англійців першу реальну можливість відкрити рахунок втратили саме румуни, коли Емеріх Дембровський замикав навіс від Флорі Думітраке, але не поцілив у ворота. Згодом фортуна вже посміхнулася румунам, коли удар Френсіса Лі взяла на себе поперечка воріт. Долю матчу визначив єдиний гол, забитий збірною Англії завдяки Джеффу Герсту, який обробив флангову передачу, обігравши румунського захисника, і завдав влучного удару між ніг Стере Адамаке.
У другому матчі проти чехословаків румуни пропустили вже у дебюті від Ладислава Петраша, який замкнув головою навіс від Богумила Веселого. Розуміючи, що друга поразка поспіль перекреслює їх шанси на продовження боротьби на першості, румуни значно активізувалися у другому таймі, зумівши не лише зрівняти рахунок, але й вирвати перемогу. Спочатку Александру Нягу обіграв захисника суперників і реалізував вихід на ударну позицію, а згодом він же змусив Яна Злоху порушити правила у власному карному майданчику, після чого Флоря Думітраке реалізував пенальті.
Перед вирішальним третім матчем ходили чутки про те, що Бразилія, можливо, спеціально дозволить перемогти Румунії, щоб вибити з подальшого розіграшу чинних чемпіонів світу, Англію, яку вони вже перемогли у попередньому турі з рахунком 1:0, оскільки південноамериканський гранд все ще розглядав англійців як одну з найбільших перешкод для їх перемоги на турнірі. Але Бразилія, яка вже кваліфікувалася до стадії плей-оф, все одно вийшла на поле основним складом і домінувала по ходу більшої частини гри. Рахунок у матчі на 19-й хвилині відкрив Пеле, забивши обвідним ударом зі штрафного, а за декілька хвилин перевагу південноамериканців подвоїв Жаїрзіньйо, замкнувши простріл від Кажу на ближній стійці та забивши свій четвертий гол у трьох іграх турніру. Ще в першому таймі одна з нечисленних атак румунів завершилася успіхом завдяки індивідуальній майстерності Флорі Думітраке, який перед влучним ударом пройшов двох бразильських захисників. Відрив своєї команди у два м'ячі на 67-й хвилині відновив Пеле, а згодом влучний удар головою від Емеріха Дембровського за 6 хвилин до завершення гри встановив її остаточний рахунок. В результаті румуни посіли третє місце у групі та вчергове не змогли пройти перший етап чемпіонату світу.

#### Подальші спроби кваліфікуватись на міжнародні турніри

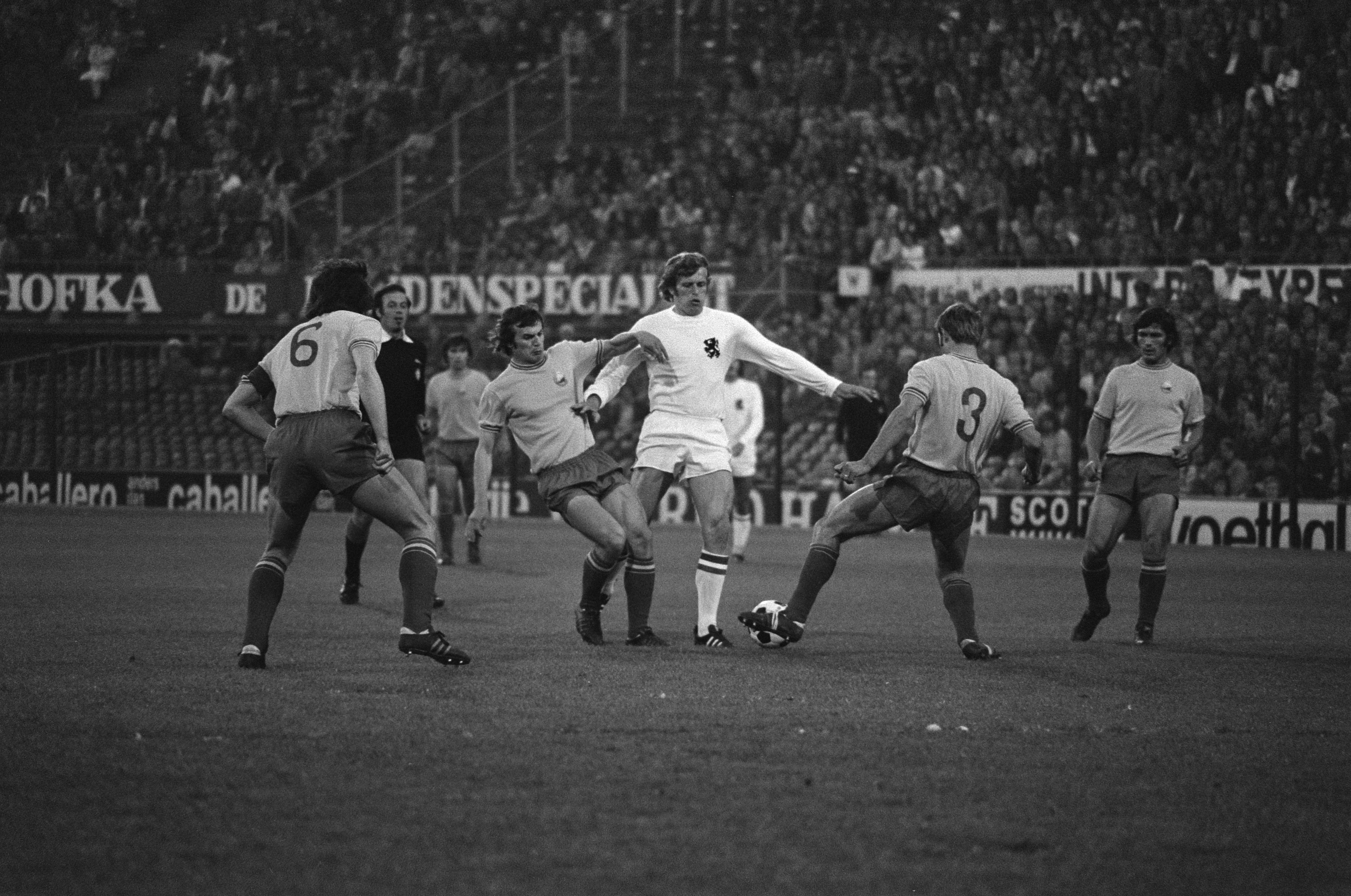
Збірна Румунії під час товариської гри проти Нідерландів. 5 червня 1974 року.

У кваліфікації до чемпіонату Європи 1972 року румуни змогли виграти свою групу, знову виявившись сильніше збірної Чехословаччини, але за тодішнім форматом фінальна частина починалась лише зі стадії півфіналу, тож чвертьфінальні ігри проходили у класичному двоматчевому протистоянні вдома і на виїзді. Румунії в суперники випала Угорщина, з якою вони зіграли 1:1 в гостях і 2:2 вдома. За тодішнім регламентом в такому випадку призначався матч-перегравання на нейтральному полі, який відбувся в югославському Белграді і завершився перемогою угорців 2:1, отже румуни знов не змогли дебютувати на європейській першості.
Після цього румуни спробували пройти відбір на чемпіонат світу 1974 року. Вони розпочали відбір несподіваною нічиєю 1:1 зі слабкою збірною Фінляндії, а потім обіграли головного аутсайдера групи Албанію 2:0. Уся головна боротьба переносилась на наступний 1973 рік, на початку якого збірну очолив Валентин Стенеску. Під його керівництвом румуни виграли в албанців (4:1) та східних німців (1:0), і 26 вересня 1973 року Румунія зустрілась проти НДР в Лейпцигу у вирішальній грі. Румунів влаштовувала нічия, але східні німці перемогли з рахунком 2:0, вийшовши на перше місце у групі. В останньому турі Східна Німеччина здобула передбачувану перемогу в Албанії з рахунком 4:1, через що Румунія залишилась другою і не вийшла на «мундіаль», попри розгромну перемогу над Фінляндією в Бухаресті 14 жовтня з рахунком 9:0, яка досі залишається найбільшою перемогою в історії збірної Румунії.
Надалі Румунія не змогла вийти у фінальну стадію чемпіонату Європи 1976 року. Попри те, що команда не програла жодної гри у кваліфікації, вона здобула 5 нічиїх у шести зіграних матчах, поступившись першим місцем в групі Іспанії.
Так само Іспанія перегородила румунам шлях на чемпіонат світу 1978 року в Аргентині. Попри перемогу над іспанцями в Бухаресті з рахунком 1:0, Румунія сенсаційно програла домашню гру Югославії з рахунком 4:6 після того, як по перерві вела з рахунком 3:2. Натомість Іспанія перемогла в Белграді з рахунком 1:0 і здобула собі путівку до Південної Америки.
У відборі до чемпіонату Європи 1980 року Іспанія втретє поспіль закрила румунам дорогу на великий турнір. Цього разу румуни виступили ще гірше, пропустивши, окрім іспанців, у таблиці і югославів, ставши лише третіми. Єдиними успіхами для збірної у другій половині 1970-х стала участь у відновленому Балканському кубку, де у першому розіграші 1973–76 років вони стали другими, поступившись Болгарії у фіналі лише через правило виїзного голу, а у наступному турнірі 1977–80 років, який став останнім розіграшем цього змагання, Румунія виграла у фіналі проти Югославії, а найкращим бомбардиром став Ангел Йорденеску з 6 голами.

### 1980-ті: дебют на чемпіонатах Європи

Збірна Румунії перед товариським матчем проти Італії. 16 лютого 1980 року.

Збірна Румунії вчергове не змогла кваліфікуватись на чемпіонат світу 1982 року, пропустивши вперед себе у групі відбору Угорщину та Англію. Після цього Федерація футболу Румунії звільнила Валентіна Стенеску, замість якого головним тренером збірної був призначений молодий граючий тренер «Корвінула» Мірча Луческу, а помічником став Мірча Редулеску. Луческу дебютував на посаді тренера збірної в останньому матчі кваліфікації на чемпіонат світу 1982 року зі Швейцарією 11 листопада 1981 року, який вже не мав турнірного значення для румунів і завершився «сухою» нічиєю 0:0.
У відбірковій групі до Євро-1984 румуни несподівано випередили не лише Швецію та Чехословаччину, а й чемпіона світу Італію («скуадра адзурра» у тому груповому турнірі виступила дуже невдало, здобувши лише одну перемогу над Кіпром), і вперше у своїй історії вийшли на чемпіонат Європи. В цей час у збірній під керівництвом Луческу дебютував Георге Хаджі, який у майбутньому був визнаний найкращим румунським футболістом XX століття.
На самому чемпіонаті румуни у стартовому матчі у Сент-Етьєні зуміли зіграти внічию з іспанцями. Франсіско Хосе Карраско відкрив рахунок з пенальті, але Румунія зрівняла рахунок перед перервою завдяки голу Ласло Белені. У другому матчі проти ФРН у Лансі румуни знову опинились у ролі наздоганяючих після голу Руді Феллера і зуміли зрівняти рахунок на першій хвилині другого тайму зусиллями Марчела Кораша, але цього разу втримати нічию Румунії не вдалося, оскільки той таки Феллер забив переможний гол на 66 хвилині. У останньому третьому матчі, що відбувся у Нанті, румунам була необхідна лише перемога над Португалією для виходу з групи, але через пізній гол від Нене вони програли та посіли останню сходинку у групі. Натомість Португалія завдяки цій перемозі вийшла з групи разом з Іспанією, яка здобула перемогу завдяки пізньому переможному гол у матчі проти Західної Німеччини на «Парк-де-Пренс» у Парижі.
Луческу працював з командою й у кваліфікації до чемпіонату світу 1986 року. Там румуни потрапили у групу з Англією, Північною Ірландією, Фінляндією та Туреччиною і посіли третє місце, відставши лише на одне очко від північноірландців, що кваліфікувались на «мундіаль». Попри невдачу, Луческу залишився на чолі збірної. Втім, після перемоги 4:0 над Австрією у першому матчі кваліфікації на Євро-1988 Луческу був звільнений. Його наступником став Емерік Єней, якому не вдалося пройти цю групу. Румунам не вистачило лише одного очка, і вчергове румунам шлях закрила збірна Іспанії.
Натомість Єней вивів збірну у фінальну частину чемпіонату світу 1990 року, яка стала п'ятим чемпіонатом світу для Румунії. Перед останнім туром відбору румуни відставали від лідера групи Данії на одне очко, але мали особисту зустріч із цією командою. У цій грі підопічні Єнея виграли вдома з рахунком 3:1 завдяки дублю Гаврила Балінта і кваліфікувались до фінального етапу змагання вперше за двадцять років.

### 1990-ті: «золоте» покоління

#### Чемпіонат світу 1990 року

Збірна Румунії під час чемпіонаті світу 1990 року перед матчем проти Аргентини. 18 червня 1990 року.

На самому «мундіалі» румуни переконливо здобули перемогу над Радянським Союзом у Барі в першому матчі, де Маріус Лекетуш забив по голу у кожному таймі, принісши перемогу 2:0. Результат був ще більш вражаючим, враховуючи відсутність лідера Георге Хаджі. Через п'ять днів румуни поступилися Камеруну, який переміг чинного чемпіона Аргентину в першому турі. 38-річний легендарний африканець Роже Мілла вийшовши на заміну у другому таймі забив двічі, перш ніж Гаврил Балінт відіграв один гол наприкінці гри. Перед останнім матчем Румунії потрібно було не програти Аргентині в Неаполі. У аргентинців була така ж кількість очок, як і у румунів, але менше забитих голів. У гіршому становищі був СРСР — без жодного очка. Навіть розгромна перемога в останньому матчі проти Камеруну не дозволяла Радянському Союзу вийти з групи, якщо в матчі Румунія — Аргентина буде зафіксована нічия. Саме так і сталося. СРСР переміг Камерун з рахунком 4:0, але Румунія та Аргентина забили по одному голу — Педро Монсон вивів Аргентину вперед на 62 хвилині, але Балінт швидко зрівняв рахунок і Румунія зберегла необхідну їй нічию та разом аргентинцями (з другого та третього місця відповідно) вийшла в 1/8 фіналу.
В 1/8 фіналу Румунія потрапила на Ірландію, яка вирішила грати у захисний футбол, і румуни за 120 хвилин не змогли зламати оборону острів'ян, завершивши основний і додатковий час з рахунком 0:0. У серії пенальті румун Даніел Тімофте став єдиним гравцем на дві команди, який не зумів забити — його удар відбив Паккі Боннер — через що Румунія вибула зі змагань. Після цього Єней покинув збірну. У період із серпня 1986 року по червень 1990 року Єней провів із командою 39 ігор, у тому числі здобувши дві пам'ятні перемоги у матчах проти Іспанії у 1987 році та Італії 1989 року. При цьому саме в команді Єнея сформувалось молоде покоління гравців, народжених у другій половині 1960-х років, яке стало одним з найкращих в історії румунського футболу: Георге Хаджі, Флорін Редучою, Георге Попеску та Йоан Лупеску.

#### Чемпіонат світу 1994 року

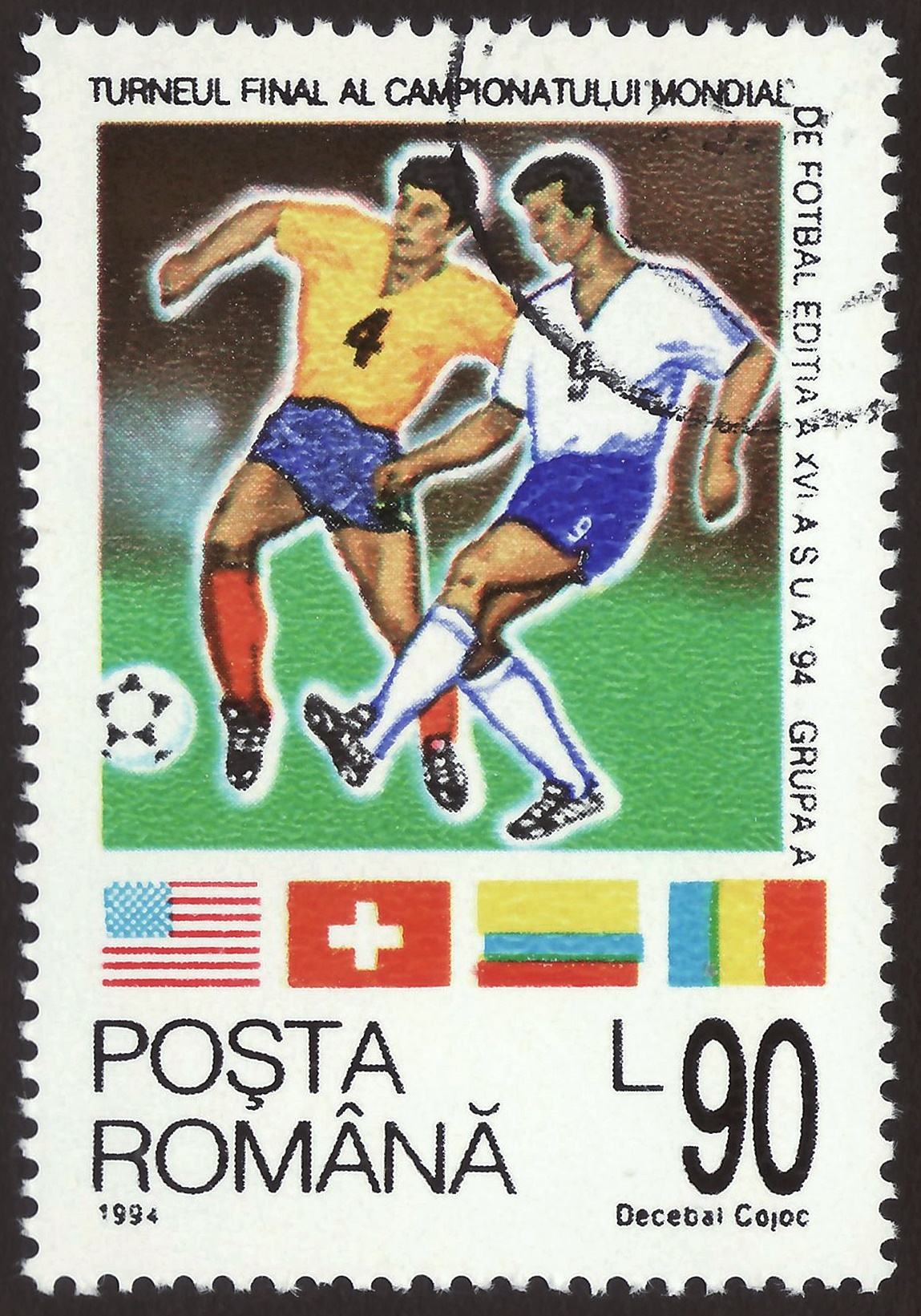
Поштова марка Румунії, видана до чемпіонату світу 1994 року.

Румунія несподівано не потрапила на Євро-1992, після того, як зіграла внічию 1:1 в останньому матчі відбору в Софії проти Болгарії, яка вже не мала жодної турнірної мотивації. Через це Шотландія набрала на одне очко більше і вийшла на європейську першість.
Відбір на чемпіонат світу 1994 року румуни почали з двох розгромних перемог над Фарерами (7:1) та Уельсом (5:0), але далі результати погіршились. Румуни зазнали поразки 0:1 в Бельгії та розгрому 2:5 у Чехословаччині, тому тренера Корнела Діну було звільнено, а його наступником став Ангел Йорденеску. Новий тренер зумів виправити ситуацію, вигравши два матчі, та перед останньою грою у Кардіффі проти Уельсу румунам потрібна була перемога, щоб вийти з групи. Гол Георге Хаджі на 33 хвилині дав румунам надію, але на 60 хвилині Дін Сондерс зрівняв рахунок, а вже за хвилину британці отримали шанс на пробиття пенальті й можливість перевернути гру. Втім Пол Бодін із «Свіндон Тауна» влучив у каркас воріт, не реалізувавши свій удар. Натомість Румунія зуміла забити свій гол завдяки зусиллям Флоріна Редучою, виграла цей матч з рахунком 2:1 та з першого місця вийшла з групи. Цей гол в підсумку дозволив Редучою з 9 м'ячами стати найкращим бомбардиром європейського відбору на чемпіонат світу.
На самому «мундіалі» 18 червня 1994 року в Лос-Анджелесі румунська команда у дебютній грі зустрілася з Колумбією. І знову головною зіркою був Редучою, який на 16 хвилині відкрив рахунок, а Хаджі на 44 хвилині подвоїв його дальнім ударом з відстані понад 30 метрів. Удар головою Адольфо Валенсії незадовго до перерви відновив інтригу, але у контратаці Редучою наприкінці гри забив ще один гол, встановивши остаточний рахунок 3:1 на користь європейців.
Через чотири дні на критому стадіоні «Понтіак Сілвердоум» в передмісті Детройта Румунія зустрілася зі Швейцарією. Головною проблемою стадіону був створений через дах парниковий ефект, оскільки відсутність кондиціонерів сприяла сильній спеці та вологості. Перший тайм закінчився рівним рахунком — на гол Алена Сюттера румуни відповіли влучним пострілом Хаджі, але у другому таймі на полі залишилась лише одна команда. Швейцарія, яка вже акліматизувалася на стадіоні, оскільки за кілька днів до того грала там із господарями та за словами головного тренера Роя Годжсона зіткнулась з екстремальною температурою та вологістю, розбила Румунію в другому таймі та забила три голи, здобувши несподівану перемогу 4:1.
В результаті в останньому турі тільки успіх проти господарів змагання, Сполучених Штатів, які ще не програвали на турнірі, виводив Румунію до стадії плей-оф. Повернувшись на знайомий по першому матчі стадіон «Роуз Боул» у Лос-Анджелесі, румуни знов показали якісну гру і перемогли завдяки єдиному голу Дана Петреску на 17 хвилині.
Попри те, що румуни виграли групу, у 1/8 фіналу їхнім суперником стала зіркова Аргентина, щоправда, без Дієго Марадони, якого щойно дискваліфікували з турніру за вживання наркотиків. Однак, лідер румунської команди Редучою також не зміг взяти участь у матчі через перебір жовтих карток, але його відсутність чудово компенсував Іліє Думітреску, який оформив дубль уже до 18-ї хвилини. Між його голами латиноамериканці відповіли реалізованим пенальті у виконанні Габрієля Батістути. У другому таймі Георге Хаджі забив третій гол, на який аргентинці відповіли лише одним результативним ударом від Абеля Бальбо, завдяки чому румуни перемоги 3:2 і вперше у своїй історії вийшли до чвертьфіналу чемпіонату світу.
У чвертьфіналі проти Швеції команди довгий час не могли відкрити рахунок. Лише за тринадцять хвилин до кінця матчу швед Томас Бролін забив гол після вдалого удару зі штрафного, а на 88 хвилині Редучою зрівняв рахунок, знову зі штрафного. У додатковий час Редучою, який став одним з відкриттів турніру, забив ще раз після помилки Патріка Андерссона. Незабаром Швеція залишилась у меншості після вилучення Стефана Шварца, але румунам не вдалось втримати перевагу, і на 115 хвилині нападник Кеннет Андерссон зміг у повітрі переграти румунського воротаря Флоріна Пруню, який грубо помилився на виході, та забити головою рятівний м'яч, перевівши гру у серію пенальті. Пруня поїхав на турнір як запасний воротар, але замінив в основі Богдана Стелю після поразки 1:4 від швейцарців. Згодом тренер Йорденеску згадував, що Стеля на тренуваннях краще відбивав пенальті, та жалкував, що не виставив на цю серію Богдана, оскільки Пруня не відбив жодного м'яча (Гокан Мільд не влучив у ворота), а його скандинавський колега Томас Равеллі зумів відбити удари Дана Петреску та Міодрага Белодедічі. В результаті румуни програли серію пенальті 4:5 і припинили виступи на турнірі. Попри прикру поразку, цей результат і досі залишається найкращим для триколірних в історії чемпіонатів світу.

#### Чемпіонат Європи 1996 року
Золоте покоління Румунії успішно зіграло у відбірковому турнірі до чемпіонату Європи 1996 року, посівши перше місце у важкій кваліфікаційній групі, до якої також входили Франція, Словаччина та Польща.

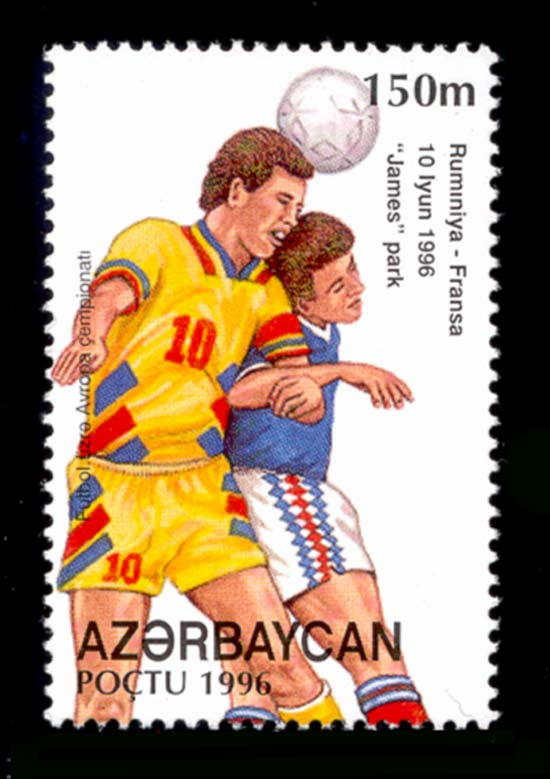
Матч Румунії проти Франції на Євро-1996, зображений на азербайджанській поштовій марці.

На самому Євро-1996, яке проходило в Англії, Румунія також потрапила у важку групу з Іспанією і Францією, а також Болгарією, що переживала тоді свій найкращий час розквіту. Перші два матчі румуни провели на «Сент-Джеймс Парку» у Ньюкаслі. У дебютній грі проти Франції вони програли через єдиний гол Крістофа Дюгаррі, який випередив воротаря Стелю, що необачно вийшов з воріт, та головою переправив м'яч у ворота в схожому стилі, як це зробив Кеннет Андерссон двома роками раніше.
У наступному матчі з болгарами ранній гол болгарського нападника Христо Стоїчкова поставив Румунію у скрутне становище, але румуни не здавались, і Дорінел Мунтяну ударом з-за меж карного майданчика влучив м'ячем у поперечину, від якої той відскочив за лінію воріт, а потім вилетів в поле, однак рефері Петер Міккельсен не помітив це взяття воріт. Надалі обидві команди мали шанси аби забити гол, але рахунок матчу так і не змінився і Румунія програла з рахунком 0:1 та достроково покинула турнір. Того дня на трибунах був англійський тренер Гаррі Реднапп, який пізніше заявив, що саме тоді він переконався у необхідності впровадження технології лінії воріт у футболі.

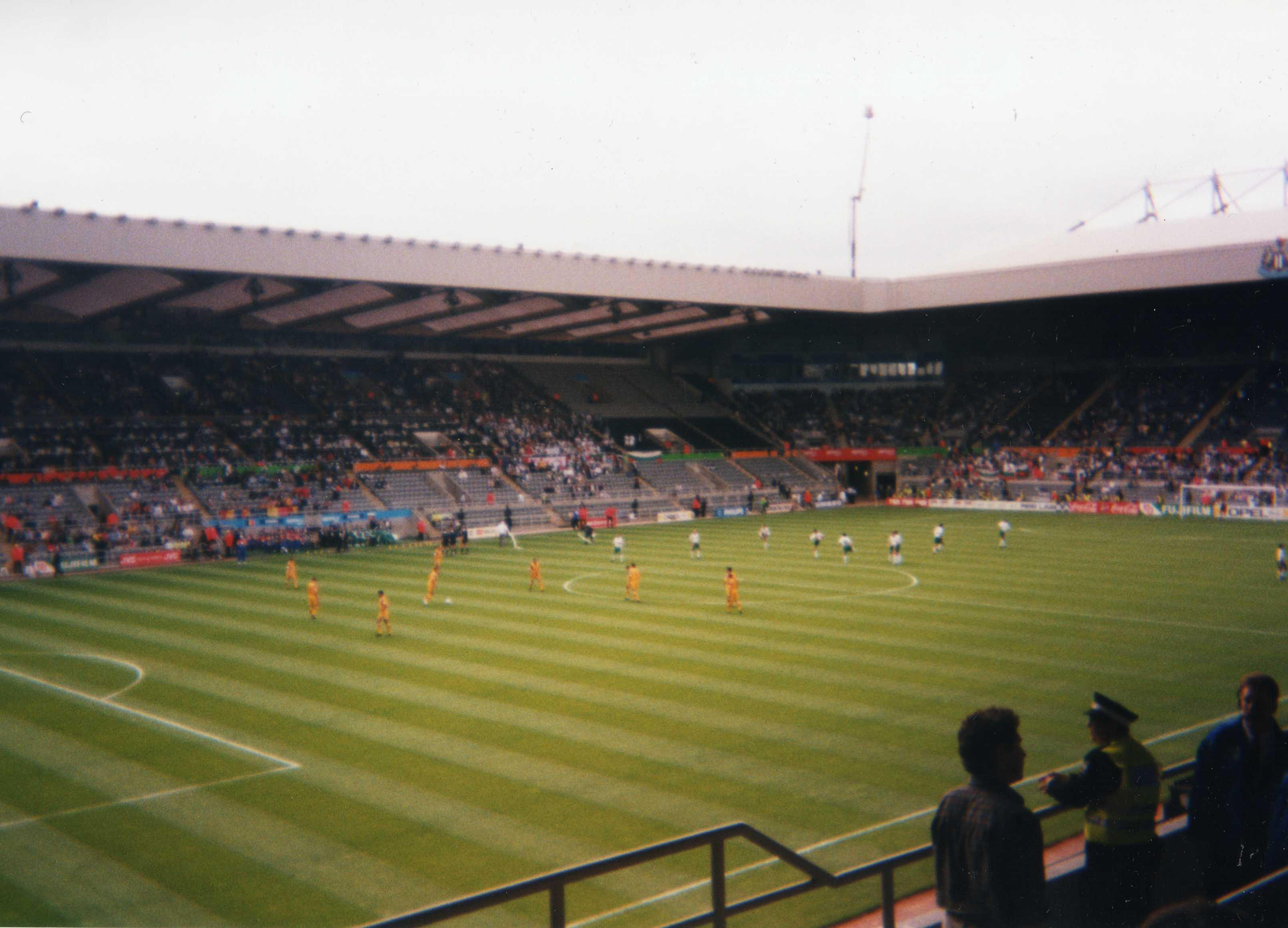
Матч Румунії проти Болгарії на Євро-1996.

У своєму останньому матчі на турнірі Румунія нарешті забила гол, коли Флорін Редучою зрівняв гол на 28 хвилині у відповідь на м'яч іспанця Хав'єра Манхаріна на 10 хвилині. Іспанії, на відміну від румунів, повинна була лише перемога, щоб вийти з групи, і вони продовжили тиснути у другому таймі, поки на 83 хвилині Гільєрмо Амор головою не забив переможний м'яч. В результаті іспанці вийшли до чвертьфіналу, а румуни з 0 очок посіли останнє місце у групі і стали другою найгіршою командою на турнірі, що і досі залишається найслабшим результатом команди на чемпіонатах Європи.

#### Чемпіонат світу 1998 року
Кваліфікацію на чемпіонат світу 1998 року румуни пройшли вкрай легко, здобувши у 10 іграх відбору 9 перемог і одну нічию з різницею м'ячів 37:4. Попри жахливий результат на Євро-1996, Румунія під час жеребкування на «мундіаль» була сіяна з першого кошика, тому отримала досить слабку групу. Окрім міцної Англії, до її квартету потрапила Колумбія і Туніс. Хоча найважливіші гравці Румунії вже були на схилі своєї футбольної кар'єри, зокрема Хаджі, що на той час вже зіграв понад 110 матчів і був рекордсменом збірної, було 33 роки, це «золоте покоління» ще розглядалось як грізна сила, яка може показати результат.
Першим матчем турніру, як і на попередньому чемпіонаті світу, для румунів стала гра із Колумбією. Цього разу румуни теж здобули перемогу над латиноамериканцями, завдяки Адріану Іліе, що забив єдиний м'яч у зустрічі на 45 хвилині на ліонському стадіоні «Жерлан». У наступному матчі в Тулузі румуни зустрілися з Англією, і після помилки захисника Тоні Адамса відкрили рахунок на 47 хвилині завдяки голу Віорела Молдована. Наприкінці гри Майкл Оуен зрівняв рахунок, але Румунія зуміла таки перемогти після голу Дана Петреску на 90 хвилині, таким чином достроково вийшовши у плей-оф.
Ще перед стартом турніру румунські футболісти заявили, що пофарбують волосся у випадку виходу з групи. Тому на третій матч проти Тунісу всі гравці пофарбували волосся в жовтий колір, за винятком голкіпера Богдана Стелі, який був лисим. Румунії потрібне було не програти, щоб виграти групу, що дозволить уникнути Аргентини в 1/8 фіналу, але скромна африканська команда несподівана вийшла вперед завдяки реалізовуваному пенальті від Скандера Суайя. У другому таймі Йорданеску випустив Молдована, який зрівняв рахунок на 72-й хвилині, через п'ять хвилин після виходу на поле, принісши своїй команді необхідну нічию 1:1.
В 1/8 фіналу суперником Румунії стала Хорватія, яка була головною сенсацією цього турніру. Румуни стали черговою жертвою балканської команди, яка була дебютантом «мундіалів», коли Давор Шукер реалізував пенальті перед перервою, забивши єдиний гол у гру. Цей виліт ознаменував початок занепаду золотого покоління Румунії — найдосвідченіші гравці завершили кар'єру у збірній відразу після турніру або в наступні роки, а також тренер Ангел Йорденеску (1993—1998) залишив свою посаду. Досягнення золотого покоління принесло високий рейтинг Румунії у світовому рейтингу ФІФА, який був запроваджений у 1993 році. У вересні 1997 року Румунія посідала третє місце в рейтингу, поступаючись лише Бразилії (1) і Німеччині (2). В наступне десятиріччя почалось стрімке падіння команди у рейтингу.

#### Чемпіонат Європи 2000 року
Останнім турніром «Золотого покоління» було Євро-2000, яке проходило в Нідерландах і Бельгії. Замість Йорданеску прийшов Віктор Піцурке, який провів хорошу відбіркову кампанію, вигравши складну групу 7 зокрема з Португалією, Словаччиною та Угорщиною. Румунська збірна залишилась непереможною, здобувши сім перемог і тричі зігравши внічию. Серед перемог — знаковий виїзний матч у Порту, де вони здолали з рахунком 1:0 Португалію з Луїшем Фігу завдяки голу Дорінела Мунтяну. У передостанньому турі в Бухаресті команди зіграли внічию 1:1, що забезпечило Румунії перше місце в групі та прямий вихід на турнір.

Склад збірної Румунії у переможному матчі на Євро-2000 проти Англії.

Перед фінальним турніром Піцурке був звільнений через конфлікти всередині команди та замінений на Емеріка Єнея. На самому турнірі Румунія потрапила до «групи смерті» разом зі збірними Німеччини, Англії та Португалії, тому шанси румунів на вихід до чвертьфіналу вважалися мізерними. Проте Румунія яскраво розпочала перший матч проти німців у Льєжі, коли на п'ятій хвилині забив Віорел Молдован. На двадцять восьмій хвилині рахунок зрівняв Мехмет Шолль, але німці не справили особливого враження і ризикували програти в умовах більш агресивного футболу від незмінних лідерів румунів Хаджі, Іліє та Молдована, втім матч так і закінчився внічию 1:1. У наступному матчі з Португалією румуни на рівних грали протягом усього матчу, не дозволяючи зірковим португальцям створювати серйозної небезпеки, але Коштінья забив на 95-й хвилині переможний гол Португалії головою після навісу від Луїша Фігу. Таким чином Португалія достроково вийшла до чвертьфіналу, а надій Румунії пройти далі стало ще менше ще й тому, що в останньому матчі з Англією вони не могли розраховувати на Хаджі, який отримав дві жовті картки у двох матчах і мав пропускати вирішальну гру.
В результаті Єней відкинув обережність в останньому матчі в Шарлеруа проти Англії, матчі, який Румунія повинна була вигравати, замінивши дискваліфікованого Хаджі гравцем «Інтернаціонале» Адріаном Муту. У англійців основний воротар Девід Сімен напередодні матчу отримав травму і на матч вийшов резервний — Найджел Мартін, після помилки якого м'яч після навісу захисника Крістіана Ківу на 22-й хвилині перелетів воротаря і від стійки потрапив у ворота. На 31-й хвилині у румунів травмувався центральний захисник Георге Попеску, якого винесли на ношах, і замість нього вийшов 36-річний Міодраг Белодедич. Англія оживилася й оновлений захист румунів ще до перерви припустився двох результативних помилок — спочатку Алан Ширер реалізував пенальті, яке заробив Пол Інс після фолу Ківу, а на 4-й компенсованій хвилині Майкл Оуен вийшов 1 на 1, обійшов воротаря та забив у порожні ворота, вивівши англійців вперед. Вже через три хвилини після відновлення гри резервний воротар англійців Мартін знову припустився помилки, вибивши м'яч на Дорінела Мунтяну, який відразу пробив по воротах, зрівнявши рахунок. Для виходу з групи Англії вистачало нічиєї, оскільки у паралельному матчі Німеччина програвала португальцям в Роттердамі, тому тренер «трьох левів» Кевін Кіган, як він уже робив проти німців, починає більше грати на захист — Оуен поступається місцем Емілю Гескі, а захисник Саутгейт посилив оборону англійців, замінивши півзахисника Пола Скоулза. Румунія вперто намагалась пробити оборону, і на 89-й хвилині Філ Невілл граючи на незручній позиції привіз пенальті, який забив Йонел Ганя, принісши перемогу та вихід у чвертьфінал.
Суперником у чвертьфіналі в Брюсселі стала знов топзбірна, на цей раз Італія. Початок був без сюрпризів — румуни більше захищались і не давали італійцям створити небезпеку, поки на 33 хвилині румунська оборона не помилилась при створенні штучного офсайду, чим скористався Франческо Тотті, що відкрив рахунок у грі. За кілька хвилин румуни могли зрівняти рахунок, коли Хаджі, який повернувся після дискваліфікації, вискочив на побачення з Франческо Тольдо, але влучив у стійку. На 43 хвилині через чергову помилку захисту румунів Франческо Тотті знову вийшов сам на сам зі Стелею і переграв румунського воротаря, зробивши рахунок 2:0. У румунів був другий тайм, аби виправити ситуацію, але команду підвів її головний лідер і ветеран Хаджі. Спочатку на 55 хвилині він отримав жовту картку за грубий фол проти Антоніо Конте, через що італієць отримав серйозну травму і більше за збірну не грав, а ще через чотири хвилини він отримав другу картку і був вилучений за симуляцію у штрафному майданчику італійців. Граючи в меншості, румуни продовжили боротись і намагались переломити гру, але найнебезпечніший момент все одно залишився за італійцями, коли Індзагі влучив у стійку, втім жодна з команд більше голів так і не забила. Для Румунії вихід до чвертьфіналу на чемпіонаті Європи став найкращим виступом в історії. Крім того, цей матч став для Георге Хаджі останнім у складі збірної Румунії. Крім Хаджі, 36-річний Белодедич та 32-річний Лупеску також закінчили виступи в національній збірній після турніру, а Єней покинув посаду головного тренера.

### 2000-ні: початок занепаду

#### Невдалі відбори на міжнародні турніри 2002, 2004 та 2006

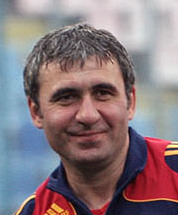
Георге Хаджі, відомий як Карпатський Марадона, найбільша зірка збірної Румунії. Він є рекордсменом за кількістю забитих голів за національну збірну разом із Адріаном Муту (35), а також очолював збірну як тренер з 23 червня по 26 листопада 2001 року.

У кваліфікації на чемпіонат світу 2002 року Румунія потрапила до групи разом з Італією, Угорщиною, Грузією та Литвою, розпочавши відбір із новим тренером Ласло Белені. Вони почали із мінімальної перемоги 1:0 проти Литви вдома, а 7 жовтня зустрілись із головним фаворитом, Італією, в Мілані, без шансів програвши 0:3, після чого також зазнали від італійців і домашньої поразки 0:2 навесні наступного року. Надалі підопічні Белені провели серію з трьох перемог проти Грузії (2:0), Угорщини (2:0) та Литви (2:0), але у червні головний тренер несподівано покинув команду, щоб очолити португальський «Спортінг». Його замінив легендарний футболіст збірної Георге Хаджі, який минулого року закінчив кар'єру. Зірковий тренер у дебютному матчі на чолі команди виграв у принциповому протистоянні в угорців (2:0), розв'язавши всі питання вже в першому таймі завдяки голам Адріана Іліє та Маріуса Ніколае, а у наступній грі зіграв внічию 1:1 із грузинами, посівши підсумкове друге місце, що давало право на участь у плей-оф.
Там румунів жереб звів зі збірною Словенії, яка ніколи не грала на чемпіонатах світу і була явним аутсайдером пари. У першому матчі румуни почали демонструвати свій статус фаворита, коли на 26 хвилині вийшли вперед завдяки голу Маріуса Ніколае, однак словенці повернулися в гру після голів Миленко Ачимовича та Милана Остерца, несподівано вигравши матч. У матчі-відповіді в Бухаресті румуни сподівались відігратись, але Словенія шокувала 30 тисяч вболівальників на трибунах, коли вийшла вперед на 55 хвилині завдяки Младену Рудоні. Правий крайній захисник Космін Контра за десять хвилин зрівняв рахунок дальнім ударом з 25 метрів, після чого Румунія продовжила тиск на ворота суперника, але так і не змогла забити потрібний гол, щоб отримати додатковий час, зігравши в підсумку внічию 1:1. На 94-й хвилині стались суперечки через можливий пенальті на користь румунів, але Гельмут Круг фолу не зафіксував, через що Румунія, яка брала участь в останніх трьох турнірах чемпіонату світу, починаючи з 1990 року, не змогла кваліфікуватись на «мундіаль». Водночас для Словенії це була перша кваліфікація на чемпіонати світу в історії.
Після провальних матчів зі словенцями Хаджі було звільнено, а до збірної повернувся Ангел Йорденеску, творець «золотої команди» 1990-х років, із завданням вивести команду на Євро-2004, що проходив у Португалії. У рамках відбіркового етапу до цього турніру Румунія потрапила до групи з Норвегією, Данією, Боснією і Герцеговиною та Люксембургом. Румуни розпочали кваліфікацію з легкої перемоги 3:0 у Сараєво, однак у наступному матчі вдома програли з мінімальним рахунком Норвегії, пропустивши гол від Стеффена Іверсена майже наприкінці матчу. У третьому матчі Румунія в гостях розгромила Люксембург з рахунком 7:0 із хет-триком Косміна Контри та дублем Віорела Молдована, але потім знову програла вдома, цього разу Данії з рахунком 2:5. Надалі румуни здобули перемогу над Боснією і Герцеговиною з рахунком 2:0, зіграли внічию 1:1 проти Норвегії та знову розгромили Люксембург (4:0), і на свій останній матч проти Данії підійшли з певними шансами на вихід з групи. Для цього їм треба було перемогти суперників у гостях, після чого сподіватись що данці не обіграють боснійців у останньому турі, який румуни пропускали. Данія першою повела в рахунку після голу Йона-Даль Томассона з пенальті на 35 хвилині. У другому таймі Адріан Муту та Даніель Панку переломили хід матчу, забивши два голи, але на 95-й хвилині, при чотирьох доданих, Мартін Лаурсен зрівняв рахунок. Нічия 2:2 дозволила данцям обійти румунів, опустивши їх на друге місце, що давало місце у плей-оф. У останньому турі, який румуни пропускали, норвежці обіграли Люксембург 1:0 і наздогнали Румунію у таблиці за очками, обійшовши їх за результатами особистих зустрічей. Таким чином північні країни опустили Румунію на 3 місце у таблиці, залишивши її поза другим великим турніром поспіль.
Попри невдачу, федерація залишила Йорданеску на посаді головного тренера і на наступний відбір на чемпіонат світу 2006 року, де Румунія потрапила до рівної групи разом з Нідерландами, Чехією, Фінляндією, Македонією, Вірменією та Андоррою. Румунія розпочала свій шлях із двох домашніх перемог з рахунком 2:1 над Фінляндією та Македонією, а потім у гостях розгромила Андорру з рахунком 5:1 з дублями Маріуса Ніколае та Даніеля Панку. Втім, восени, після трьох перемог поспіль, перебуваючи на першому місці у групі, у румунів почався спад. Спочатку вони програли чехам 0:1 завдяки голу Яна Коллера, а потім зіграли внічию 1:1 з Вірменією, яка йшла на останньому місці, й це було лише її перше здобуте очко у цьому відборі.
На початку 2005 року команду очолив Віктор Піцурке, для якого це вже теж був другий прихід у збірну. Під його керівництвом команда у групі лише двічі програла головним фаворитам нідерландцям, але виграла всі інші п'ять матчів проти Македонії (2:1), Вірменії (3:0), Андорри (2:0), Чехії (2:0) і Фінляндії (1:0). Проте цього не вистачило для бодай другого місця у групі: румуни стали лише третіми, відставши на два очки від зони плей-оф, куди потрапили чехи, і на сім від прямого потрапляння на турнір.

#### Чемпіонат Європи 2008 року

Склад Румунії у вирішальному матчі проти Нідерландів на Євро-2008.

Відбор на Євро-2008 румуни почали невдало. У першій же грі підопічні Піцурке втратили перемогу у грі проти Болгарії, де контролювали матч і вели 2:0, але наприкінці отримали дубль від Мартіна Петрова, зігравши внічию. Надалі команда покращила гру і виграла групу G, куди також входили Нідерланди, Болгарія, Білорусь, Словенія, Албанія, Люксембург, з лише однією поразкою від Болгарії, набравши чотири очки в матчі проти головного конкурента, збірної Нідерландів. 17 жовтня 2007 року Румунія стала лише четвертою командою, що пройшла кваліфікацію на Євро-2008, яке стало першим міжнародним турніром для румунів після Євро-2000. За збігом обставин, попереднє досягнення також належало Піцурке, однак цього разу він залишився на посаді та вперше тренував національну збірну на фінальній стадії турніру.
У фінальному турнірі, що проходив у Австрії та Швейцарії, румуни потрапили до «групи смерті», разом із чемпіонами світу Італією, переможцями Євро-2000 Францією та Нідерландами, з якими грали й у відборі. У першому матчі на турнірі у Цюриху румуни відстояли нульову нічию проти французів, які мали кілька хороших шансів, але забити у ворота Богдана Лобонца так і не зуміли. Через чотири дні румуни зіграли з чинними чемпіонами світу. Піцурке змінив схему своєї команди з 4-3-3 на 4-1-3-2, що дало результат у першому таймі, коли Румунія була ближче до забитого голу, маючи кілька хороших моментів, які не дав перетворити у гол лише воротар італійців Джанлуїджі Буффон, а в одному з епізодів «скуадра адзуррі» допомогла стійка. Італійці серйозно відповіли лише у компенсований час, коли Лука Тоні забив чистий гол, але арбітр Том Генінг Евребе помилково скасував його через офсайд. Іншою проблемою для команди стала серйозна травма Мірела Редоя на 25 хвилині, через яку він змушений був достроково завершити турнір. У другому таймі румуни досягли свого завдяки голу Адріана Муту, який на 55 хвилині підкараулив невдалий пас захисника італійців Джанлуки Дзамбротти до свого воротаря і переправив м'яч у сітку, але Крістіан Пануччі зрівняв рахунок буквально через хвилину. У наступні хвилини обидві команди, яким потрібна була перемога, мали шанси забити гол, але найкращий з них втратила саме Румунія, коли Муту не зміг реалізувати пенальті, програвши дуель Джанлуїджі Буффону.
Нічия 1:1 означала, що Румунії для виходу з групи необхідно було обігрувати у своєму останньому груповому матчі в Берні Нідерланди, які вже достроково вийшли з групи після двох розгромних перемог. Нічия також вивела б Румунію, якби й паралельний матч завершився внічию. У зв'язку з тим, що там Італія вже в першому таймі вийшла вперед проти Франції, які залишились в меншості, стало очевидним, що Румунії потрібно лише обіграти Нідерланди, щоб пройти далі. В результаті румуни, які перший там відіграли обережно на 0:0, у другому таймі змушені були розкриватись, через що пропустили голи від Класа-Яна Гюнтелара та Робіна ван Персі, фінішувавши лише на третьому місці  у фінальній таблиці (вище Франції) з двома очками.

#### Провальний відбір на чемпіонат світу 2010 року

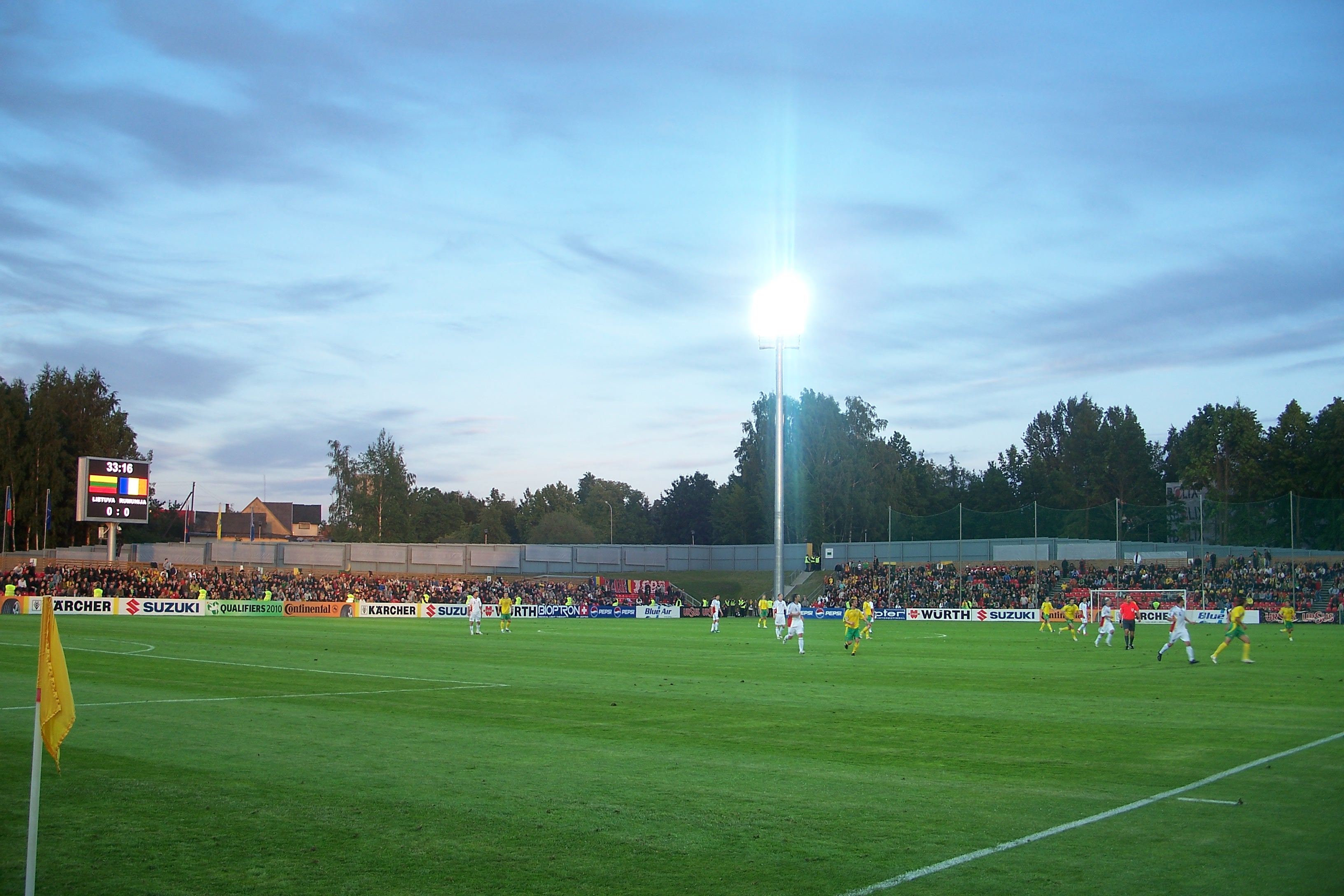
Виїзний матч проти Литви у кваліфікації на чемпіонат світу 2010 року.

Одразу після Євро Віктор Піцурке хотів піти у відставку, незадоволений критикою, яка була спрямована на нього після невиходу до чвертьфіналу турніру, втім таки залишився з командою. Він розпочав кваліфікацію на чемпіонат світу 2010 року із приголомшливого розгрому 0:3 від Литви вдома, після чого мінімально переміг Фарерські острови, а також вдома зіграв внічию з Францією 2:2.
На початку наступного року результати команди стали катастрофічними: спочатку румуни програли у товариській грі Хорватії (1:2), а потім і двічі у рамках відбору — 2:3 із Сербією та 1:2 з Австрією, через що у квітні 2009 року Піцурке було звільнено. Його замінив Разван Луческу, який дебютував з мінімальної виїзної перемоги над Литвою 1:0. Далі румуни знову зіграли в гостях внічию з Францією,  цього разу з результатом 1:1, після того з таким же рахунком вдома зіграли з Австрією. Вже не маючи шансів на кваліфікацію на «мундіаль», румуни розгромно програли в гостях Сербії, а в останньому турі перемогли Фарерські острови з рахунком 3:1, фінішувавши на передостанньому місці у своїй групі з 12 очками, що стало їхньою найгіршою відбірковою кампанією у XXI столітті. Провальний виступ призвів до найнижчого падіння в рейтингу ФІФА в історії збірної Румунії — 57-ме місце в лютому 2011 року.

### 2010-ті: продовження занепаду та дебют у Лізі націй

#### Відбір на чемпіонат Європи 2012 року

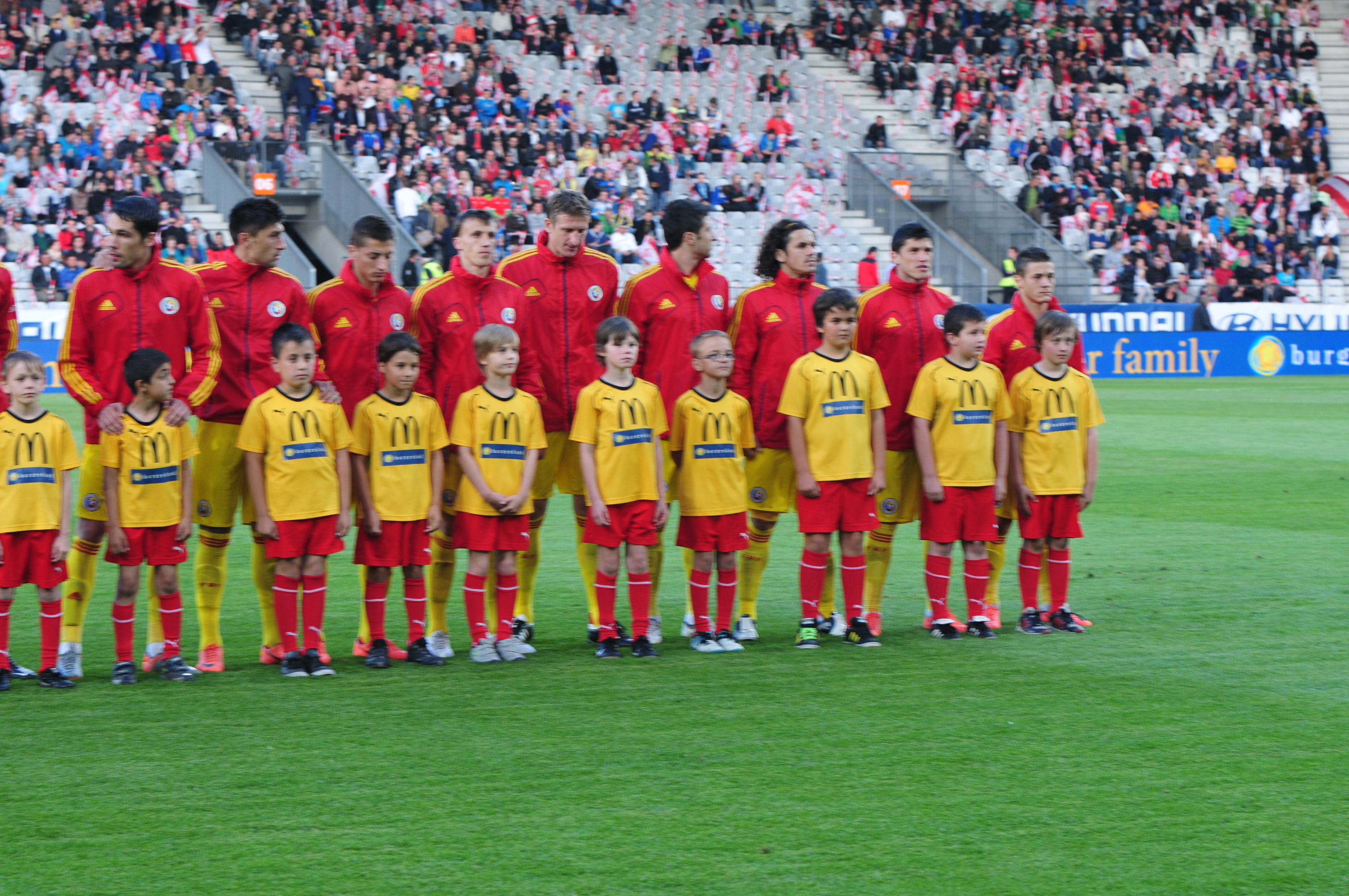
Збірна Румунії перед товариським матчем проти Австрії. 2012 рік.

У кваліфікації на Євро-2012 Румунія потрапила до групи D разом із Францією, Боснією і Герцеговиною, Білоруссю, Албанією та Люксембургом. Спочатку команда продовжувала показувати свою жахливу форму, за увесь 2010 рік вигравши лише один товариський матч проти збірної Гондурасу (3:0), а відбір на європейську першість в Україні й Польщі почала з нічиїх проти скромних Албанії (1:1) та Білорусі (0:0), продовживши поразками від Франції (0:2) та Боснії і Герцеговини (1:2), після яких знов перебувала на передостанньому місці та вже не мала серйозних шансів на продовження боротьби. Втім, по ходу 2011 року команда змогла дещо відновити свій рівень та оформити перші дві перемоги — першою була перемога над Люксембургом, а другою була важлива перемога у матчі-реванші проти Боснії і Герцеговини, в якій вони розгромили суперника 3:0 і вийшли на друге місце у таблиці.
Влітку 2011 року Разван Луческу вирішив покинути збірну і його помічник Штефан Йован тимчасово керував командою під час літнього латиноамериканського турне збірної Румунії проти Бразилії (0:1) і Парагваю (0:2), після чого румунську команду втретє у своїй кар'єрі очолив Віктор Піцурке. Новий тренер зіткнувся із серйозними внутрішніми проблемами в національній збірній. Втративши досвідчених Косміна Контру, Мірела Редоя та особливо капітана Крістіана Ківу, який нещодавно завершив кар'єру, Піцурке вигнав з команди Габріеля Тамаша та Адріана Муту після того, як вони провели ніч за випивкою, знаючи про те, що наступного дня збірна Румунії мала поєдинок зі збірною Сан-Марино (пізніше Тамаша і Муту все ж повернули до збірної). В знекровленому стані Румунія у завершальних іграх змогла обіграти лише явного аутсайдера Люксембург, а у трьох інших матчах зіграла внічию з Францією (0:0), Албанією (1:1) та Білоруссю (2:2), завершивши кваліфікацію на третьому місці.

#### Відбір на чемпіонат світу 2014 року
У відборі на чемпіонат світу 2014 року Румунія з Піцурке опинилась у групі D, до якої також входили Нідерланди, Туреччина, Угорщина, Естонія та Андорра. Вони вражаюче почали кваліфікації з трьох перемог, спочатку перемігши на виїзді в Естонії з рахунком 2:0, потім перемогли вдома скромну Андорру з рахунком 4:0, а потім здобули ще одну перемогу на виїзді в Туреччині (1:0), таким чином головним конкурентом за вихід з групи стали нідерландці. Втім, серйозної боротьби за лідерство у групі не вийшло, бо збірна Нідерландів двічі легко перемогла румунів: вдома румуни поступилися з рахунком 1:4, через що навіть опустились на третє місце, а в Амстердамі Румунія програла з рахунком 0:4.

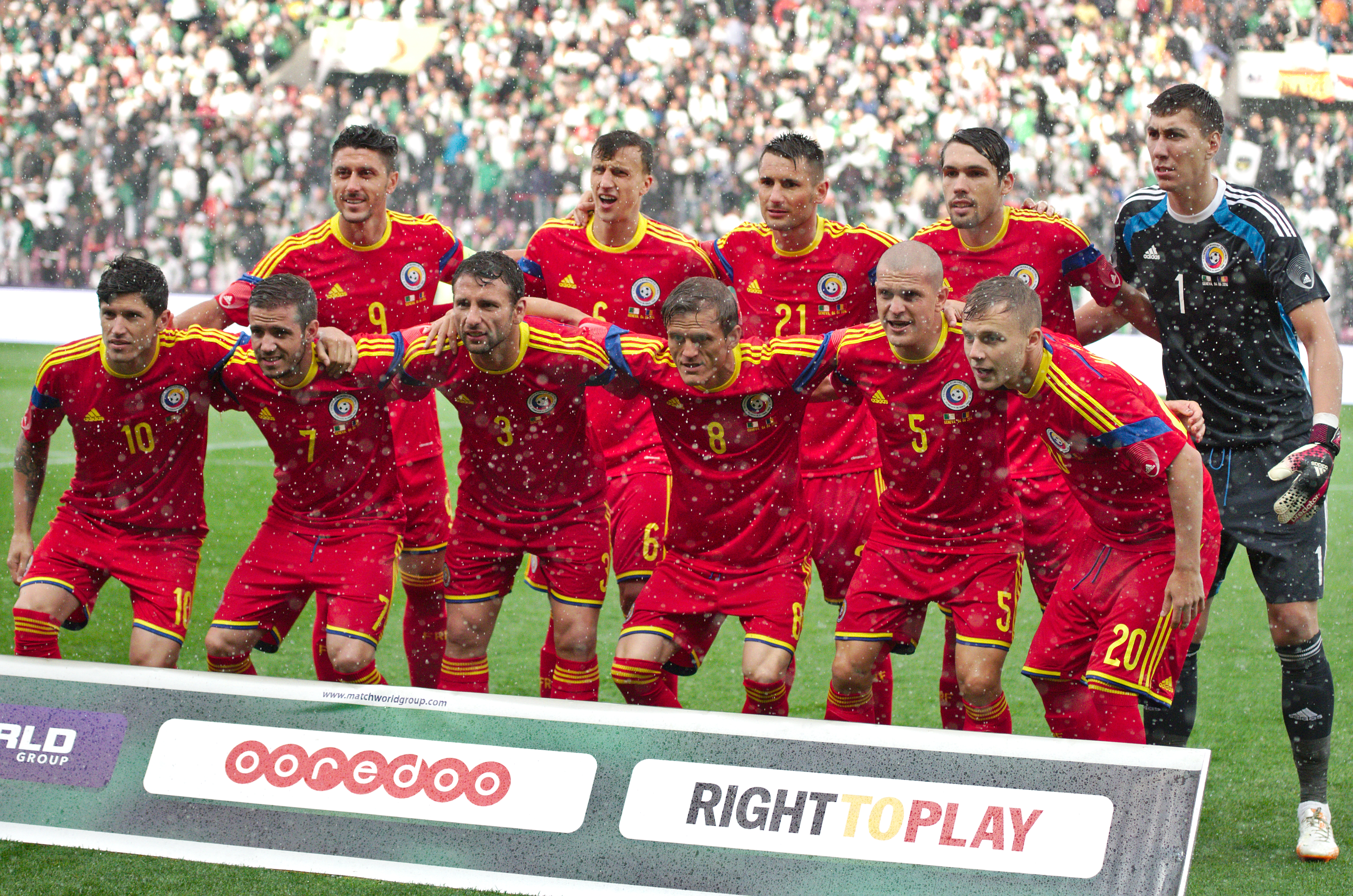
Збірна Румунії перед товариським матчем проти Алжиру, учасника чемпіонату світу, у червні 2014 року. Незважаючи на гол Александру Кіпчу, Румунія програла з рахунком 1:2.

Між цими матчами румуни також зіграли внічию 2:2 проти Угорщини, через що фактично втратили шанси на пряму путівку на чемпіонат світу, натомість зосередившись на боротьбі з угорцями й турками за другу позицію. У вересні 2013 року румуни спочатку розгромили угорців 3:0 вдома, обійшовши принципових суперників у таблиці, але вже за кілька днів також вдома несподівано без шансів поступились Туреччині 0:2, пропустивши турків вперед себе. В результаті боротьба за друге місце, яке давало шанс на вихід у плей-оф, дійшла до останнього туру. В жовтні Румунія прогнозовано виграла в естонців після дублю Чипріана Маріки, разом з тим Туреччина зазнала поразки 0:2 від Нідерландів, завдяки чому Румунія повернулась на друге місце у групі та вперше з 2001 року вийшла в плей-оф кваліфікації чемпіонату світу.
У жеребкуванні плей-оф Румунія була несіяною і потрапила на Грецію. Перший матч між цими командами, що пройшов 15 листопада 2013 року у Греції, розпочався неприємно для румунів, оскільки вже на 14 хвилині вони пропустили гол. Нападник греків Костас Мітроглу перебуваючи в офсайді переграв воротаря суперників Богдана Лобонца, але португальський рефері Педру Проенса не помітив порушення і зарахував гол. На 19 хвилині румуни зусиллями Богдана Станку відновили рівновагу в рахунку, але вже за хвилину греки знов вийшли вперед через провал в обороні румунів, яким скористався Дімітріс Салпінгідіс. У другому таймі Мітроглу забив ще один гол, зробивши таким чином дубль, завдяки якому Греція виграла у Румунії з рахунком 3:1. В матчі-відповіді головною проблемою румунів знову став Мітроглу, який відкрив рахунок на 23 хвилині. У другому таймі румуни відігрались завдяки автоголу Васіліса Торосідіса, і надалі продовжували атакувати, намагаючись компенсувати поразку першого матчу. Втім, маючи кілька небезпечних моментів, в тому числі влучання у стійку, забити більше жодного голу їм так і не вдалося. Таким чином Румунія вчетверте поспіль не змогла кваліфікуватися на чемпіонат світу.

#### Чемпіонат Європи 2016 року
У відборі на Євро-2016 Румунія потрапила до групи F разом із Грецією, Угорщиною, Фінляндією, Північною Ірландією та Фарерськими островами. Греція, яка не пустила Румунію до попереднього чемпіонату світу, стала першим суперником у кваліфікації, і Румунія перемогла в Піреї з рахунком 1:0 завдяки забитому пенальті від Чипріана Маріки, взявши таким чином сатисфакцію за попередній відбір. Далі Румунія зіграла внічию 1:1 з Угорщиною і перемогла Фінляндію 2:0, опинившись на другому місці у групі, яке давало пряму путівку на чемпіонат. Попри початковий успіх, за обопільною згодою сторін Румунія вирішила розійтись з тренером Віктором Піцурке, який провів загалом 96 ігор на тренерській лаві збірної за три періоди, здобувши 53 перемоги, 23 нічиїх і 20 поразок.
У жовтні 2014 року новим тренером команди знову став Ангел Йорденеску, для якого це також був третій прихід на посаду головного тренера збірної. Під керівництвом Йорденеску Румунія змогла продовжити комфортні виступи, здобувши перемогу над Північною Ірландією з рахунком 2:0 і Фарерськими островами з рахунком 1:0. Надалі команда тричі поспіль зіграла внічию 0:0 — проти Північної Ірландії, Угорщини та Греції, а потім зіграла ще одну нічию, на цей раз 1:1 проти Фінляндії, через що до останнього туру боролась за угорцями за прохідне друге місце. Румунія забезпечила собі місце у фінальному турнірі Євро в останній грі після впевненої перемоги 3:0 на Фарерських островах, завершивши кваліфікаційну групу другою, відстаючи на одне очко від переможця групи Північної Ірландії, провівши таким чином свою першу успішну кампанію за вісім років без поразок, здобувши п'ять перемог і п'ять нічиїх. При цьому, маючи лише два пропущені голи, Румунія мала найкращий захист у кваліфікації.
У фінальній стадії Євро-2016 Румунія потрапила в Групу A, отримавши право зіграти у матчі-відкритті турніру проти господарів, збірної Франції. Матч почався краще для румунської команди, яка ледь не забила перший гол на турнірі на четвертій хвилині, але французький воротар Уго Льоріс врятував свою команду. Французи відповіли ударом Антуана Грізманна у стійку, втім голів до перерви глядачі так і не побачили. Незабаром після перерви Франція почала сильніше домінувати та забила перший гол на турнірі на 58-й хвилині зусиллями Олів'є Жиру. Він скористався помилкою на виході воротаря Чіпріана Тетерушану і головою замкнув подачу з флангу від Дімітрі Паєта. Проте гості швидко оговталися від цього удару, і вже на 65 хвилині після фолу Патріса Евра у своєму штрафному майданчику, який помітив угорський арбітр Віктор Кашшаї, пенальті реалізував Богдан Станку. Коли матч наближався до кінця, на 89 хвилині Паєт сильно пробив з-за меж штрафного і забив другий гол Франції, розвіявши мрію Румунії про ідеальний старт на Євро.

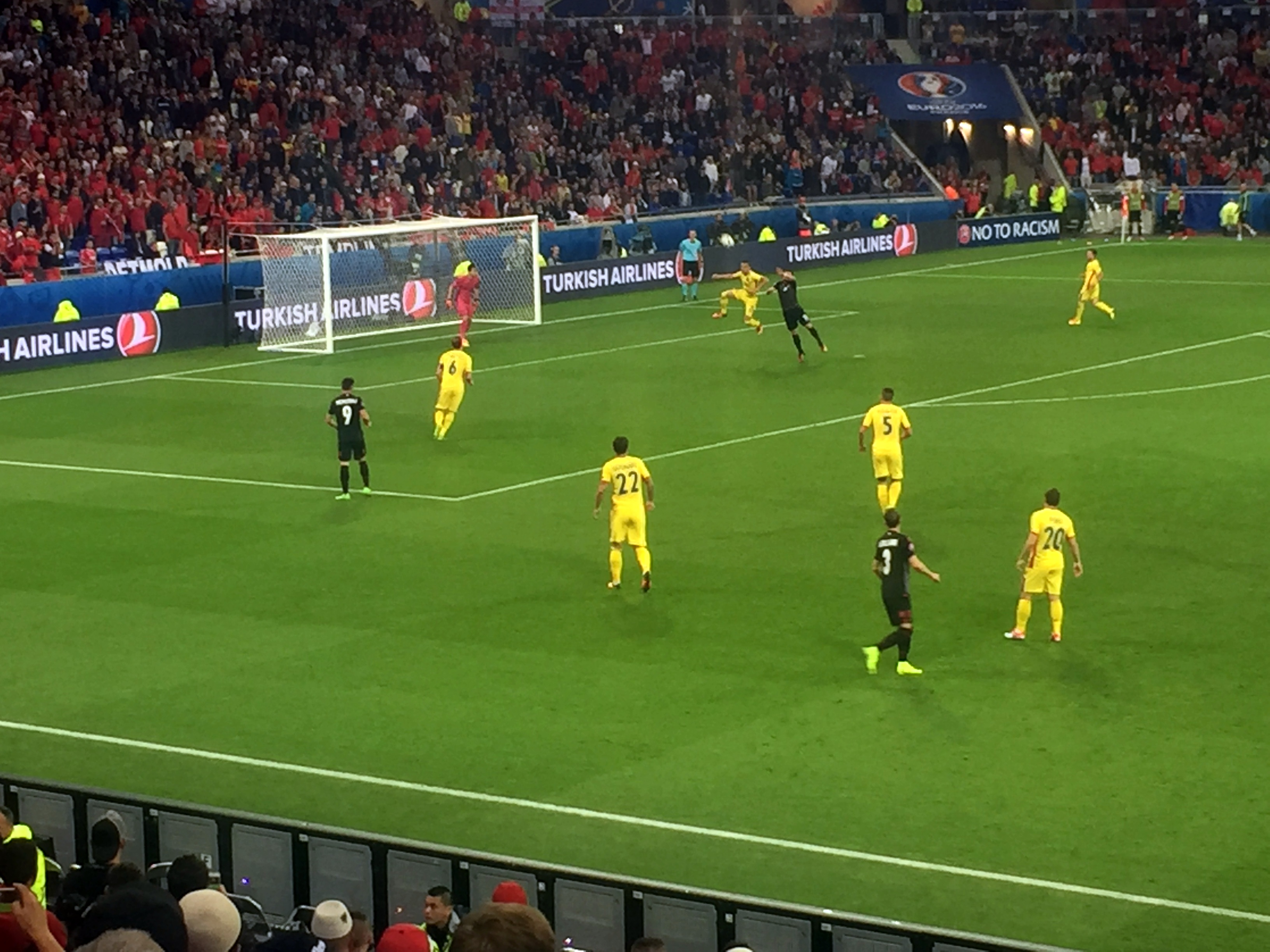
Матч Румунії проти Албанії на Євро-2016

У другому матчі Румунія зустрілася зі Швейцарією. Матч розпочався з домінування швейцарської сторони та їхнього нападника Гаріса Сеферовича, але реалізувати хоча б одну нагоду він так і не зміг. Спочатку форвард не поцілив у дальній кут, пробивши повз стійку, а з другою його спробою впорався Тетерушану. Натомість румуни на під час однієї з перших своїх атак на 17-й хвилині одразу відзначились голом: Штефан Ліхтштайнер у штрафному майданчику сфолив проти Александру Кіпчу, завдяки чому румуни отримали право на другий для себе пенальті на турнірі, який знову реалізував Станку. Надалі румуни ще більше закрились і намагались втримати позитивний для себе результат. Одним із ключових героїв зустрічі став румунський голкіпер Тетерушану, який неодноразово рятував команду, відбивши особливо небезпечні удари Фабіана Шера та Рікардо Родрігеса. І якщо у першому таймі забити швейцарцям не вдалося, то на початку другого Адмір Мехмеді зрівняв рахунок, вдало зігравши на підбиранні після подачі з кутового. Після цього швейцарці продовжили тиснути, бажаючи вирвати перемогу, задля чого на поле вийшов Брель Емболо замість Сеферовича, який на пару з Блерімом Джемайлі та Джерданом Шакірі продовжував створювати небезпеку, але до другого взяття воріт так і не дійшло.
Ця нічия сприймалась для румунів позитивним результатом, оскільки перед фінальним матчем Румунії потрібна була перемога над головним аутсайдером групи Албанією, який програв попередні дві гри: це дозволяло увійти до четвірки найкращих команд, які посіли треті місця, і пройти далі на Євро. Матч почався вдало для румунської сторони, яких більшість вважала фаворитом пари, але албанський воротар Етріт Беріша зумів залишити ворота у недоторканності. У другій частині тайму албанці оговтались і самі почали створювати небезпеку у чужих воріт, квінтесенцією якої став забитий гол на 43 хвилині від Армандо Садіку. У другому таймі Румунія пішла відігруватися, залишаючи супернику простір на своїй половині поля, чим час від часу користувались албанці, але також свої моменти не реалізували. На 68 хвилині Йорданеску пішов ва-банк, випустивши другого нападника Флоріна Андоне замість півзахисника Адріана Попи. Свіжий нападник мав найнебезпечніший момент, влучивши у поперечку албанських воріт, але жодного голу забити румуни так і не змогли, віддавши албанцям першу в історії перемогу на Євро. Таким чином Румунія опинилася на останньому місці в групі, завершивши Євро без жодної перемоги та лише з двома забитими м'ячами (обидва з пенальті). Через погані результати тренера Ангела Йорденеску за кілька днів було звільнено з посади. Загалом він керував румунською збірною за три періоди (1993—1998, 2002—2004, 2014—2016) у 101 матчі, в яких здобув 55 перемог, 24 нічиїх та 22 поразок і є єдиним тренером в історії збірної Румунії, що керував нею у понад 100 іграх.

#### Відбір на чемпіонат світу 2018 року
7 липня 2016 року новим головним тренером збірної було призначено зіркового німецького фахівця Крістофа Даума із задачею кваліфікації на чемпіонат світу 2018 року. Іншою ціллю для тренера було поставлено розвиток молодих гравців, оскільки у колишнього тренера Ангела Йорданеску середній вік збірної був занадто високим, і команда потребувала зміни покоління.
Перші ж матчі збірної Румунії під керівництвом нового тренера показали ці зміни. Команду покинуло кілька ветеранів, зокрема Лучан Синмертян і Резван Рац, натомість дебютували молоді гравці, серед яких Резван Марін, Дорін Ротаріу і Ромаріо Бензар. Проте результати виявилися менш вдалими. У першому матчі нового тренера румуни зіграли домашню нічию з Чорногорією 1:1, не забивши пенальті в додатковий час. Наступний матч, яким була розгромна перемога з рахунком 5:0 на виїзді проти Вірменії, здавалося, дав надію, але потім на виїзді команда Даума не змогла забити жодного голу аутсайдеру групи Казахстану, зігравши у нульову нічию, в якій німець звинуватив грубість суперників і суддівські помилки, після чого розгромно програла вдома фаворитам групи Польщі з рахунком 0:3. Ця поразка значною мірою позбавила національну збірну шансів на пряму кваліфікацію на «мундіаль», змусивши зосередитись на боротьбі за другу позицію, що давала місце у плей-оф.
Навесні 2017 року команда мала провести лише один матч, важливу гру вдома з Данією, де була необхідна перемога, але ця гра виявила серйозну кризу атакувальної ланки збірної, оскільки це був четвертий матч поспіль, у якому Румунія не забила, повторивши антирекорд 69-річної давнини. Серія матчів без забитих голів була перервана лише голом Богдана Станку у наступному матчі проти Польщі у Варшаві, коли рахунок уже був 3:0 на користь господарів. Ця поразка фактично позбавила румунів шансів на вихід з групи. Атакувальна криза у команді тривала й у домашньому матчі проти Вірменії, де Румунія зуміла забити лише один гол в додатковий час матч, скромно вигравши 1:0. В наступному матчі проти Чорногорії румуни знову не змогли виграти, поступившись 0:1 та втративши навіть математичні шанси на друге місце за два тури до кінця відбору.
Через слабкі результати Даума неодноразово закликали піти у відставку, але німець наполягав на тому, щоб залишитись на посаді, заявляючи, що команда все ще формується, та звинувачуючи пресу в тому, що вона шукає винних. Після поразки від чорногорців Даум вніс до федерації пропозиції щодо покращення гри національної збірної та виявив бажання залишитись у команді навіть попри невиконання завдання. Втім, відбірковий цикл був визнаний Федерацією футболу Румунії провальним, внаслідок чого Даум був звільнений ще до завершення відбору. Загалом з командою він здобув лише дві перемоги у восьми офіційних матчах, зіграних протягом року, а також одну перемогу у двох товариських матчах.
Закінчували відбір румуни під керівництвом нового тренера Косміна Контри. Його перша гра 5 жовтня завершилась перемогою 3:1 у Плоєшті над Казахстаном, а в останній грі кваліфікації зіграли 1:1 проти Данії в Копенгагені. Таким чином Румунія посіла четверте місце в групі з 13 очками, дванадцятьма забитими та десятьма пропущеними м'ячами, випередивши лише головних аутсайдерів Вірменію та Казахстан.

#### Ліга націй УЄФА 2018/19 і кваліфікація на чемпіонат Європи 2020 року
Низькі результати у кваліфікації до попереднього чемпіонату світу призвели до того, що Румунія потрапила у Лігу C першого розіграшу нового змагання, Ліги націй УЄФА. Вони потрапили до групи з Сербією, Чорногорією та Литвою. У першому матчі Румунія знов невдало зіграла проти Чорногорії, унічию 0:0 у Плоєшті, а потім змогла не програти фавориту групи Сербії, зігравши внічию 2:2. Лише у третьому турі у Вільнюсі проти Литви румуни вперше виграли у новому турнірі, завдяки переможному голу Александру Максіма на 94 хвилині. Після цього була ще одна нічия 0:0 у Бухаресті проти Сербії, в якій Душан Тадич не реалізував пенальті, і комфортна перемога 3:0 над Литвою в Плоєшті. Перед останнім туром Румунія могла очолити групу лише за умови, якщо вона виграє в Подгориці проти Чорногорії, а Сербія програє Литві в Белграді. Попри те, що Румунія виграла свій матч 1:0, Сербія спокійно виграла у Литви та виграла групу. Однак після оновлення формату змагань, Румунія, яка посіла друге місце, також піднялася до Ліги В на наступний розіграш.

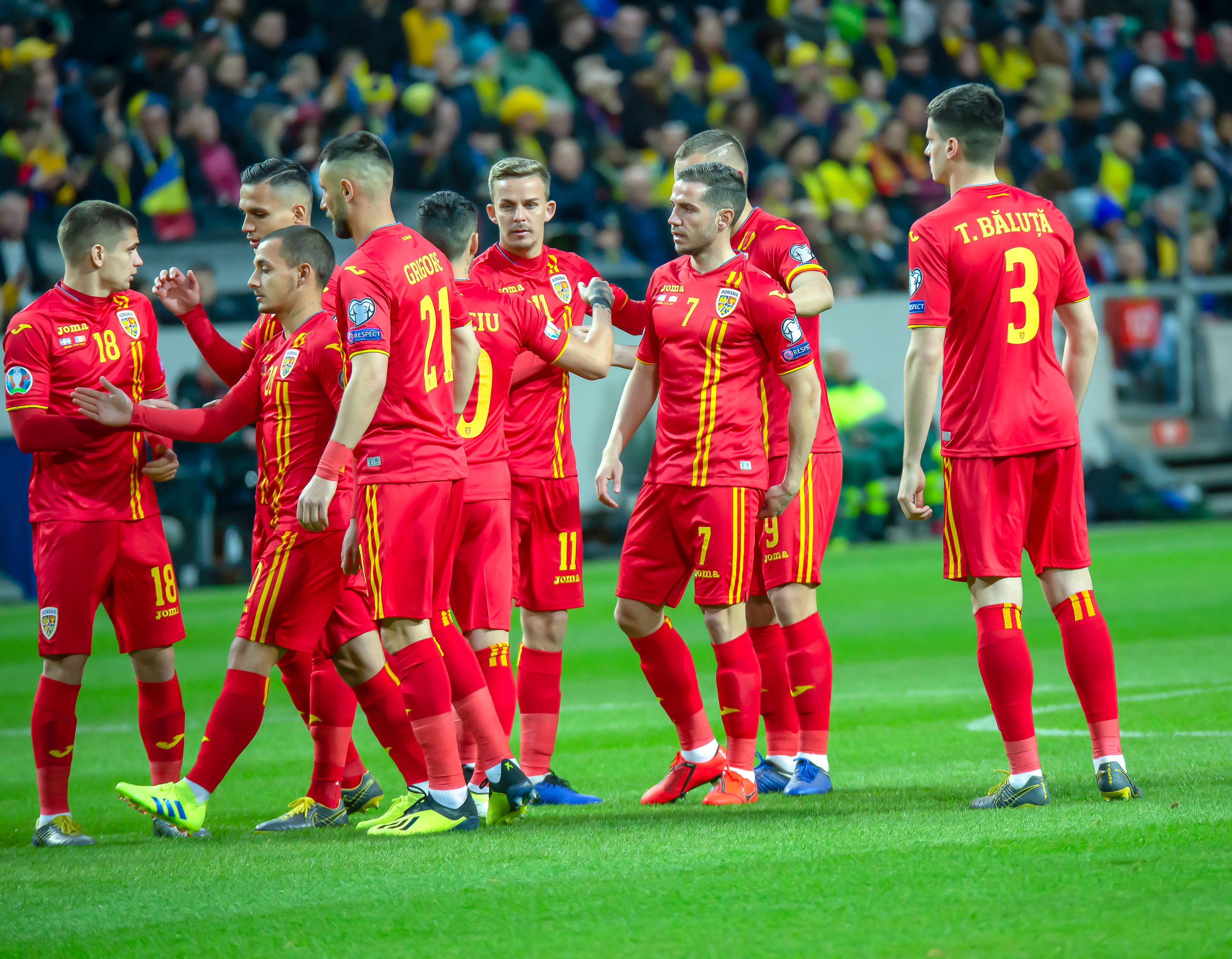
Гравці збірної Румунії у матчі кваліфікації на Євро-2020 проти Швеції.

У кваліфікації на Євро-2020, який мав відбутися в різних містах Європи, включно з Бухарестом, Румунія потрапила у групу F разом з Іспанією, Швецією. Норвегією, Мальтою та Фарерськими островами. У стартовій грі Румунія зазнала поразки від Швеції в Стокгольмі з рахунком 1:2, після чого послідувала розгромна перемога над Фарерськими островами з рахунком 4:1 у Клуж-Напоці, нічия 2:2 з Норвегією в Осло завдяки голу Клаудіу Кешерю на останній хвилині та перемога над Мальтою з рахунком 4:0 у Валлетті.
Восени 2019 року команда зазнала поразки від Іспанії в Бухаресті 1:2, але змогла трохи виправити ситуацію перемогами над аутсайдерами групи Мальтою (1:0) та Фарерами (3:0), піднявшись на 2 місце у групі, але маючи наприкінці відбору складний календар. Румунія мала вигравати у Норвегії, оскільки у двох останніх іграх зі шведською та іспанською командою вони навряд чи могли розраховувати на багато очок. Румуни вийшли вперед у грі проти норвежців завдяки голу Александру Мітріце на 62-й хвилині, але Александер Серлот на 92 хвилині зумів зрівняти рахунок, і матч у Бухаресті завершився внічию 1:1. Це значно зменшило шанси румунів на вихід з групи. У наступних матчах румуни без шансів зазнали поразки з рахунком 0:2 від Швеції у Бухаресті, втративши шанси посісти друге місце, а останньому турі були розгромлені Іспанією в Мадриді з рахунком 0:5, опустившись на четверте місце. Відразу після цієї гри Контра оголосив про звільнення з посади.
Попри такі результати, румуни зберегли шанси на кваліфікацію на турнір, потрапивши у плей-оф відбору завдяки хорошим результатам у Лізі націй. На ці матчі головним тренером був призначений тренер «молодіжки» Мірел Редой. Матчі мали відбутись навесні 2020 року, але через пандемію коронавірусу були перенесені на осінь. У першому ж матчі Румунія програла Ісландії та втратила останню можливість кваліфікуватись на турнір.

### 2020-ті: вдалі результати на Євро-2024

#### Ліга націй УЄФА 2020/21 і кваліфікація на чемпіонат світу 2022 року
У другому розіграші Ліги націй Румунія, яка через зміну формату все ж піднялась до Ліги B, потрапила до групи з Австрією, Норвегією та Північною Ірландією. В першому матчі вдома проти Північної Ірландії румуни зіграли внічию 1:1, пропустивши від північноірландців наприкінці матчу, хоча грали в чисельній більшості після того, як червону картку отримав Джош Магенніс ще у першому таймі. Вже за кілька днів після такого тьмяного матчу румуни несподівано у гостях обіграли головного фаворита групи Австрію 3:2. Після перших двох ігрових вересневих турів Румунія посідала перше місце, яке давало право вийти до Ліги А, але у жовтні румуни зазнали розгромної поразки від Норвегії з рахунком 0:4 в Осло та від Австрії з рахунком 0:1 на домашньому полі, опустившись на третє місце перед останніми двома листопадовими матчами та вже мали загрозу навпаки вилетіти до Ліги С. Уникнути вильоту до Ліги C румунам допомогла технічна перемога, отримана у матчі проти Норвегії, через відмову від поїздок скандинавів до Бухареста після позитивного результату тесту на COVID-19 Омара Елабделлауї та обмежувальних заходів, ухвалених Міністерством охорони здоров'я Норвегії. Нічия 1:1 проти Північної Ірландії в Белфасті в останньому турі вже не мала турнірного значення та означала, що Румунія закінчила групу на третій позиції та залишилась у Лізі В.
Після цього Румунія з другого кошика потрапила до групи J у відбіркових іграх до чемпіонату світу 2022 року разом з Німеччиною, Ісландією, що вибила їх із плей-оф відбору на Євро-2020 за два місяці до цього, Північною Македонією, Вірменією та Ліхтенштейном. У своєму першому матчі Румунія здобула важку перемогу над Північною Македонією в Бухаресті з рахунком 3:2. Румуни спокійно вели гру до перемоги, ведучи з рахунком 2:0, після 80-ї хвилини пропустили два голи за дві хвилини, втім вчасно зуміли зібратись і зусиллями Яніса Хаджі забили переможний гол. Через три дні Німеччина здобула перемогу над румунами на тому ж стадіоні з рахунком 1:0, попри чудову можливість від Ніколає Станчу на останніх хвилинах зрівняти рахунок, яку він не використав. А ще через три дні у румунів сталась сенсаційна поразка від Вірменії в Єревані з рахунком 2:3: румуни знову вели гру до перемоги, виграючи з рахунком 2:1, в останню десятихвилинку двічі пропустили, але на відміну від попереднього разу, відігратись вже не змогли.
У вересні 2021 року румуни виправились, здобувши перемогу 2:0 над Ісландією в Рейк'явіку та Ліхтенштейном вдома, а також зіграли внічию 0:0 у Скоп'є проти Північної Македонії. Надалі головна сенсація групи Вірменія почала здавати позиції, і саме Румунія та Північна Македонія боролися за друге місце, яке давало право на місце у плей-оф. У наступній грі проти Німеччини Румунія майже годину утримувала перемогу 1:0, але все ж програла 1:2, а за кілька днів румуни зуміли помститись вірменам за прикру поразку у першому колі, обігравши їх з рахунком 1:0. Таким чином за два тури до кінця відбору Румунія піднялась на друге місце, маючи попереду лише домашню гру з ісландцями, які вже не мали турнірної мотивації, і виїзд в Ліхтенштейн, до головного аутсайдера групи, що давало хороші шанси на продовження боротьби.
Втім, у вирішальний момент румуни не змогли обіграти Ісландію, зігравши 0:0, чим скористались македонці, які у паралельному матчі розгромили вірмен 5:0 і вийшли на другу сходинку. В результаті Румунія в останньому турі залежала від матчу Північної Македонії проти Ісландії, де македонці мали обов'язково втратити очки, щоб румуни мали шанси. Румуни виконали свою частину завдання, вигравши 2:0 у Ліхтенштейна. Ця гра стала примітною тим, що за румунів дебютував наймолодший гравець в її історії, 15-річний Енес Салі, що наприкінці матчі замінив Андрея Івана. Однак це було єдиною втіхою для Румунії того вечора, оскільки Північна Македонія у паралельній грі легко виграла 3:1 та обійшла Румунію на одне очко, не дозволивши їй потрапити до плей-оф. Після цієї невдачі посаду залишив головний тренер збірної Мірел Редой, у якого 30 листопада закінчився контракт, а про нову угоду фахівець та федерація не домовилися.

#### Ліга націй УЄФА 2022/23 і кваліфікація на чемпіонат Європи 2024 року
У січні 2022 року новим тренером збірної Румунії став Едвард Йорденеску, син легендарного тренера збірної Ангела Йорденеску, із завданням кваліфікації на Євро-2024 та перемоги в групі Ліги націй. Румунія з третього кошика Ліги націй УЄФА 2022/23 потрапила до групи з Боснією та Герцеговиною, Фінляндією та Чорногорією. Команда Едварда Йорденеску невдало стартувала в цьому розіграші турніру і майже одразу втратила шанси на перше місце. Спочатку румуни програли Чорногорії (0:2), а потім поступилися Боснії і Герцеговині (0:1). Лише в третьому турі їм вдалося здобути перемогу над Фінляндією 1:0 в Бухаресті, за якою послідувала ще одна поразка від Чорногорії в Бухаресті з рахунком 0:3, яка опустила румунів на останнє місце у групі. Головним суперником у боротьбі за виживання стала збірна Фінляндії, проти якої румуни в передостанньому турі зіграли в Гельсінкі з рахунком 1:1, залишившись на останньому місці. Перед останнім туром Румунія знову опинилася в ситуації, коли її доля залежала від рахунку іншої команди, цього разу Чорногорії, яка мала не програти Фінляндії. Але як і минулого разу, румуни виконали свою частину завдання, розгромивши дострокового переможця групи Боснію і Герцеговину з рахунком 4:1, але це не вплинуло на підсумкове становище команд, оскільки Фінляндія у паралельній грі завдяки перемозі над Чорногорією 2:0 уникла вильоту з Ліги В. Таким чином, Румунія опустилася до Ліги С на наступний розіграш Ліги націй, хоча і набрала у групі цілих 7 очок.
Жахливі результати в Лізі націй означали, що Румунія опустилась до 3-го кошика у відбіркових матчах до Євро-2024, але команда отримала максимально простих суперників у групі I: Швейцарію з першого кошика та Ізраїль з другого, а також очевидних аутсайдерів Косово, Білорусь та Андорру. Румуни почали з двох перемог проти Андорри та Білорусі в Бухаресті, а потім зіграли внічию 0:0 проти Косова в Приштині. У четвертому туру на румунів чекало перше серйозне випробування — матч проти Швейцарії в Люцерні. Гра невдало складалась для гостей, які до 89 хвилини програвали 0:2, але за останні хвилини Валентин Міхейле забив дубль і врятував румун від, здавалось, неминучої поразки.
У вересні румуни продовжили нічийну серію, зігравши 1:1 проти Ізраїлю в Бухаресті, а через кілька днів нарешті змогли перемогти 2:0 у скандальному матчі проти Косова. Матч був перерваний майже на годину після того, як румунські уболівальники почали скандувати сербсько-іредентистські кричалки та вивісили банери «Косово — це Сербія», після чого косовари покинули поле на знак протесту. Наступного місяця румуни зіграли внічию проти Білорусі на нейтральному полі через їхню участь у російському вторгненні в Україну, а потім легко обіграли Андорру 4:0, ставши лідером групи. В результаті, щоб математично кваліфікуватися на Євро-2024 Румунії у двох листопадових матчах необхідно було набрати лише одне очко. У дев'ятому турі Румунія протистояла втомленій ізраїльській команді, якій довелося зіграти чотири гри за дев'ять днів, через війну Ізраїлю та ХАМАС на нейтральному полі. Ізраїльтяни добре почали гру і Еран Захаві вразив ворота Румунії вже на 88-й секунді матчу, а через вісім хвилин Георге Пушкаш зрівняв рахунок. Цей рахунок повністю влаштовував румунів, до того ж у другому таймі ізраїльтяни не втримали Яніса Хаджі, який забив переможний гол і забезпечив Румунії дострокову кваліфікацію на Євро-2024. У останньому турі проти швейцарців, який вже не мав турнірного значення для обох команд, оскільки швейцарці також достроково кваліфікувались на Євро, Румунія виграла у Бухаресті 1:0 внаслідок гола Деніса Алібека, завдяки чому посіла перше місце у групі відбору і потрапила до другого кошика жеребкування у фінальному турнірі.

#### Чемпіонат Європи 2024 року

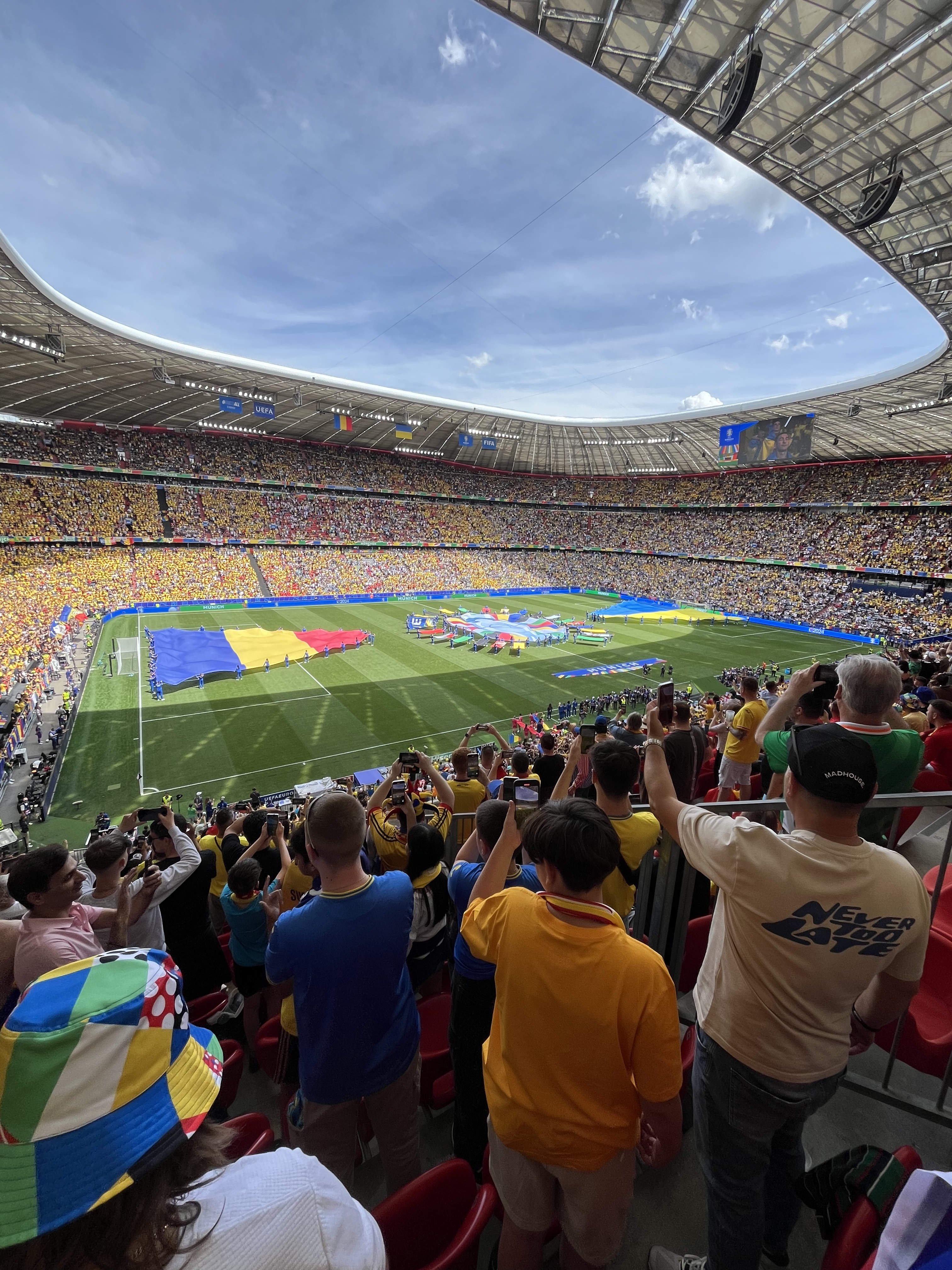
Вболівальники збірної Румунії перед першим матчем на Євро-2024 проти України.

У фінальному турнірі Євро-2024, куди Румунія потрапила після 8-річної перерви, вона опинилася у групі E, де мала зіграти проти Бельгії, Словаччини та України. Під час підготовки до турніру у товариських матчах у першій половині 2024 року команда не здобула жодної перемоги, в тому числі зіграла внічию 0:0 проти карликової збірної Ліхтенштейну, тому розглядались як абсолютний аутсайдер чемпіонату Європи. Але вже у першому турі в Мюнхені проти України Румунія несподівано здобула перемогу, здобувши свій найкращий результат у фінальних стадіях чемпіонатів Європи, перемігши з рахунком 3:0. Ця перемога стала лише другою для команди в історії Євро і першою за останні 24 роки. Втім вдалий старт швидко був зупинений, коли у другому турі Румунія у матчі проти Бельгії пропустила від Юрі Тілеманса на 74-й секунді, і, попри гідну боротьбу, програла матч з рахунком 0:2, після того, як Кевін Де Брейне забив другий гол на останніх хвилинах.
Таким чином усі чотири команди мали однакову кількість очок у групі після другого туру — три, але через загальну різницю м'ячів Румунія була на першому місці з трьома забитими м'ячами та різницею +1. В результаті у третьому турі Словаччину та Румунію влаштовувала нічия між собою, оскільки обидві команди в такому випадку забезпечили б собі вихід у кваліфікацію. Саме так команди між собою і зіграли, що і передбачали експерти та букмекери, обмінявшись голами у першому таймі. Оскільки у паралельній грі ані Україна, ані Бельгія не зуміли виграти матч, теж зігравши внічию, таблиця не змінилася і Румунія стала переможцем групи, попри те, що всі команди набрали по чотири очки. Для Румунії це був перший випадок в історії, коли вона виграла групу на чемпіонатах світу чи Європи, та перший вихід з групи за 24 роки.
У 1/8 фіналу Румунія повернулася до Мюнхена де потрапила на Нідерланди. Румуни грали дуже слабко й у першому таймі поєдинку віддали лише 79 передач, що стало найгіршим показником на тому чемпіонаті Європи, тому закономірно на 20-й хвилині пропустили гол після удару Коді Гакпо у ближній кут. На останніх хвилинах гри Доніелл Мален зробив дубль, завершивши поєдинок розгромом з рахунком 3:0. Після невдалих виступів Едвард Йорденеску подав у відставку з посади головного тренера. Під його керівництвом команда сумарно провела 28 матчів: по 10 перемог і нічиїх та 8 поразок.

#### Ліга націй УЄФА 2024/25 і кваліфікація на чемпіонат світу 2026 року
6 серпня 2024 року на спеціальній пресконференції в офісі румунської федерації футболу новим головним тренером збірної Румунії був представлений Мірча Луческу, повернувшись на цю посаду після 38 років. Раніше Луческу вже очолював збірну Румунії з 1981 по 1986 роки. Збірна Румунії в Лізі націй 2024/25 потрапила до групи з Косовом, Литвою і Кіпром. У дебютному матчі під керівництвом Луческу румуни легко обіграли Косово на виїзді з рахунком 3:0, але у другому до Бухареста приїхала непоступлива збірна Литви. До 87-ї хвилини рахунок був 1:1 і лише в кінцівці гри завдяки м'ячам Резвана Маріна на 87-й з пенальті та Александру Мітріце на 90+2-й господарі вирвали перемогу з рахунком 3:1, очоливши групу. У цих же іграх стався і перший конфлікт — досвідчений 28-річний форвард Георге Пушкаш у першому матчі відіграв лише 7 хвилин, а у другому взагалі залишився поза заявкою, через що достроково самовільно покинув табір збірної, натомість Луческу вирішив більше не викликати гравця до збірної.
У жовтні команда продовжила показувати високий результат і у третій грі розгромила у гостях Кіпр з рахунком 3:0. Цей матч став знаковим для наставника румунської команди, оскільки дав йому змогу встановити світовий рекорд за тривалістю роботи в одній збірній. Мірча Луческу дебютував як головний тренер збірної Румунії 11 листопада 1981 року в матчі проти Швейцарії (0:0) і з тієї гри до даного матчу минуло 42 роки й 336 днів, що, за даними Міжнародної федерації футбольної історії та статистики (IFFHS) на 4 дні більше за показник парагвайця Мануеля Флейтаса Соліча, який до цього був рекордсменом. Він уперше очолив збірну своєї країни у вересні 1922 року, а останній матч на її тренерському містку провів у серпні 1965 року. За кілька днів румуни знову зустрілись із Литвою і як і минулого місяця гра видалась важкою. Балтійці швидко вийшли вперед, але румунам вдалося перемогти 2:1 і залишитись лідерами групи.
В листопадових матчах в очному протистоянні Румунії та Косово мала визначитись доля першого місця у групі. Перша половина гри пройшла під повним контролем косоварів, але гол забити не вдалося. У другому таймі румуни продовжили грати на утримання результату і не завдали жодного удару в площину воріт суперника, тримаючи рахунок 0:0, який влаштовував румунів. Вже у компенсований арбітром час румунські вболівальники почали викрикувати образи на адресу футболістів Косова, а лавка запасних була закидана твердими предметами. В результаті на полі відбулись сутички між гравцями, та незабаром косовари залишили футбольне поле до фінального свистка на знак протесту. Згодом УЄФА зарахувала Косово технічну поразку 0:3 за самовільне залишення поля, натомість збірна Румунії була оштрафована на 128 тисяч євро за неприйнятну поведінку своїх уболівальників. Таким чином румуни із максимальним результатом у 18 очок виграли групу і вийшли до Ліги В.

## Стадіони
В перші роки у збірної Румунії не було постійного домашнього стадіону. Свій перший домашній матч вона провела 3 вересня 1922 року проти Польщі (1:1) на щойно збудованому стадіоні «Маккабі» у Чернівцях, якій тоді входив до складу Румунського королівства. У наступному році збірна вже провела два матчі, але знову обидва на нових стадіонах — перший на стадіоні Федерації спортивних товариств Румунії у Бухаресті проти Югославії (1:2), а другий на Міському стадіоні у місті Клуж-Напока проти Чехословаччини (0:6). 1924 року румунська команда вдома не грала, а у наступні два роки провела по одному матчу, обидва на стадіоні Ромкоміт у Бухаресті.

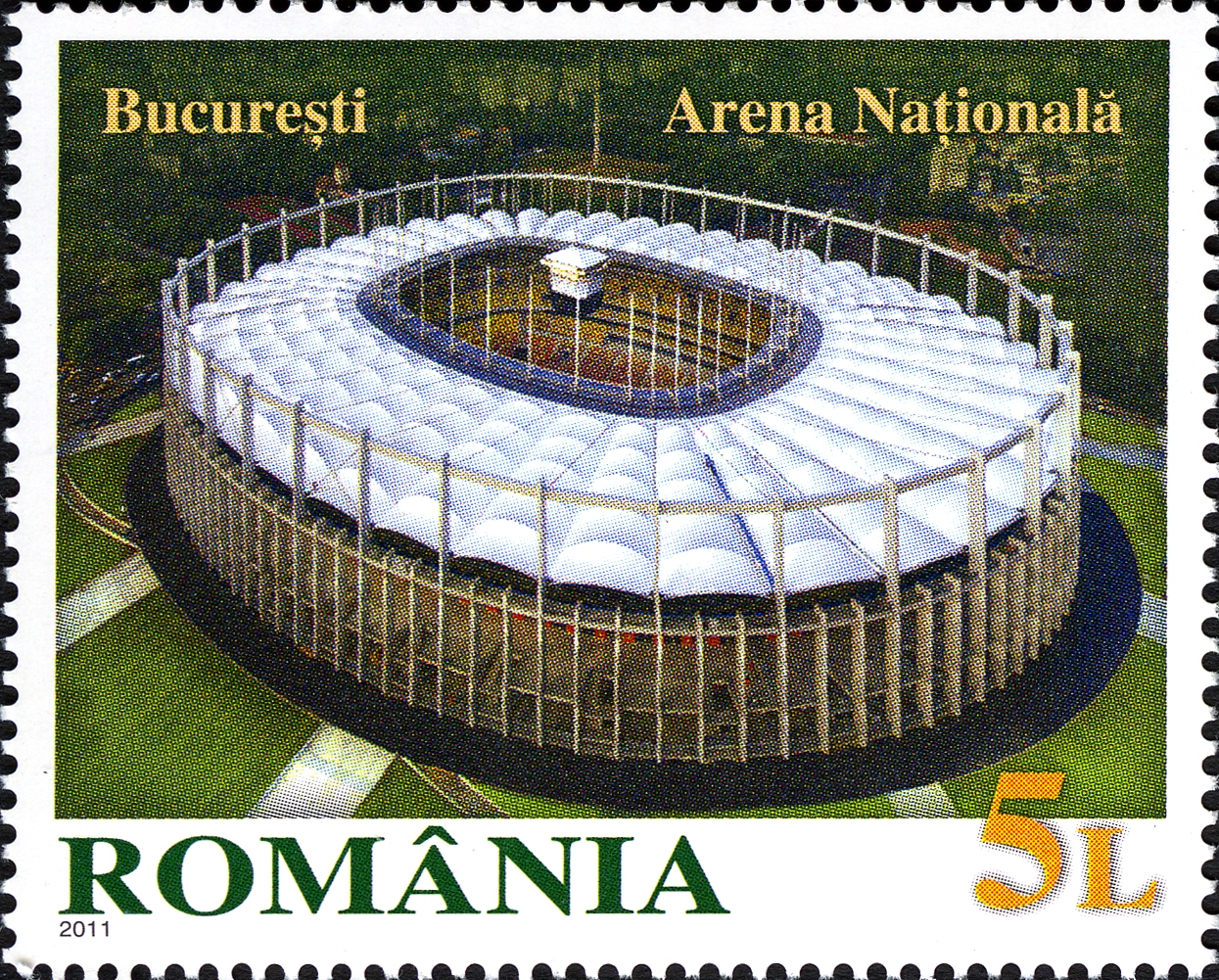
Марка пошти Румунії, видана 2011 року на честь відкриття нового стадіону Арена Націонале.

З 1927 року збірна нарешті отримала стабільну основну арену, якою став новозбудований стадіон Національного офісу фізичного виховання. Румуни майже усі домашні матчі проводили на цій арені аж до 1942 року включно. Під час Другої світової війни стадіон сильно постраждав, і у 1943—1948 роках збірна Румунії тимчасово грала на бухарестському стадіоні Джюлешті. 1948 року румунська команда повернулась на відновлений стадіон, який було перейменовано на Стадіон Республіки. Він залишався домашньою ареною клубу до 1953 року, хоча і після того збірна ще кілька матчів провела на цій арені, яка була знесена у 1980-х роках. Загалом на цьому стадіоні збірна Румунії зіграла у 43 матчах.
1953 року збірна Румунії переїхала на новий Стадіон 23 серпня, збудований для 4-го Всесвітнього фестивалю молоді та студентів, який став найсучаснішим у країні. 1990 року він був перейменований на Національний стадіон, а після смерті спортсменки Лії Маноліу у 1998 році отримав її ім'я. Відбірковий матч до чемпіонату Європи 2008 року проти Албанії 21 листопада 2007 року став останнім матчем, зіграним збірною Румунії на цій арені, оскільки стадіон було знесено, щоб на тому ж місці збудувати нову арену. Загалом команда у 1953—2007 роках провела 74 матчі (18 у кваліфікації до ЧС; 19 у кваліфікації до Євро; 4 в рамках Балканського кубка і 33 товариські матчі), здобувши 43 перемоги, 18 нічиїх, 13 поразок, різниця голів 145:60, хоча в той самий час грала іноді матчі й на інших стадіонах країни.
Після закриття Національного стадіону збірна переїхала на стадіон «Стяуа», де до того нерегулярно грала ще з 1977 року. Загалом на цій арені збірна провела до 2009 року 66 матчів. Також у цей час матчі проходили на бухарестському стадіоні «Динамо» та інших, допоки відбувались роботи з будівництва нової домашньої арени збірної.
У 2011 році збірна таки отримала цей стадіон, нею стала Арена Націонале. Офіційне відкриття спочатку було заплановане на 10 серпня 2011 року футбольним матчем між Румунією та Аргентиною, однак гра не відбулась, і стадіон було урочисто відкрито 6 вересня 2011 року під час відбіркового матчу до Євро-2012 проти Франції. Саме тут проходять усі головні матчі збірної, але деякі з них відбуваються і в інших місцях, таких як новий стадіон «Стяуа» (Бухарест), «Йон Облеменко» (Крайова), «Клуж Арена» (Клуж-Напока), «Іліє Оане» (Плоєшті) та ін.

Історичні стадіони збірної
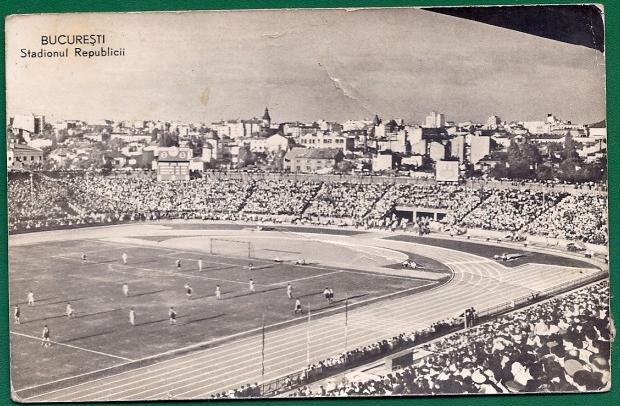
Стадіон Республіки (1927—1972)
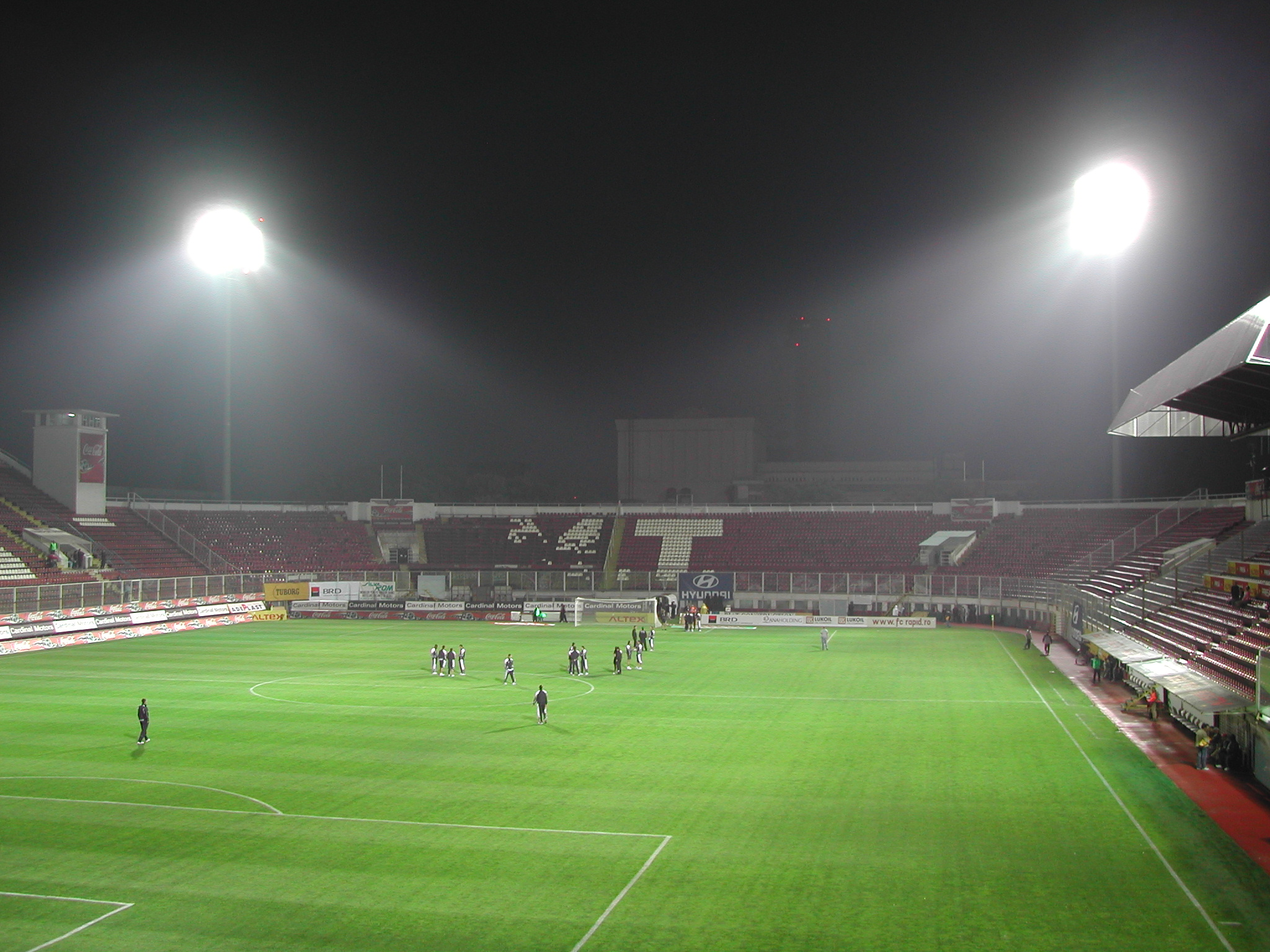
Стадіон Джюлешті (1943—2011)
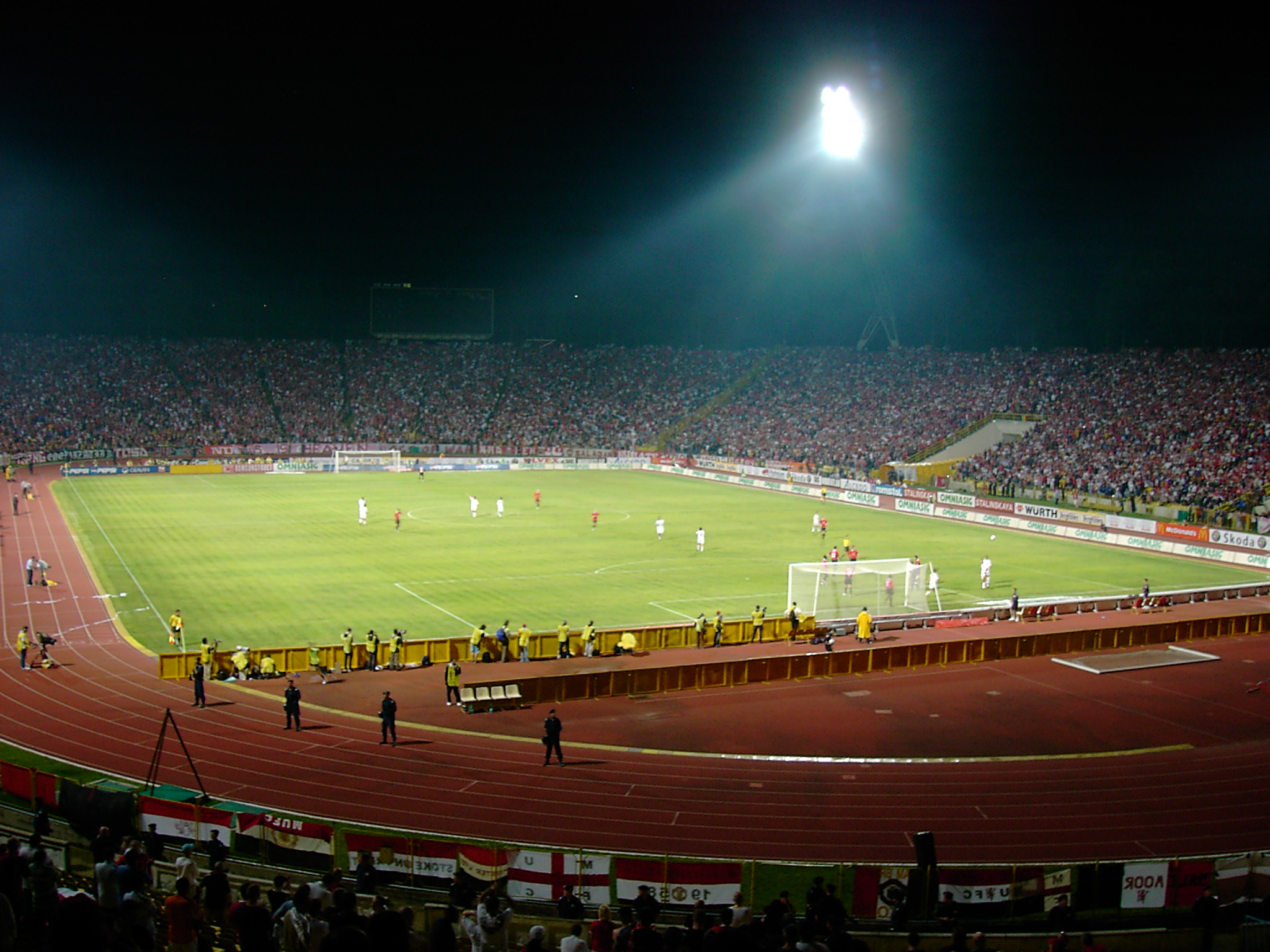
Національний стадіон (1953—2007)
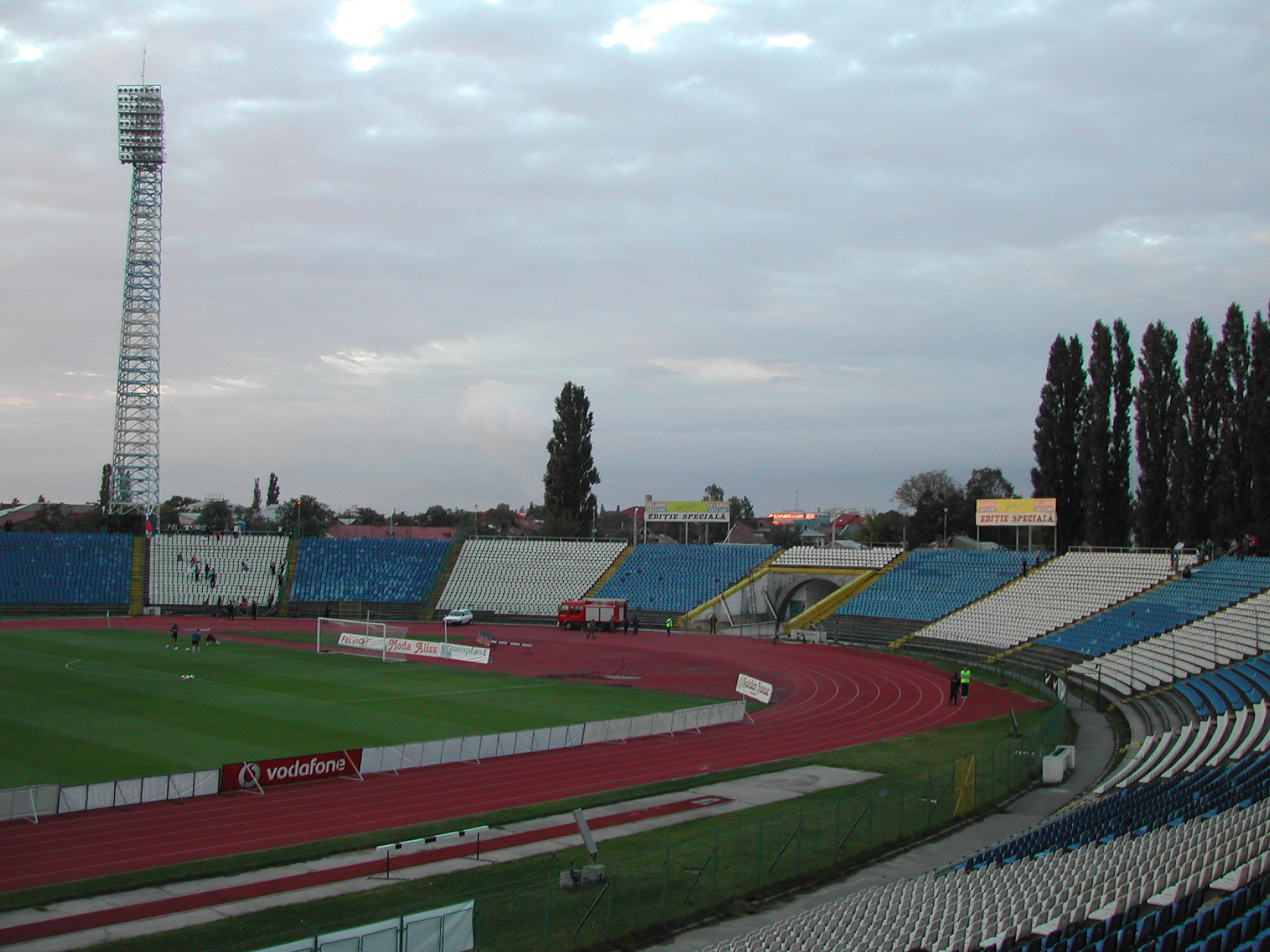
Стадіон Йон Облеменко (1972—2004)
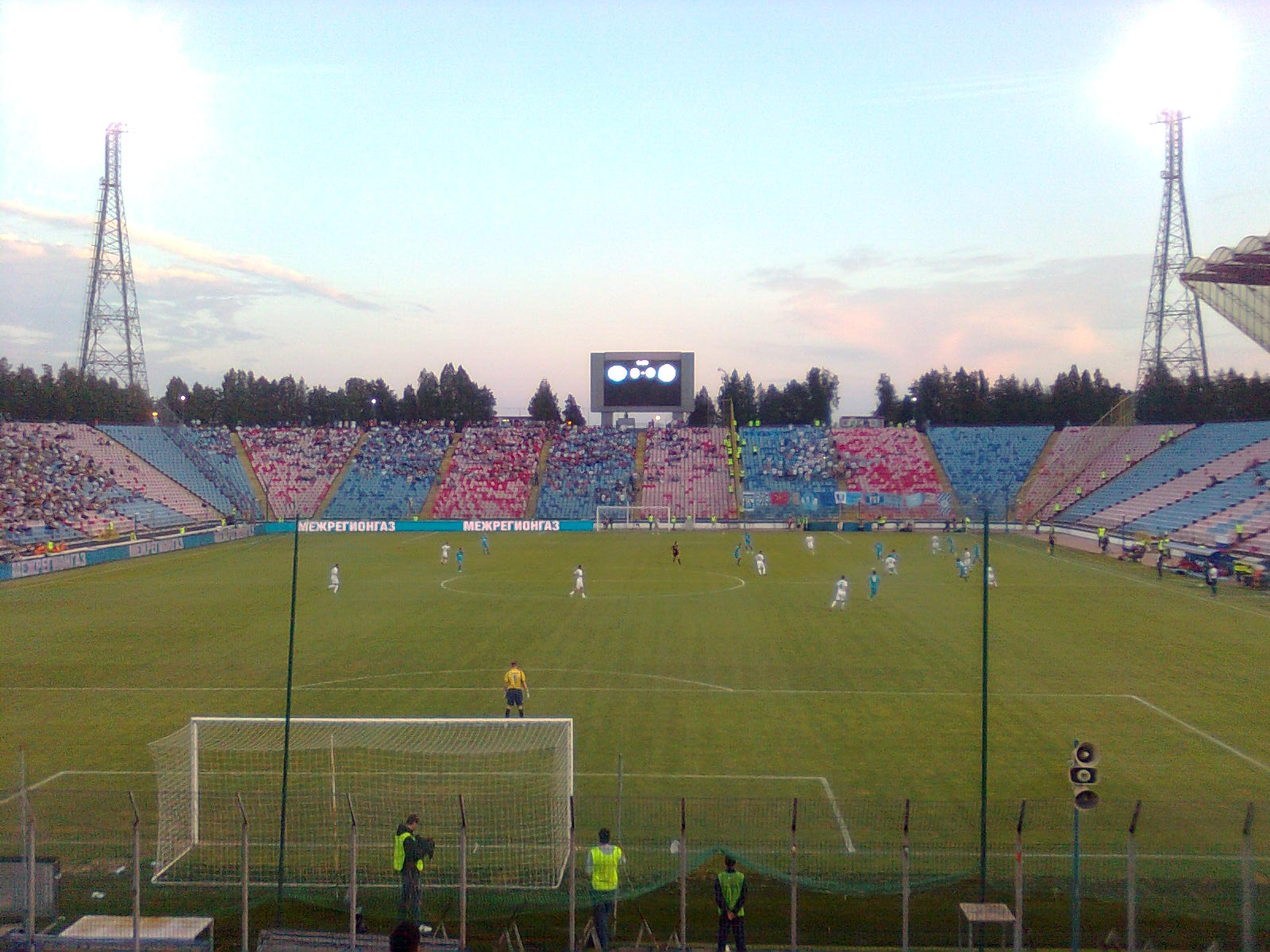
Стадіон «Стяуа» (1977—2009)
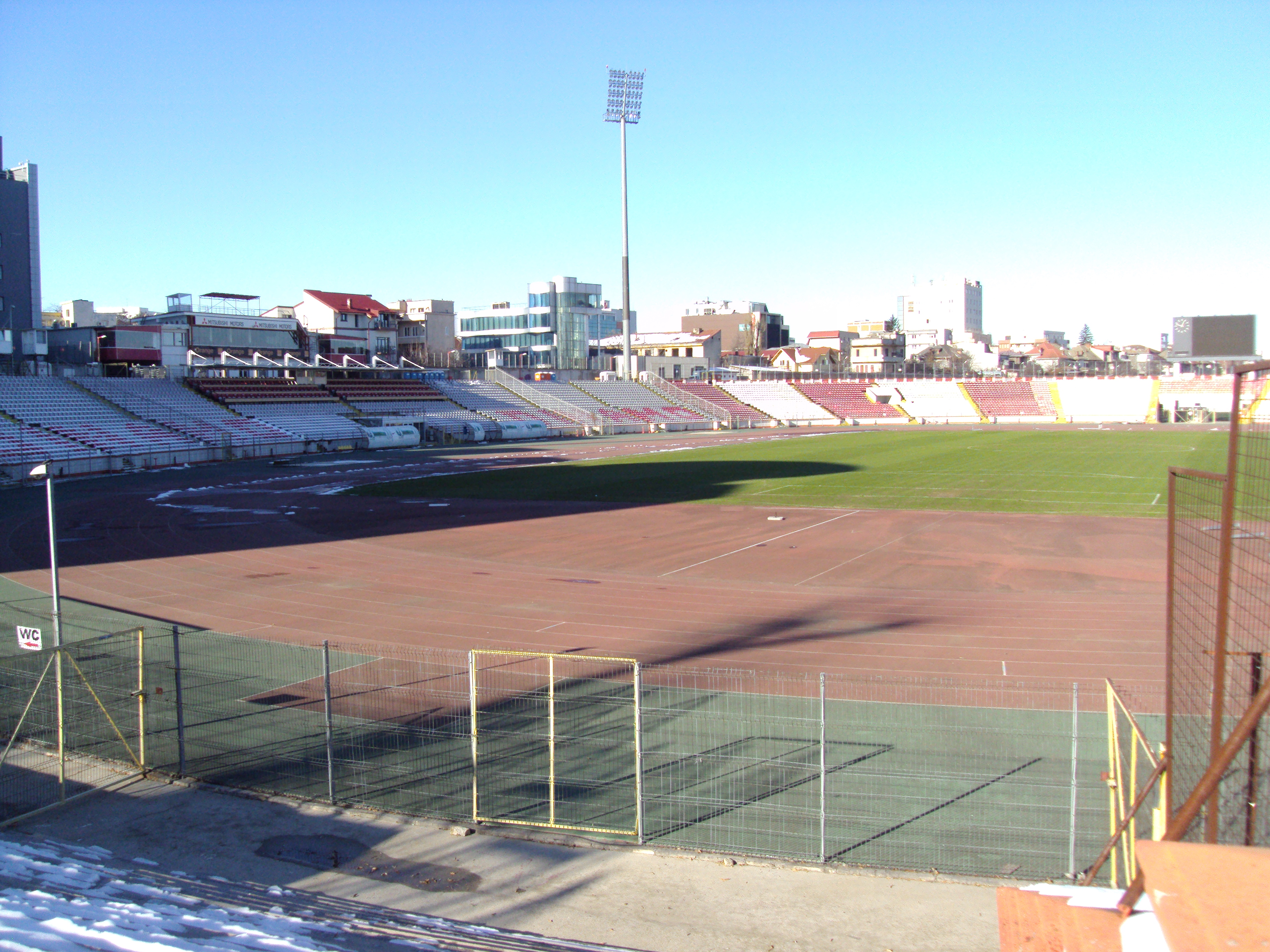
Стадіон «Динамо» (1979—2008)

Сучасні стадіони збірної
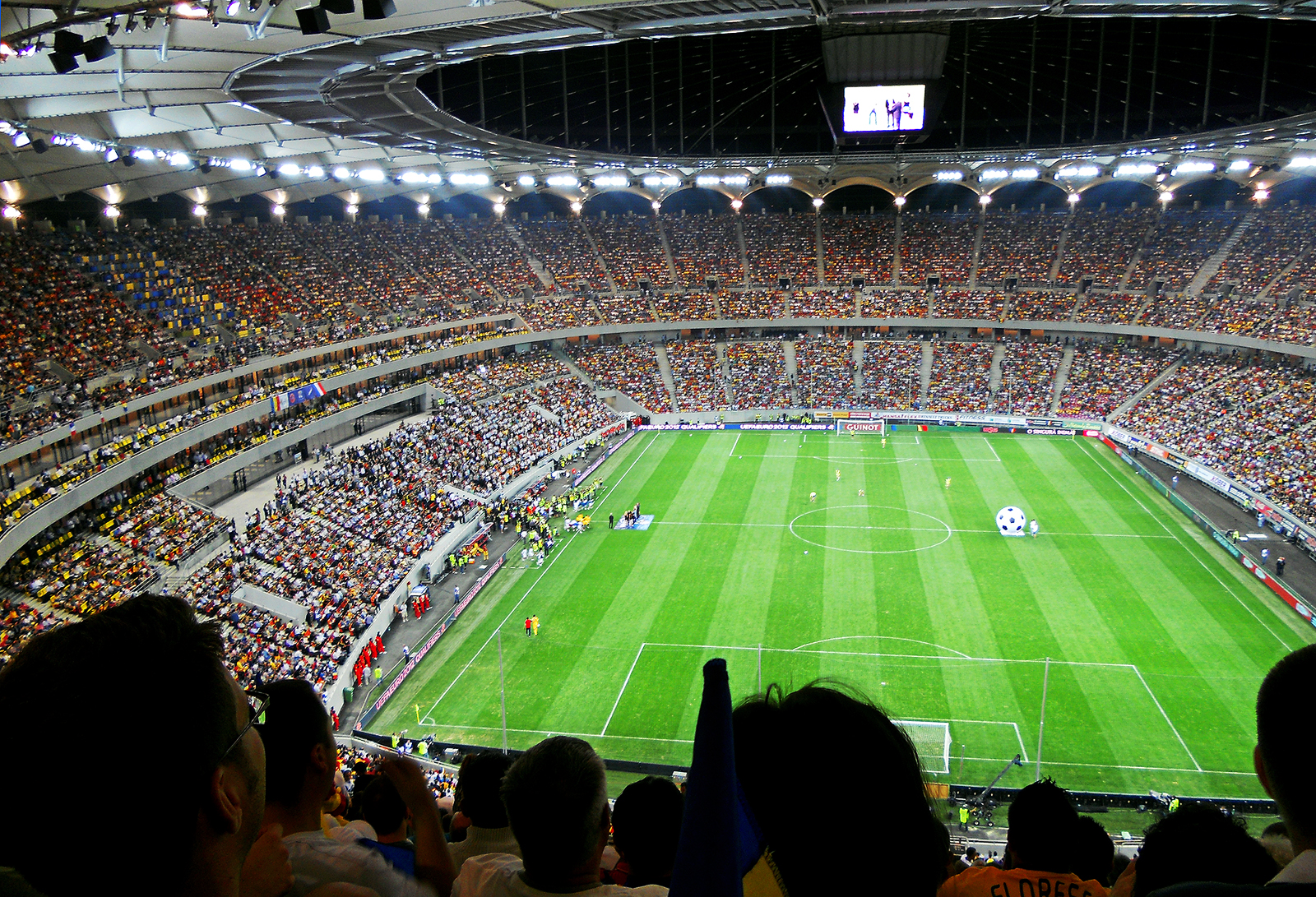
Арена Націонале
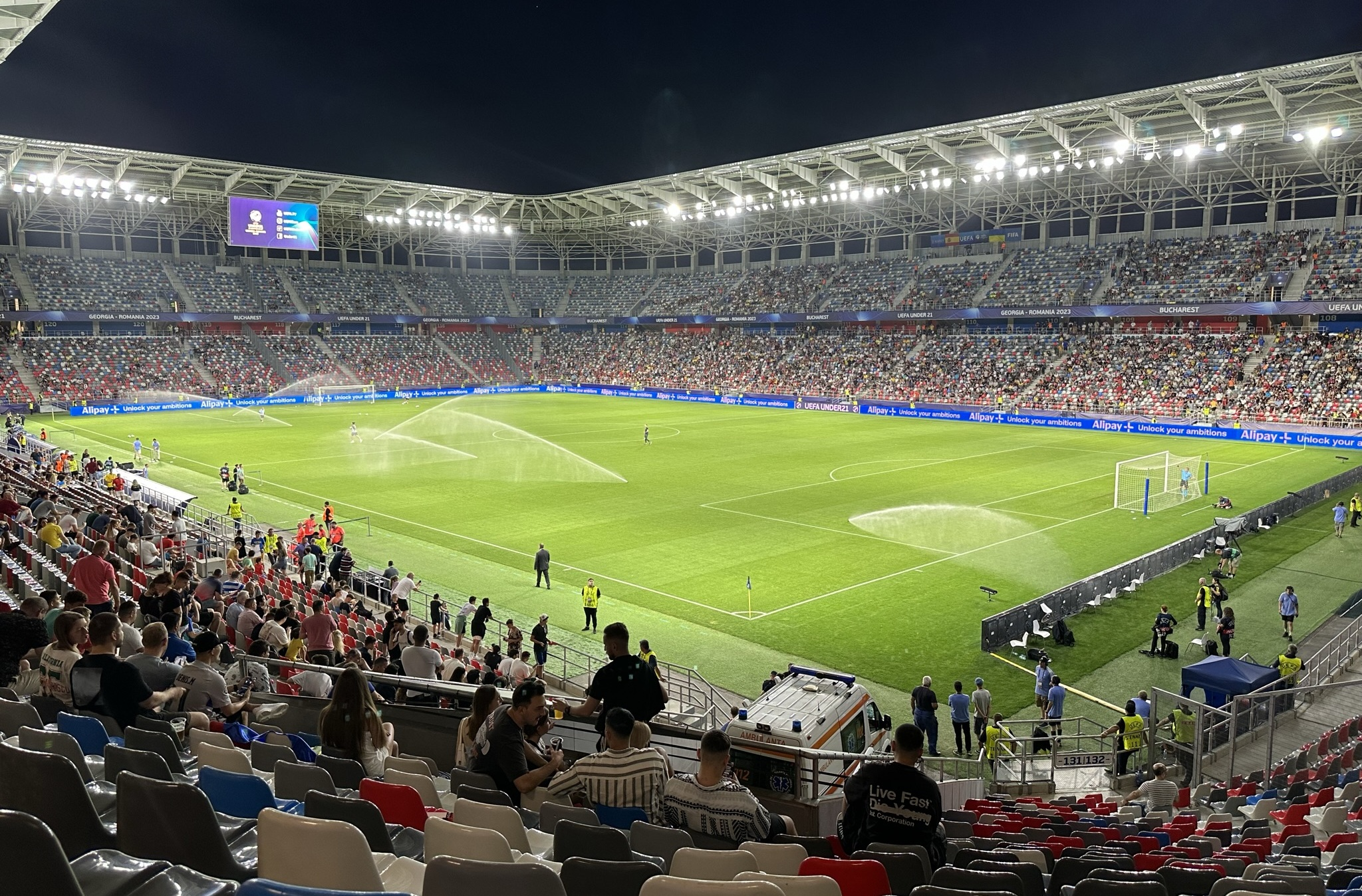
Стадіон «Стяуа»
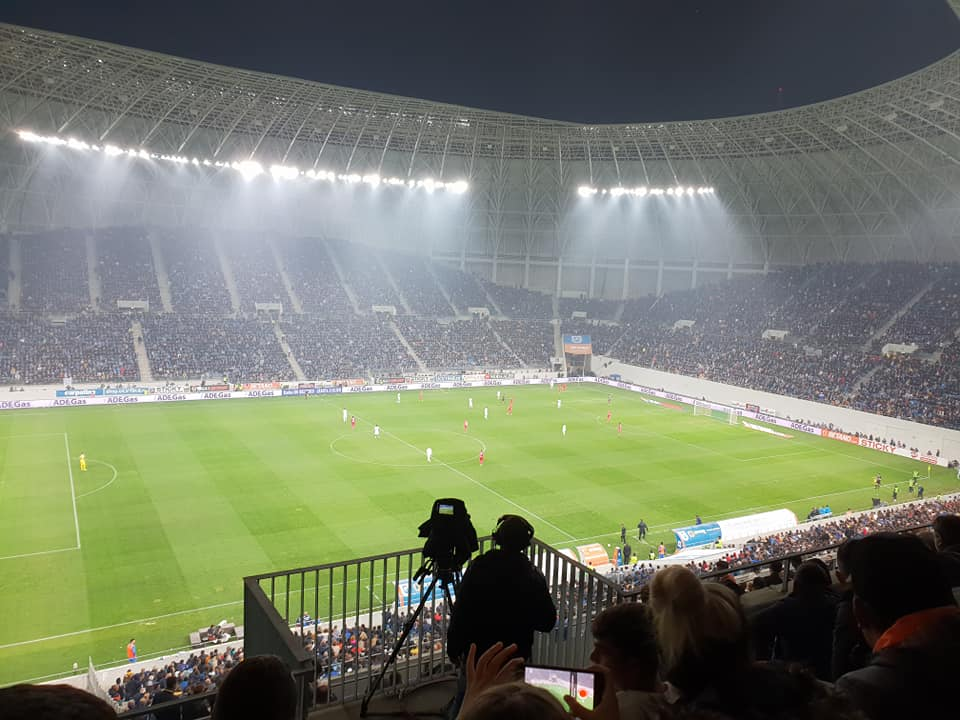
Стадіон Йон Облеменко
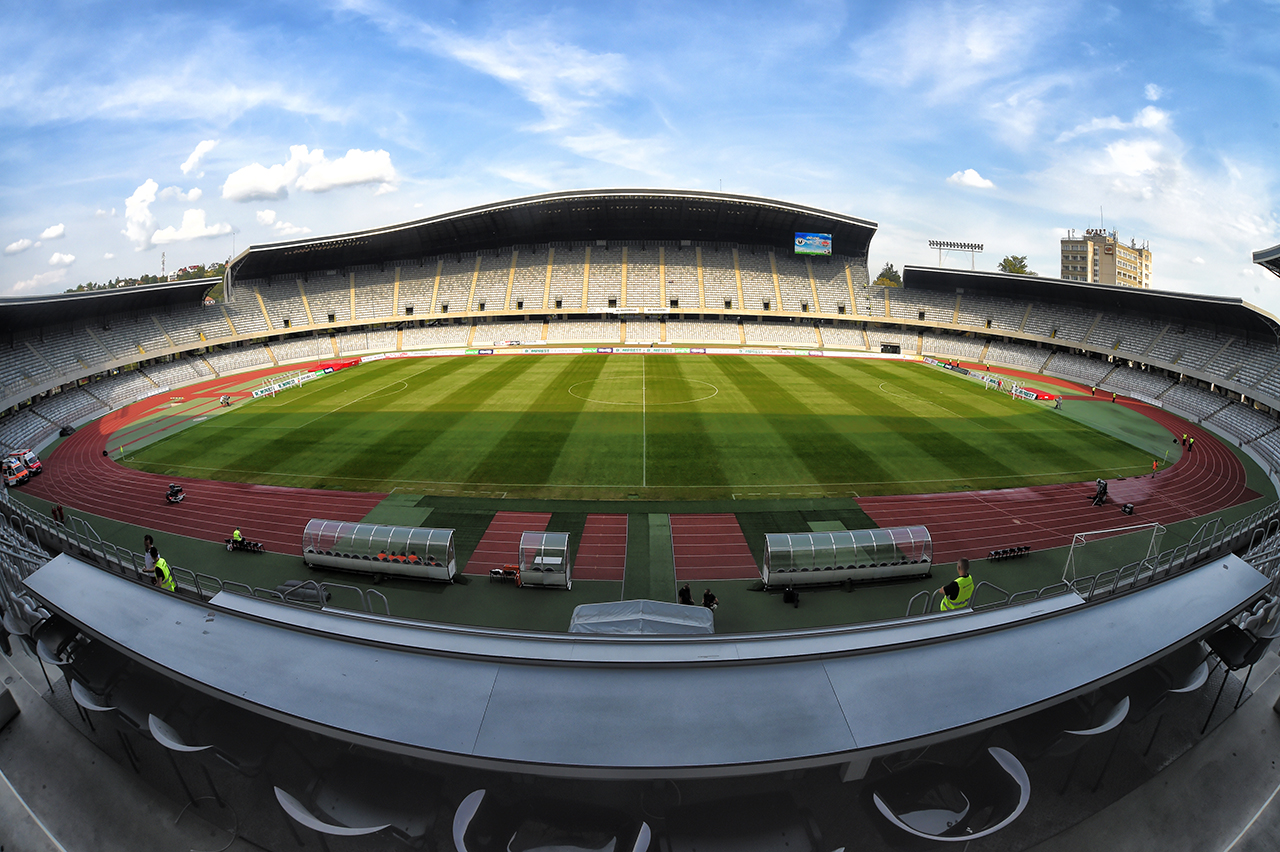
Клуж Арена
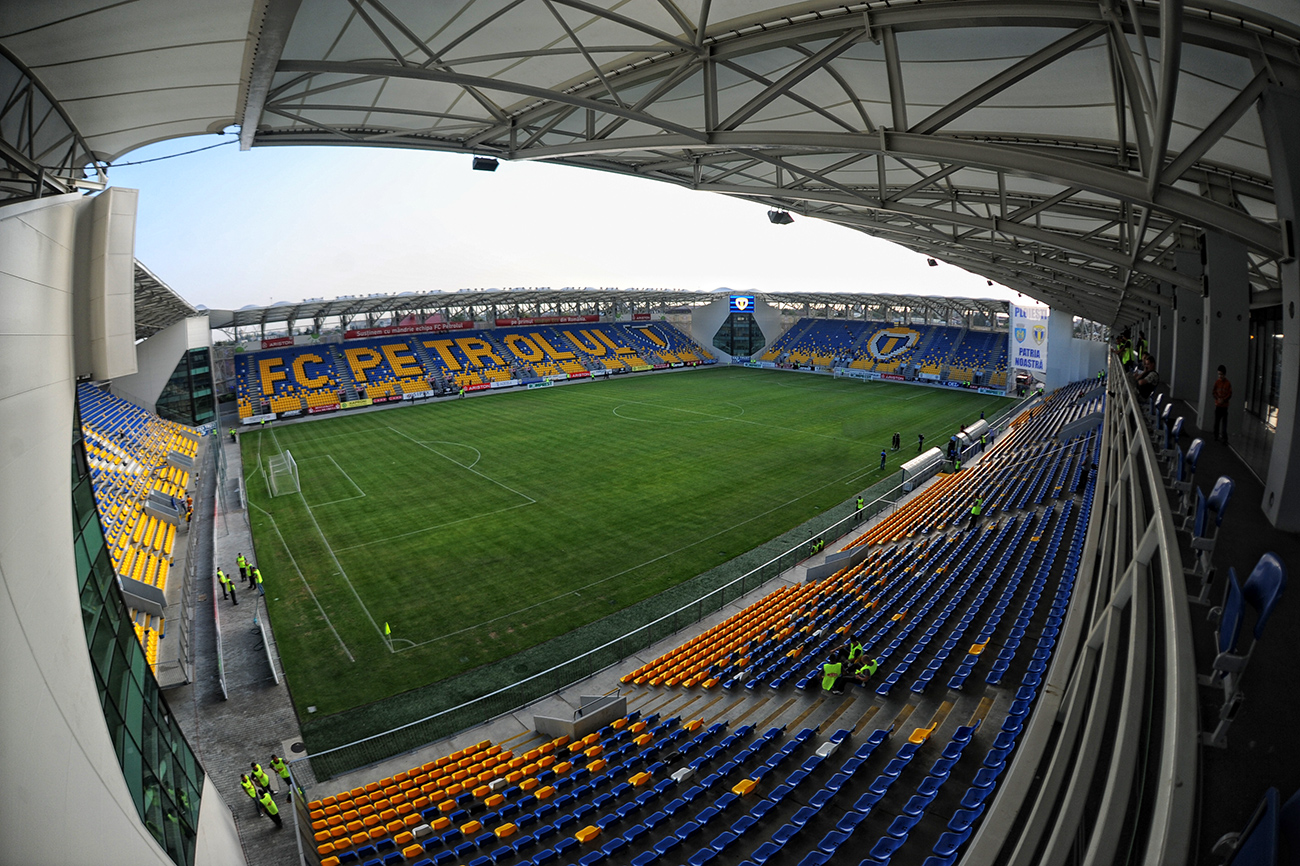
Стадіон Іліє Оане

## Виступи на міжнародних турнірах
| Чемпіонати світу                                                              | Чемпіонати Європи                                     | Олімпійські ігри                                                                             | Товариські турніри                                                                                      |
| ----------------------------------------------------------------------------- | ----------------------------------------------------- | -------------------------------------------------------------------------------------------- | --- |
| - Чемпіонат світу (7 участей) : - 1/4 фіналу : 1994 - 1/8 фіналу : 1990, 1998 | - Чемпіонати Європи (6 участей) : - 1/4 фіналу : 2000 | - Олімпійські ігри (2 участі як національна збірна, до Олімпіади-1960) : - 1/8 фіналу : 1924 | - Балканський кубок - Переможець : 1929/31, 1933, 1936, 1977/80 - Кубок Мухаммеда V - Переможець : 1977 |

     Господарі       Переможці       Фіналісти       Третє місце       Четверте місце  

### Чемпіонат світу

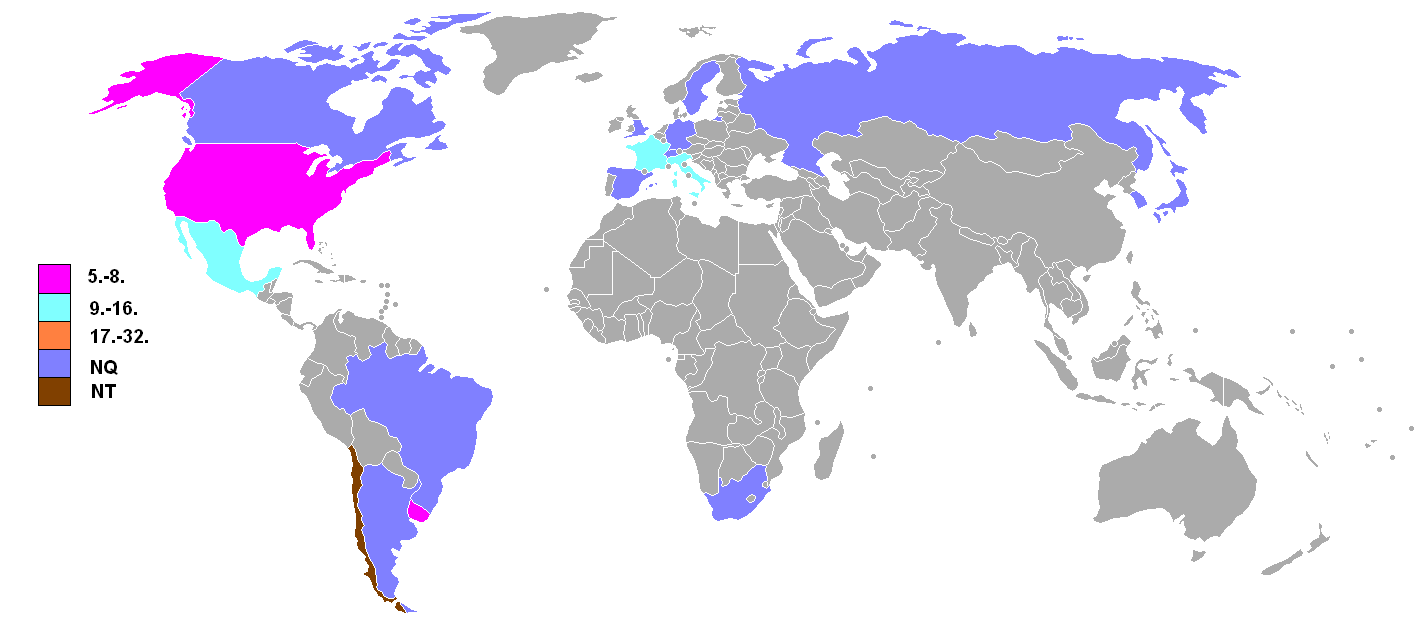
Карта результатів збірної на чемпіонатах світу за країною-господарем.

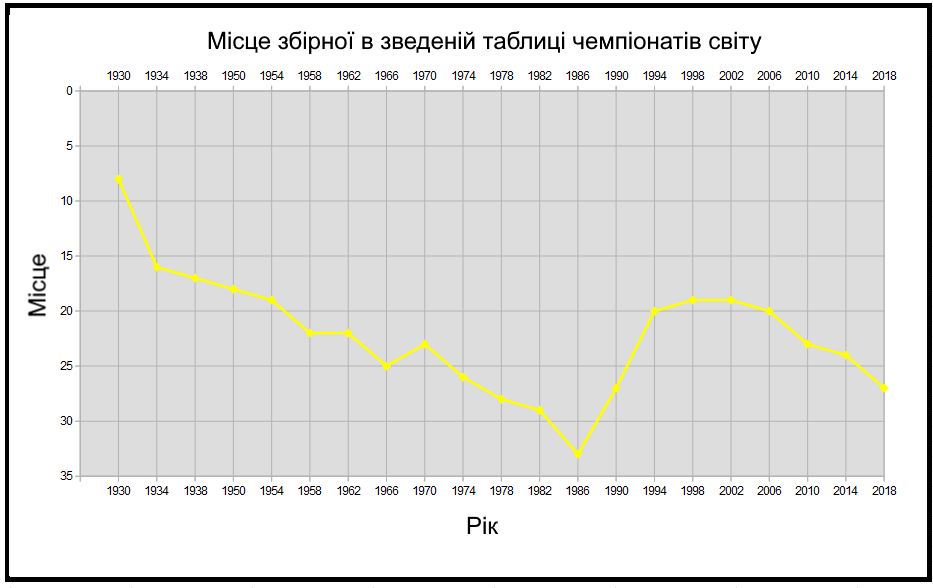
Місце збірної в зведеній таблиці чемпіонатів світу за роками.

Збірна Румунії сім разів брала участь у фінальній фазі чемпіонату світу, при цьому лише п'ять разів проходила кваліфікацію, а ще двічі отримувала пряму путівку — у 1930 році вона прийняла запрошення взяти участь у дебютному турнірі, а у 1938 році вона скористалася зняттям Єгипту з кваліфікації й також напряму потрапила на турнір.
Румунія досягла свого найкращого результату на чемпіонатах світу в 1994 році, дійшовши до чвертьфіналу змагань і посіла підсумкове шосте місце. Крім того, у 1990 і 1998 роках Румунія дійшла до 1/8 фіналу.
| Фінальний етап | Фінальний етап          | Фінальний етап          | Фінальний етап          | Фінальний етап          | Фінальний етап          | Фінальний етап          | Фінальний етап          | Фінальний етап          |                                        | Кваліфікаційний раунд                  | Кваліфікаційний раунд                  | Кваліфікаційний раунд                  | Кваліфікаційний раунд                  | Кваліфікаційний раунд                  | Кваліфікаційний раунд                  | Кваліфікаційний раунд                  |
| Рік            | Раунд                   | Місце                   | І                       | В                       | Н                       | П                       | М+                      | М-                      | Місце                                  | І                                      | В                                      | Н                                      | П                                      | М+                                     | М-                                     |                                        |
| -------------- | ----------------------- | ----------------------- | ----------------------- | ----------------------- | ----------------------- | ----------------------- | ----------------------- | ----------------------- | -------------------------------------- | -------------------------------------- | -------------------------------------- | -------------------------------------- | -------------------------------------- | -------------------------------------- | -------------------------------------- | -------------------------------------- |
| 1930           | Груповий етап           | 8                       | 2                       | 1                       | 0                       | 1                       | 3                       | 5                       | Отримали запрошення                    | Отримали запрошення                    | Отримали запрошення                    | Отримали запрошення                    | Отримали запрошення                    | Отримали запрошення                    | Отримали запрошення                    | Отримали запрошення                    |
| 1934           | 1/8 фіналу              | 12                      | 1                       | 0                       | 0                       | 1                       | 1                       | 2                       | 2                                      | 2                                      | 1                                      | 1                                      | 0                                      | 4                                      | 3                                      |                                        |
| 1938           | 1/8 фіналу              | 9                       | 2                       | 0                       | 1                       | 1                       | 4                       | 5                       | Кваліфікувались через зняття суперника | Кваліфікувались через зняття суперника | Кваліфікувались через зняття суперника | Кваліфікувались через зняття суперника | Кваліфікувались через зняття суперника | Кваліфікувались через зняття суперника | Кваліфікувались через зняття суперника | Кваліфікувались через зняття суперника |
| 1950           | Не брали участь         | Не брали участь         | Не брали участь         | Не брали участь         | Не брали участь         | Не брали участь         | Не брали участь         | Не брали участь         | Відмовились від участі                 | Відмовились від участі                 | Відмовились від участі                 | Відмовились від участі                 | Відмовились від участі                 | Відмовились від участі                 | Відмовились від участі                 |                                        |
| 1954           | Не пройшли кваліфікацію | Не пройшли кваліфікацію | Не пройшли кваліфікацію | Не пройшли кваліфікацію | Не пройшли кваліфікацію | Не пройшли кваліфікацію | Не пройшли кваліфікацію | Не пройшли кваліфікацію | 2                                      | 4                                      | 2                                      | 0                                      | 2                                      | 5                                      | 5                                      |                                        |
| 1958           | Не пройшли кваліфікацію | Не пройшли кваліфікацію | Не пройшли кваліфікацію | Не пройшли кваліфікацію | Не пройшли кваліфікацію | Не пройшли кваліфікацію | Не пройшли кваліфікацію | Не пройшли кваліфікацію | 2                                      | 4                                      | 2                                      | 1                                      | 1                                      | 6                                      | 4                                      |                                        |
| 1962           | Не брали участь         | Не брали участь         | Не брали участь         | Не брали участь         | Не брали участь         | Не брали участь         | Не брали участь         | Не брали участь         | Відмовились від участі                 | Відмовились від участі                 | Відмовились від участі                 | Відмовились від участі                 | Відмовились від участі                 | Відмовились від участі                 | Відмовились від участі                 |                                        |
| 1966           | Не пройшли кваліфікацію | Не пройшли кваліфікацію | Не пройшли кваліфікацію | Не пройшли кваліфікацію | Не пройшли кваліфікацію | Не пройшли кваліфікацію | Не пройшли кваліфікацію | Не пройшли кваліфікацію | 3                                      | 6                                      | 3                                      | 0                                      | 3                                      | 9                                      | 7                                      |                                        |
| 1970           | Груповий етап           | 10                      | 3                       | 1                       | 0                       | 2                       | 4                       | 5                       | 1                                      | 6                                      | 3                                      | 2                                      | 1                                      | 7                                      | 6                                      |                                        |
| 1974           | Не пройшли кваліфікацію | Не пройшли кваліфікацію | Не пройшли кваліфікацію | Не пройшли кваліфікацію | Не пройшли кваліфікацію | Не пройшли кваліфікацію | Не пройшли кваліфікацію | Не пройшли кваліфікацію | 2                                      | 6                                      | 4                                      | 1                                      | 1                                      | 17                                     | 4                                      |                                        |
| 1978           | Не пройшли кваліфікацію | Не пройшли кваліфікацію | Не пройшли кваліфікацію | Не пройшли кваліфікацію | Не пройшли кваліфікацію | Не пройшли кваліфікацію | Не пройшли кваліфікацію | Не пройшли кваліфікацію | 2                                      | 4                                      | 2                                      | 0                                      | 2                                      | 7                                      | 8                                      |                                        |
| 1982           | Не пройшли кваліфікацію | Не пройшли кваліфікацію | Не пройшли кваліфікацію | Не пройшли кваліфікацію | Не пройшли кваліфікацію | Не пройшли кваліфікацію | Не пройшли кваліфікацію | Не пройшли кваліфікацію | 3                                      | 8                                      | 2                                      | 4                                      | 2                                      | 5                                      | 5                                      |                                        |
| 1986           | Не пройшли кваліфікацію | Не пройшли кваліфікацію | Не пройшли кваліфікацію | Не пройшли кваліфікацію | Не пройшли кваліфікацію | Не пройшли кваліфікацію | Не пройшли кваліфікацію | Не пройшли кваліфікацію | 3                                      | 8                                      | 3                                      | 3                                      | 2                                      | 12                                     | 7                                      |                                        |
| 1990           | 1/8 фіналу              | 12                      | 4                       | 1                       | 2                       | 1                       | 4                       | 3                       | 1                                      | 6                                      | 4                                      | 1                                      | 1                                      | 10                                     | 5                                      |                                        |
| 1994           | 1/4 фіналу              | 6                       | 5                       | 3                       | 1                       | 1                       | 10                      | 9                       | 1                                      | 10                                     | 7                                      | 1                                      | 2                                      | 29                                     | 12                                     |                                        |
| 1998           | 1/8 фіналу              | 11                      | 4                       | 2                       | 1                       | 1                       | 4                       | 3                       | 1                                      | 10                                     | 9                                      | 1                                      | 0                                      | 37                                     | 4                                      |                                        |
| 2002           | Не пройшли кваліфікацію | Не пройшли кваліфікацію | Не пройшли кваліфікацію | Не пройшли кваліфікацію | Не пройшли кваліфікацію | Не пройшли кваліфікацію | Не пройшли кваліфікацію | Не пройшли кваліфікацію | Плей-оф                                | 10                                     | 5                                      | 2                                      | 3                                      | 12                                     | 10                                     |                                        |
| 2006           | Не пройшли кваліфікацію | Не пройшли кваліфікацію | Не пройшли кваліфікацію | Не пройшли кваліфікацію | Не пройшли кваліфікацію | Не пройшли кваліфікацію | Не пройшли кваліфікацію | Не пройшли кваліфікацію | 3                                      | 12                                     | 8                                      | 1                                      | 3                                      | 20                                     | 10                                     |                                        |
| 2010           | Не пройшли кваліфікацію | Не пройшли кваліфікацію | Не пройшли кваліфікацію | Не пройшли кваліфікацію | Не пройшли кваліфікацію | Не пройшли кваліфікацію | Не пройшли кваліфікацію | Не пройшли кваліфікацію | 5                                      | 10                                     | 3                                      | 3                                      | 4                                      | 12                                     | 18                                     |                                        |
| 2014           | Не пройшли кваліфікацію | Не пройшли кваліфікацію | Не пройшли кваліфікацію | Не пройшли кваліфікацію | Не пройшли кваліфікацію | Не пройшли кваліфікацію | Не пройшли кваліфікацію | Не пройшли кваліфікацію | Плей-оф                                | 12                                     | 6                                      | 2                                      | 4                                      | 21                                     | 16                                     |                                        |
| 2018           | Не пройшли кваліфікацію | Не пройшли кваліфікацію | Не пройшли кваліфікацію | Не пройшли кваліфікацію | Не пройшли кваліфікацію | Не пройшли кваліфікацію | Не пройшли кваліфікацію | Не пройшли кваліфікацію | 4                                      | 10                                     | 3                                      | 4                                      | 3                                      | 12                                     | 10                                     |                                        |
| 2022           | Не пройшли кваліфікацію | Не пройшли кваліфікацію | Не пройшли кваліфікацію | Не пройшли кваліфікацію | Не пройшли кваліфікацію | Не пройшли кваліфікацію | Не пройшли кваліфікацію | Не пройшли кваліфікацію | 3                                      | 10                                     | 5                                      | 2                                      | 3                                      | 13                                     | 8                                      |                                        |
| 2026           | Буде визначено          | Буде визначено          | Буде визначено          | Буде визначено          | Буде визначено          | Буде визначено          | Буде визначено          | Буде визначено          |                                        |                                        |                                        |                                        |                                        |                                        |                                        |                                        |
| Усього         | Усього                  | 7/22                    | 21                      | 8                       | 5                       | 8                       | 30                      | 32                      | Усього                                 | 138                                    | 72                                     | 29                                     | 37                                     | 238                                    | 142                                    |                                        |

*Нічийними враховано матчі на вибування, які завершились серією пенальті
| Статистика          | Статистика |
| ------------------- | --- |
| Перший матч         | Румунія 3–1 Перу · (14 липня 1930; Монтевідео, Уругвай) |
| Найбільша перемога  | Румунія 3–1 Перу · (14 липня 1930; Монтевідео, Уругвай) · Румунія 2–0 СРСР · (9 червня 1990; Барі, Італія) · Румунія 3–1 Колумбія · (18 червня 1994; Пасадіна, Сполучені Штати Америки) |
| Найбільша поразка   | Уругвай 4–0 Румунія · (21 липня 1930; Монтевідео, Уругвай) |
| Найкраще досягнення | Чвертьфінал турніру 1994 року |

#### Матчі
| Турнір | Раунд      | Суперник       | Рахунок         | Місце       | Автори голів                                     |
| ------ | ---------- | -------------- | --------------- | ----------- | ------------------------------------------------ |
| 1930   | Група 3    | Перу           | 3–1             | Монтевідео  | Адальберт Дешу, Константин Станчу, Ніколае Ковач |
| 1930   | Група 3    | Уругвай        | 0–4             | Монтевідео  | —                                                |
| 1934   | 1/8 фіналу | Чехословаччина | 1–2             | Трієст      | Штефан Добаї                                     |
| 1938   | 1/8 фіналу | Куба           | 3–3             | Тулуза      | Сілвіу Біндя, Юліу Бараткі, Штефан Добаї         |
| 1938   | 1/8 фіналу | Куба           | 1–2             | Тулуза      | Штефан Добаї                                     |
| 1970   | Група 3    | Англія         | 0–1             | Гвадалахара | —                                                |
| 1970   | Група 3    | Чехословаччина | 2–1             | Гвадалахара | Александру Нягу, Флоря Думітраке                 |
| 1970   | Група 3    | Бразилія       | 2–3             | Гвадалахара | Флоря Думітраке, Емеріх Дембровський             |
| 1990   | Група B    | СРСР           | 2–0             | Барі        | Маріус Лекетуш (2)                               |
| 1990   | Група B    | Камерун        | 1–2             | Барі        | Гаврил Балінт                                    |
| 1990   | Група B    | Аргентина      | 1–1             | Неаполь     | Гаврил Балінт                                    |
| 1990   | 1/8 фіналу | Ірландія       | 0–0 (4–5 пен. ) | Генуя       | —                                                |
| 1994   | Група A    | Колумбія       | 3–1             | Пасадіна    | Флорін Редучою (2), Георге Хаджі                 |
| 1994   | Група A    | Швейцарія      | 1–4             | Понтіак     | Георге Хаджі                                     |
| 1994   | Група A    | США            | 1–0             | Пасадіна    | Дан Петреску                                     |
| 1994   | 1/8 фіналу | Аргентина      | 3–2             | Пасадіна    | Іліє Думітреску (2), Георге Хаджі                |
| 1994   | 1/4 фіналу | Швеція         | 2–2 (4–5 пен. ) | Стенфорд    | Флорін Редучою (2)                               |
| 1998   | Група G    | Колумбія       | 1–0             | Ліон        | Адріан Іліе                                      |
| 1998   | Група G    | Англія         | 2–1             | Тулуза      | Віорел Молдован, Дан Петреску                    |
| 1998   | Група G    | Туніс          | 1–1             | Сен-Дені    | Віорел Молдован                                  |
| 1998   | 1/8 фіналу | Хорватія       | 0–1             | Бордо       | —                                                |

### Чемпіонат Європи

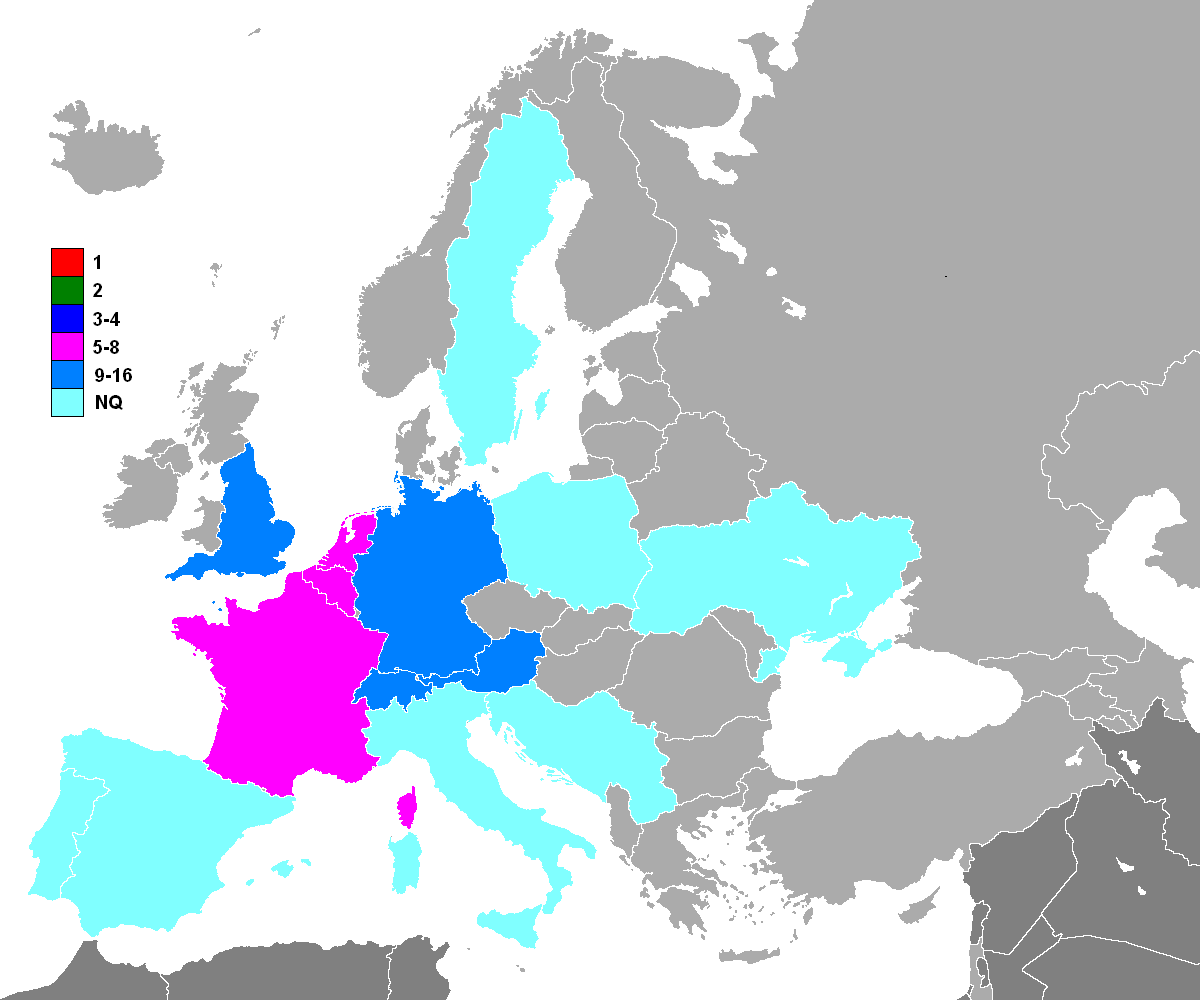
Карта результатів збірної на чемпіонатах Європи за країною-господарем.

Збірна Румунії 6 разів кваліфікувалася до фінального етапу чемпіонату Європи. Найкращим результатом команди були виходи до чвертьфіналу — у 1984 році та 2000 році (також двічі, у 1960 і 1972 роках, вона доходила до чвертьфіналу, коли цей етап ще не був частиною фінальної частини, де грало лише чотири команди, що починали з півфіналів). Під час інших розіграшів вона лише один раз пройшла груповий етап, у 2024 році дійшовши до 1/8 фіналу, тоді як у 1996, 2008 та 2016 роках команда не змогла вийти з групи.
Наразі Румунія зіграла 20 ігор фінального етапу чемпіонату Європи, з яких лише дві виграла, дванадцять програла і шість завершилася внічию. Румунія двічі (1984 і 2000) грала проти чинних чемпіонів турніру, в обох випадках це була Німеччина, але жодного разу не грали проти майбутніх чемпіонів Європи, хоча Румунія тричі грала проти Франції та двічі проти Німеччини, Італії, Португалії та Іспанії.
На турнірі 2020 року Румунія була однією із країн-господарок, але за регламентом того турніру усі господарі також мали проходити кваліфікацію, яку румунам подолати не вдалось.
| Фінальний етап | Фінальний етап          | Фінальний етап          | Фінальний етап          | Фінальний етап          | Фінальний етап          | Фінальний етап          | Фінальний етап          | Фінальний етап          |                  | Кваліфікаційний раунд | Кваліфікаційний раунд | Кваліфікаційний раунд | Кваліфікаційний раунд | Кваліфікаційний раунд | Кваліфікаційний раунд | Кваліфікаційний раунд |
| Рік            | Раунд                   | Місце                   | І                       | В                       | Н                       | П                       | М+                      | М-                      | Місце            | І                     | В                     | Н                     | П                     | М+                    | М-                    |                       |
| -------------- | ----------------------- | ----------------------- | ----------------------- | ----------------------- | ----------------------- | ----------------------- | ----------------------- | ----------------------- | ---------------- | --------------------- | --------------------- | --------------------- | --------------------- | --------------------- | --------------------- | --------------------- |
| 1960           | Не пройшли кваліфікацію | Не пройшли кваліфікацію | Не пройшли кваліфікацію | Не пройшли кваліфікацію | Не пройшли кваліфікацію | Не пройшли кваліфікацію | Не пройшли кваліфікацію | Не пройшли кваліфікацію | 1/4 фіналу       | 4                     | 1                     | 0                     | 3                     | 3                     | 7                     |                       |
| 1964           | Не пройшли кваліфікацію | Не пройшли кваліфікацію | Не пройшли кваліфікацію | Не пройшли кваліфікацію | Не пройшли кваліфікацію | Не пройшли кваліфікацію | Не пройшли кваліфікацію | Не пройшли кваліфікацію | Попередній раунд | 2                     | 1                     | 0                     | 1                     | 3                     | 7                     |                       |
| 1968           | Не пройшли кваліфікацію | Не пройшли кваліфікацію | Не пройшли кваліфікацію | Не пройшли кваліфікацію | Не пройшли кваліфікацію | Не пройшли кваліфікацію | Не пройшли кваліфікацію | Не пройшли кваліфікацію | Перший раунд     | 6                     | 3                     | 0                     | 3                     | 18                    | 14                    |                       |
| 1972           | Не пройшли кваліфікацію | Не пройшли кваліфікацію | Не пройшли кваліфікацію | Не пройшли кваліфікацію | Не пройшли кваліфікацію | Не пройшли кваліфікацію | Не пройшли кваліфікацію | Не пройшли кваліфікацію | 1/4 фіналу       | 9                     | 4                     | 3                     | 2                     | 15                    | 7                     |                       |
| 1976           | Не пройшли кваліфікацію | Не пройшли кваліфікацію | Не пройшли кваліфікацію | Не пройшли кваліфікацію | Не пройшли кваліфікацію | Не пройшли кваліфікацію | Не пройшли кваліфікацію | Не пройшли кваліфікацію | Перший раунд     | 6                     | 1                     | 5                     | 0                     | 11                    | 6                     |                       |
| 1980           | Не пройшли кваліфікацію | Не пройшли кваліфікацію | Не пройшли кваліфікацію | Не пройшли кваліфікацію | Не пройшли кваліфікацію | Не пройшли кваліфікацію | Не пройшли кваліфікацію | Не пройшли кваліфікацію | 3                | 6                     | 2                     | 2                     | 2                     | 9                     | 8                     |                       |
| 1984           | Груповий етап           | 7                       | 3                       | 0                       | 1                       | 2                       | 2                       | 4                       | 1                | 8                     | 5                     | 2                     | 1                     | 9                     | 3                     |                       |
| 1988           | Не пройшли кваліфікацію | Не пройшли кваліфікацію | Не пройшли кваліфікацію | Не пройшли кваліфікацію | Не пройшли кваліфікацію | Не пройшли кваліфікацію | Не пройшли кваліфікацію | Не пройшли кваліфікацію | 2                | 6                     | 4                     | 1                     | 1                     | 13                    | 3                     |                       |
| 1992           | Не пройшли кваліфікацію | Не пройшли кваліфікацію | Не пройшли кваліфікацію | Не пройшли кваліфікацію | Не пройшли кваліфікацію | Не пройшли кваліфікацію | Не пройшли кваліфікацію | Не пройшли кваліфікацію | 3                | 8                     | 4                     | 2                     | 2                     | 13                    | 7                     |                       |
| 1996           | Груповий етап           | 15                      | 3                       | 0                       | 0                       | 3                       | 1                       | 4                       | 1                | 10                    | 6                     | 3                     | 1                     | 18                    | 9                     |                       |
| 2000           | 1/4 фіналу              | 7                       | 4                       | 1                       | 1                       | 2                       | 4                       | 6                       | 1                | 10                    | 7                     | 3                     | 0                     | 25                    | 3                     |                       |
| 2004           | Не пройшли кваліфікацію | Не пройшли кваліфікацію | Не пройшли кваліфікацію | Не пройшли кваліфікацію | Не пройшли кваліфікацію | Не пройшли кваліфікацію | Не пройшли кваліфікацію | Не пройшли кваліфікацію | 3                | 8                     | 4                     | 2                     | 2                     | 21                    | 9                     |                       |
| 2008           | Груповий етап           | 11                      | 3                       | 0                       | 2                       | 1                       | 1                       | 3                       | 1                | 12                    | 9                     | 2                     | 1                     | 26                    | 7                     |                       |
| 2012           | Не пройшли кваліфікацію | Не пройшли кваліфікацію | Не пройшли кваліфікацію | Не пройшли кваліфікацію | Не пройшли кваліфікацію | Не пройшли кваліфікацію | Не пройшли кваліфікацію | Не пройшли кваліфікацію | 3                | 10                    | 3                     | 5                     | 2                     | 13                    | 9                     |                       |
| 2016           | Груповий етап           | 19                      | 3                       | 0                       | 1                       | 2                       | 2                       | 4                       | 2                | 10                    | 5                     | 5                     | 0                     | 11                    | 2                     |                       |
| 2020           | Не пройшли кваліфікацію | Не пройшли кваліфікацію | Не пройшли кваліфікацію | Не пройшли кваліфікацію | Не пройшли кваліфікацію | Не пройшли кваліфікацію | Не пройшли кваліфікацію | Не пройшли кваліфікацію | Плей-оф          | 11                    | 4                     | 2                     | 5                     | 18                    | 17                    |                       |
| 2024           | 1/8 фіналу              | 13                      | 4                       | 1                       | 1                       | 2                       | 4                       | 6                       | 1                | 10                    | 6                     | 4                     | 0                     | 16                    | 5                     |                       |
| 2028           | Буде визначено          | Буде визначено          | Буде визначено          | Буде визначено          | Буде визначено          | Буде визначено          | Буде визначено          | Буде визначено          | Буде визначено   | Буде визначено        | Буде визначено        | Буде визначено        | Буде визначено        | Буде визначено        | Буде визначено        |                       |
| 2032           | Буде визначено          | Буде визначено          | Буде визначено          | Буде визначено          | Буде визначено          | Буде визначено          | Буде визначено          | Буде визначено          | Буде визначено   | Буде визначено        | Буде визначено        | Буде визначено        | Буде визначено        | Буде визначено        | Буде визначено        |                       |
| Усього         | Усього                  | 6/17                    | 20                      | 2                       | 6                       | 12                      | 14                      | 27                      | Усього           | 136                   | 69                    | 41                    | 26                    | 242                   | 123                   |                       |

### Ліга націй УЄФА
Румунія почала грати у Лізі націй починаючи першого розіграшу у 2018 році. За рейтингом румуни потрапили до третього за силою дивізіону, Ліги С. Там у дебютному розіграші команда посіла 2 місце, але через зміну формату і розширення дивізіонів отримала підвищення. Наступні два розіграші Румунія провела у Лізі В. У першому з них румуни стали треті, а у наступному посіли останнє 4 місце і знову вилетіли до Ліги С.
| Ліга націй УЄФА | Ліга націй УЄФА | Ліга націй УЄФА | Ліга націй УЄФА | Ліга націй УЄФА | Ліга націй УЄФА | Ліга націй УЄФА | Ліга націй УЄФА | Ліга націй УЄФА | Ліга націй УЄФА | Ліга націй УЄФА |
| Рік             | Ліга            | Група           | І               | В               | Н               | П               | М+              | М-              | П/П             | Рей             |
| --------------- | --------------- | --------------- | --------------- | --------------- | --------------- | --------------- | --------------- | --------------- | --------------- | --------------- |
| 2018—19         | C               | 4               | 6               | 3               | 3               | 0               | 8               | 3               |                 | 32-е            |
| 2020—21         | B               | 1               | 6               | 2               | 2               | 2               | 11              | 9               | ▬               | 26-е            |
| 2022—23         | B               | 3               | 6               | 2               | 1               | 3               | 6               | 8               |                 | 29-е            |
| 2024—25         | C               | 2               | 6               | 6               | 0               | 0               | 18              | 3               | Rise            | 33-е            |
| Всього          | Всього          | Всього          | 24              | 13              | 6               | 5               | 40              | 23              |                 |                 |

### Олімпійські ігри
Національна збірна Румунії тричі брала участь у літніх Олімпійських іграх, однак 1999 року ФІФА постановила, що футбольні матчі, які проводилися в рамках Олімпійських ігор, починаючи з Олімпійських ігор 1960 року в Римі, не зараховуються до матчів національної збірної. Таким чином Румунія досягла свого найкращого результату, дійшовши до чвертьфіналу в 1964 році, у статусі олімпійської збірної. Як національна збірна румуни зіграли на двох турнірах: 1924 року вилетіли в першому ж матчі на стадії 1/8 фіналу, так само після одного матчу команда покинула Олімпіаду й у 1952 році.
| Фінальний етап | Фінальний етап     | Фінальний етап     | Фінальний етап     | Фінальний етап     | Фінальний етап     | Фінальний етап     | Фінальний етап     | Фінальний етап     | Фінальний етап     |
| Рік            | Склад              | Тренер             | Раунд              | І                  | В                  | Н                  | П                  | ГЗ                 | ГП                 |
| -------------- | ------------------ | ------------------ | ------------------ | ------------------ | ------------------ | ------------------ | ------------------ | ------------------ | ------------------ |
| 1924           | Склад              | Адріан Сучу        | 1/8 фіналу         | 1                  | 0                  | 0                  | 1                  | 0                  | 6                  |
| 1928           | Не кваліфікувались | Не кваліфікувались | Не кваліфікувались | Не кваліфікувались | Не кваліфікувались | Не кваліфікувались | Не кваліфікувались | Не кваліфікувались | Не кваліфікувались |
| 1936           | Не кваліфікувались | Не кваліфікувались | Не кваліфікувались | Не кваліфікувались | Не кваліфікувались | Не кваліфікувались | Не кваліфікувались | Не кваліфікувались | Не кваліфікувались |
| 1948           | Не кваліфікувались | Не кваліфікувались | Не кваліфікувались | Не кваліфікувались | Не кваліфікувались | Не кваліфікувались | Не кваліфікувались | Не кваліфікувались | Не кваліфікувались |
| 1952           | Склад              | Георге Попеску     | Попередній раунд   | 1                  | 0                  | 0                  | 1                  | 1                  | 2                  |
| 1956           | Не кваліфікувались | Не кваліфікувались | Не кваліфікувались | Не кваліфікувались | Не кваліфікувались | Не кваліфікувались | Не кваліфікувались | Не кваліфікувались | Не кваліфікувались |

### Товариські турніри
Румунія брала участь в одинадцяти з дванадцяти розіграшів Балканського кубка, товариського турніру для національних збірних Балканського півострова, що нерегулярно проходили між 1929 і 1980 роками. Вона вигравала трофей чотири рази, перший раз у дебютному сезоні 1929/31 років, після чого здобувала трофей у 1933 та 1936 році, а також виграла останній розіграш 1977/80 років, по завершенні якого турнір припинив існування. З цими чотирма перемогами Румунія разом із Болгарією є рекордсменом змагання.
З 1922 по 1940 рік Румунія одинадцять разів брала участь у Кубку дружніх країн, товариському турнірі між збірними Румунії та Югославії. Матчі проводилися по черзі в кожній країні. Румунія вигравала змагання п'ять разів, Югославія має кращий результат із шістьма перемогами.
У 1931—1934 роках Румунія брала участь у другому розіграші аматорського Кубка Центральної Європи з футболу, вигравши змагання. Згодом у 1937—1938 роках Румунія брала участь у Кубку Едварда Бенеша, але завершила змагання на останньому третьому місці після Чехословаччини та Югославії. У 1940—1941 роках Румунія брала участь у Дунайському кубку разом з Угорщиною та Югославією, який не було завершено через вторгнення нацистської Німеччини в Югославію навесні 1941 року. На момент зупинки турніру Румунія посідала друге місце після Угорщини.
1977 року румунська команда виграла Кубок Мухаммеда V у Марокко, спочатку у півфіналі турніру обігравши господарів, клуб «Відад» у серії пенальті, а у фіналі перемогли Чехословаччину 3:1.
У 1980 році Румунія поїхала до Колумбії, де брала участь у турнірі Золотого трикутника (ісп. Triangular de Oro), посівши друге місце після другої збірної Угорщини та випередивши колумбійську олімпійську збірну.
У 1983 році румуни брали участь у Паризькому турнірі, де після успіху в півфіналі проти бразильського клубу «Ботафогу» вони виграли трофей, перемігши у фіналі «Парі Сен-Жермен».
У лютому 1988 року румуни брали участь в Ізраїльському турнірі, який виграла Польща, а румуни посіли друге місце, обійшовши господарів ізраїльтян.
У 1996 році Румунія взяла участь у Кубку Короля, який проходить у Таїланді. Румунія виграла груповий етап, випередивши своїх трьох суперників — Данію, Таїланд та Фінляндію, а потім і перемогла у фіналі Данію з рахунком 2:1. Наступного року Румунія знову виступила на цих змаганнях, але цього разу з нічиєю та двома поразками румуни посіли останнє місце в групі зі Швецією, Таїландом та Японією, а потім у грі за 3-тє місце поступилися Японії 0:2.
У 2000—2006 роках Румунія п'ять разів брала участь у Кіпрському турнірі і тричі вигравала його — у 2001, 2004 та 2006 роках. Румунія також посіла друге місце в змаганнях двічі, під час своєї першої участі у 2000 році, а потім у 2003 році. Після невеликої перерви румунська збірна взяла участь і в останньому розіграші 2011 року. Там у півфіналі в серії пенальті Румунія програла Україні (2:2, пен. 2:4), а у матчі за 3-тє місце обіграла Кіпр, також у серії пенальті (1:1, пен. 5:4).
| Балканський кубок | Балканський кубок | Балканський кубок | Балканський кубок | Балканський кубок | Балканський кубок | Балканський кубок | Балканський кубок |
| Рік               | Місце             | І                 | В                 | Н                 | П                 | М+                | М-                |
| ----------------- | ----------------- | ----------------- | ----------------- | ----------------- | ----------------- | ----------------- | ----------------- |
| 1929–31           | Чемпіони          | 6                 | 5                 | 0                 | 1                 | 26                | 13                |
| 1931              | Не брали участь   | Не брали участь   | Не брали участь   | Не брали участь   | Не брали участь   | Не брали участь   | Не брали участь   |
| 1932              | 3 місце           | 3                 | 1                 | 0                 | 2                 | 4                 | 5                 |
| 1933              | Чемпіони          | 3                 | 3                 | 0                 | 0                 | 13                | 0                 |
| 1934–35           | 3 місце           | 3                 | 1                 | 1                 | 1                 | 5                 | 8                 |
| 1935              | 4 місце           | 3                 | 0                 | 1                 | 2                 | 2                 | 8                 |
| 1936              | Чемпіони          | 2                 | 2                 | 0                 | 0                 | 9                 | 3                 |
| 1946              | 3 місце           | 3                 | 1                 | 1                 | 1                 | 4                 | 4                 |
| 1947              | 3 місце           | 4                 | 2                 | 0                 | 2                 | 8                 | 8                 |
| 1948              | Не завершено      | 6                 | 2                 | 1                 | 3                 | 6                 | 18                |
| 1973–76           | 2 місце           | 4                 | 2                 | 1                 | 1                 | 7                 | 5                 |
| 1977–80           | Чемпіони          | 6                 | 3                 | 2                 | 1                 | 12                | 5                 |
| Усього            | 4 чемпіонства     | 43                | 22                | 7                 | 14                | 96                | 77                |

| Кубок дружніх країн | Кубок дружніх країн | Кубок дружніх країн | Кубок дружніх країн | Кубок дружніх країн | Кубок дружніх країн | Кубок дружніх країн | Кубок дружніх країн |
| Рік                 | Місце               | І                   | В                   | Н                   | П                   | М+                  | М-                  |
| ------------------- | ------------------- | ------------------- | ------------------- | ------------------- | ------------------- | ------------------- | ------------------- |
| 1922                | Чемпіони            | 1                   | 1                   | 0                   | 0                   | 2                   | 1                   |
| 1923                | 2 місце             | 1                   | 0                   | 0                   | 1                   | 1                   | 2                   |
| 1926                | Чемпіони            | 1                   | 1                   | 0                   | 0                   | 3                   | 2                   |
| 1927                | 2 місце             | 1                   | 0                   | 0                   | 1                   | 0                   | 3                   |
| 1928                | 2 місце             | 1                   | 0                   | 0                   | 1                   | 1                   | 3                   |
| 1929                | 2 місце             | 1                   | 0                   | 0                   | 1                   | 2                   | 3                   |
| 1930                | 2 місце             | 1                   | 0                   | 0                   | 1                   | 1                   | 2                   |
| 1936                | Чемпіони            | 1                   | 1                   | 0                   | 0                   | 3                   | 2                   |
| 1937                | 2 місце             | 1                   | 0                   | 0                   | 1                   | 1                   | 2                   |
| 1939                | Чемпіони            | 1                   | 1                   | 0                   | 0                   | 1                   | 0                   |
| 1940                | Чемпіони            | 1                   | 1                   | 0                   | 0                   | 2                   | 1                   |
| Усього              | 5 чемпіонств        | 11                  | 5                   | 0                   | 6                   | 17                  | 21                  |

| Кіпрський турнір | Кіпрський турнір | Кіпрський турнір | Кіпрський турнір | Кіпрський турнір | Кіпрський турнір | Кіпрський турнір | Кіпрський турнір |
| Рік              | Місце            | І                | В                | Н                | П                | М+               | М-               |
| ---------------- | ---------------- | ---------------- | ---------------- | ---------------- | ---------------- | ---------------- | ---------------- |
| 1997-1999        | Не брали участь  | Не брали участь  | Не брали участь  | Не брали участь  | Не брали участь  | Не брали участь  | Не брали участь  |
| 2000             | 2 місце          | 3                | 1                | 1                | 1                | 5                | 4                |
| 2001             | Чемпіони         | 2                | 2                | 0                | 0                | 4                | 0                |
| 2002             | Не брали участь  | Не брали участь  | Не брали участь  | Не брали участь  | Не брали участь  | Не брали участь  | Не брали участь  |
| 2003             | 2 місце          | 2                | 1                | 0                | 1                | 4                | 5                |
| 2004             | Чемпіони         | 3                | 3                | 0                | 0                | 8                | 0                |
| 2005             | Не брали участь  | Не брали участь  | Не брали участь  | Не брали участь  | Не брали участь  | Не брали участь  | Не брали участь  |
| 2006             | Чемпіони         | 2                | 2                | 0                | 0                | 4                | 0                |
| 2007-2009        | Не брали участь  | Не брали участь  | Не брали участь  | Не брали участь  | Не брали участь  | Не брали участь  | Не брали участь  |
| 2011             | 3 місце          | 2                | 0                | 2                | 0                | 3                | 3                |
| Всього           | 3 чемпіонства    | 14               | 9                | 3                | 2                | 28               | 12               |

## Суперництво
Збірна Румунії на кінець 2024 зустрілася з 91 іншими збірними, включаючи вже зниклі, а також аматорські збірні Австрії, Угорщини та Чехословаччини. Румунія зустрічалася з більшістю європейських збірних, а також майже з усіма збірними Південної Америки (за винятком Венесуели), в той час, як зустрічі з африканськими та азійськими командами відбувалися рідше.
На квітень 2025 року Румунська команда зіграла щонайменше 15 матчів із 19 командами (усі з УЄФА), і має позитивний баланс проти 11 із них — Югославії, Греції, Польщі, Болгарії, Туреччини, Ізраїлю, Албанії, Швейцарії, Норвегії, Кіпру та Литви, і негативний баланс проти Чехословаччини, Угорщини, Іспанії, Італії, Східної Німеччини, Німеччини, Нідерландів та Франції.
Найчастішим суперником Румунії є Югославія, з якою було проведено 42 матчі, починаючи з першої гри румунів у своїй історії у 1922 році. Причиною такої кількості матчів стало те, що команди неодноразово зустрічалися одна з одною, у тому числі одинадцять разів у Кубку дружніх країн, а також неодноразово зустрічалися одна з одною у відбіркових матчах до чемпіонату світу (1934, 1958 і 1978) і чемпіонату Європи (1980). Після розпаду Югославії Румунія також стала виступати проти збірної Сербії, спадкоємиці Югославії.

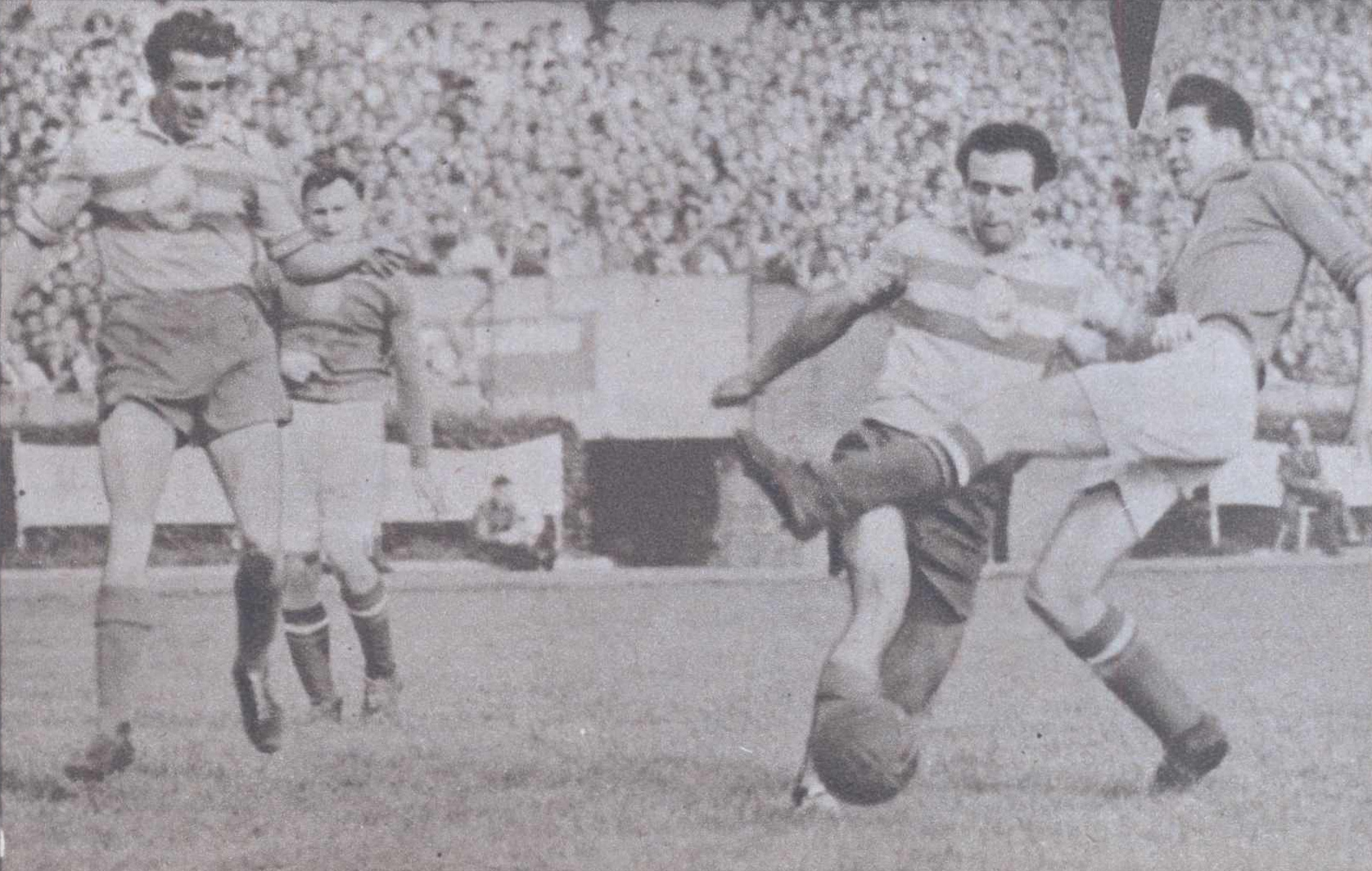
Матч Чехословаччина — Румунія (2:2) у Празі. 1951 рік.

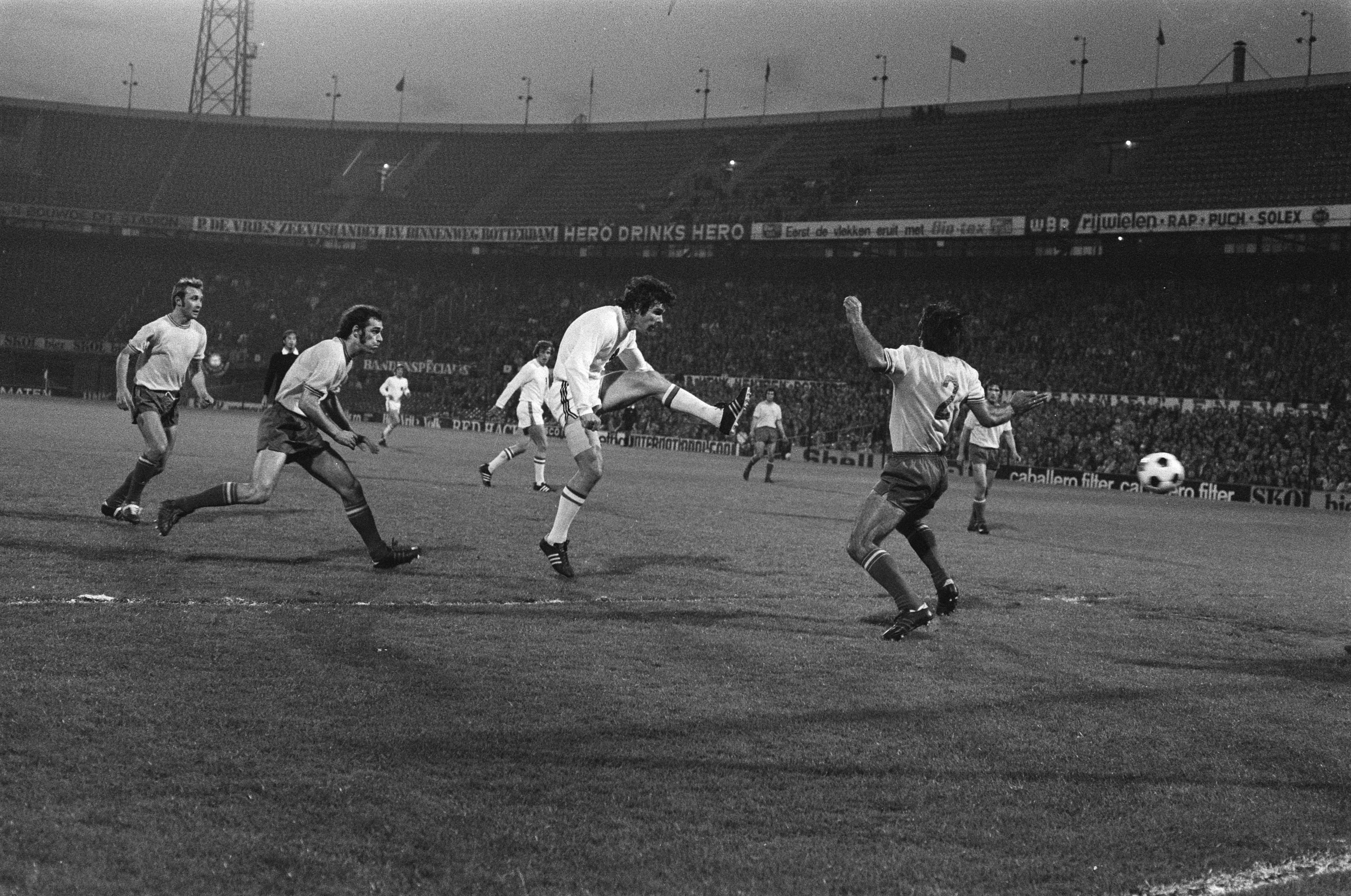
Матч Нідерланди — Румунія (0:0). 1974 рік.

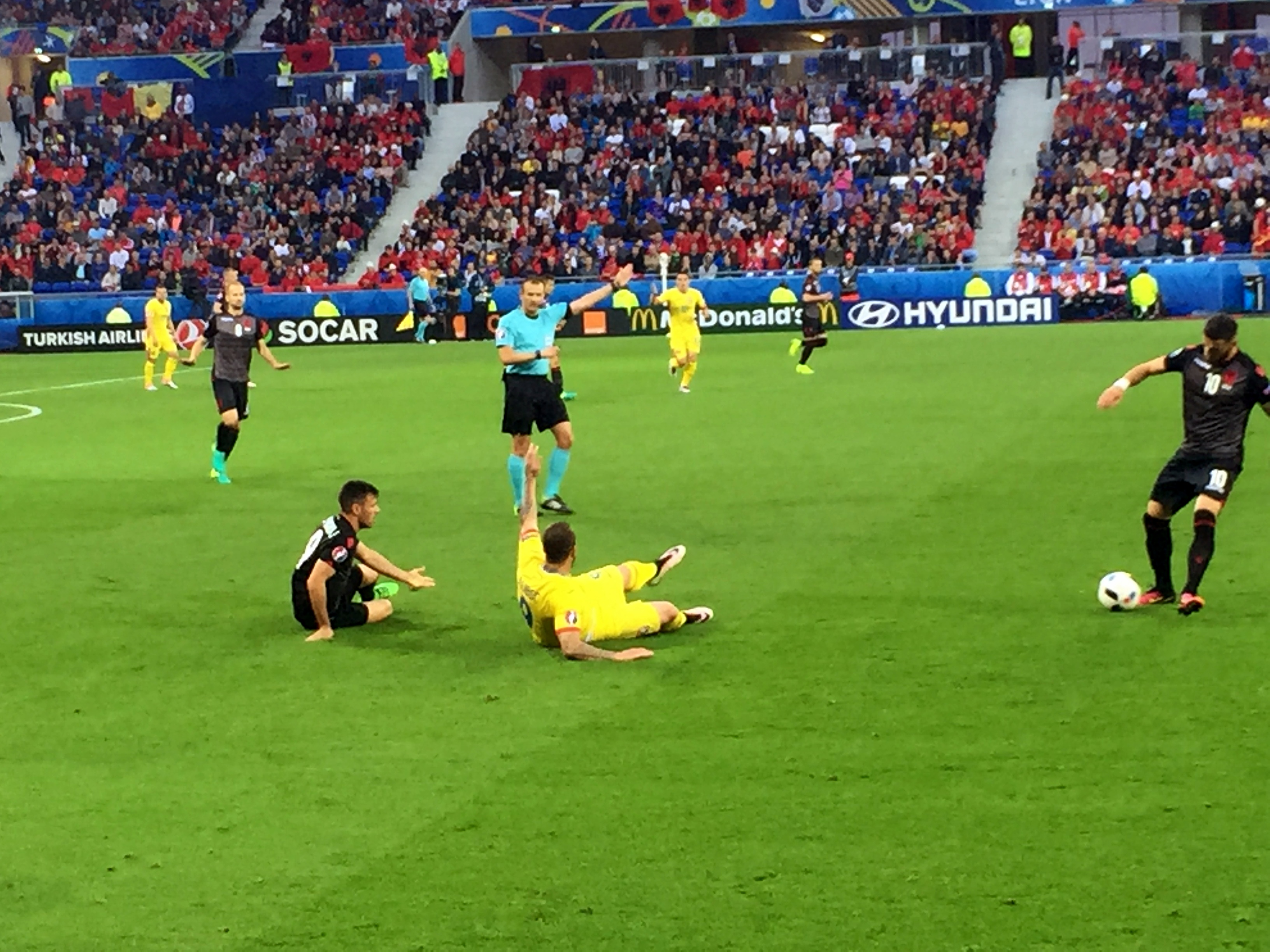
Матч Румунія —Албанія (0:1) на Євро-2016.

| Суперник       | І  | В  | Н  | П  | ГЗ | ГП | РГ  |
| -------------- | -- | -- | -- | -- | -- | -- | --- |
| Югославія      | 42 | 19 | 5  | 18 | 65 | 67 | -2  |
| Польща         | 35 | 14 | 15 | 6  | 55 | 53 | +2  |
| Греція         | 35 | 18 | 10 | 7  | 70 | 36 | +34 |
| Болгарія       | 34 | 18 | 7  | 9  | 70 | 49 | +21 |
| Чехословаччина | 29 | 5  | 7  | 17 | 32 | 64 | -32 |
| Туреччина      | 26 | 14 | 7  | 5  | 49 | 24 | +25 |
| Угорщина       | 24 | 5  | 8  | 11 | 26 | 48 | -22 |
| Ізраїль        | 24 | 12 | 7  | 5  | 36 | 24 | +12 |
| Іспанія        | 18 | 5  | 6  | 7  | 19 | 28 | -9  |
| Албанія        | 17 | 11 | 3  | 3  | 41 | 10 | +31 |
| Італія         | 17 | 2  | 5  | 10 | 14 | 28 | -14 |
| НДР            | 16 | 5  | 3  | 8  | 23 | 29 | -6  |
| Франція        | 16 | 3  | 5  | 8  | 16 | 21 | -5  |
| Німеччина      | 15 | 2  | 3  | 10 | 19 | 41 | -22 |
| Норвегія       | 15 | 5  | 7  | 3  | 17 | 14 | +3  |
| Нідерланди     | 15 | 1  | 3  | 11 | 3  | 32 | -29 |
| Швейцарія      | 15 | 6  | 5  | 4  | 19 | 22 | -3  |
| Кіпр           | 15 | 11 | 3  | 1  | 41 | 12 | +29 |
| Литва          | 15 | 14 | 0  | 1  | 29 | 9  | +20 |

### Угорщина
Найгостріша конкуренція у збірної Румунії проти її сусідів, збірної Угорщини. Причиною суперництва є історичні причини, оскільки Угорщина та Румунія мають давню суперечку щодо певних частин Румунії, які історично були частиною Угорщини, найвідомішою з яких є Трансильванія. За деякими підрахунками, 1,5 мільйона угорців у Румунії донині становлять найбільшу етнічну меншину в Європі, що додатково підсилює протистояння.
Перший матч між цими збірними відбувся в Бухаресті 4 жовтня 1936 року. Румунія повела завдяки голу Сілвіу Бінді, але два голи у другому таймі, забиті угорцями, призвели до поразки Румунії. На той момент Угорщина була серед найкращих збірних планети, а в наступні роки угорці стабільно здобували позитивні результати в матчах проти Румунії, зокрема завдавши румунам найбільшої поразки в історії за весь час з рахунком 0:9 у Будапешті 6 червня 1948 року. Наступний матч, зіграний 24 жовтня того ж року, мав стати реваншем, але завершився черговою ганебною поразкою для румунів з рахунком 1:5. Іншими розгромними перемогами Угорщини в цей період були 7:2 30 вересня 1945 року, 5:1 в Будапешті 19 вересня 1954 року і 3:0 у Бухаресті 12 жовтня 1947 року. Також команди зустрілись на Олімпійських іграх 1952 року, де угорці перемогли 2:1, а потім і виграли турнір.
Юліу Бараткі є одним із небагатьох гравців, які носили футболку обох команд. Спочатку він зіграв дев'ять матчів за збірну Угорщини з 1930 по 1933 рік, а потім, скориставшись своїм подвійним громадянством, вирішив змінити своє спортивне громадянство та зіграв 20 матчів за збірну Румунії з 1933 по 1940 рік. Юліу Бодола також представляв обидві країни, але грав за них у зворотному порядку, спочатку зігравши за Румунію 48 разів, в тому числі на чемпіонатах світу 1934 та 1938 років, а згодом грав за Угорщину в 13 матчах і забив 4 голи. Крім того, етнічний угорець Ласло Белені провів 102 міжнародні матчі за збірну Румунії та тривалий час був рекордсменом команди за цим показником, поки його не обійшов Георге Хаджі
Перша перемога Румунії над Угорщиною була здобута майже через 63 роки після першого матчу, у сімнадцятому матчі. Румунія перемогла з рахунком 2:0 у Бухаресті 5 червня 1999 року у відбірковому етапі до Євро-2000. Відтоді Угорщина не перемагала Румунію, а Румунія вигравала ще п'ять разів, у тому числі з рахунком 3:0 на відбірковому етапі до чемпіонату світу з футболу 2014 року.

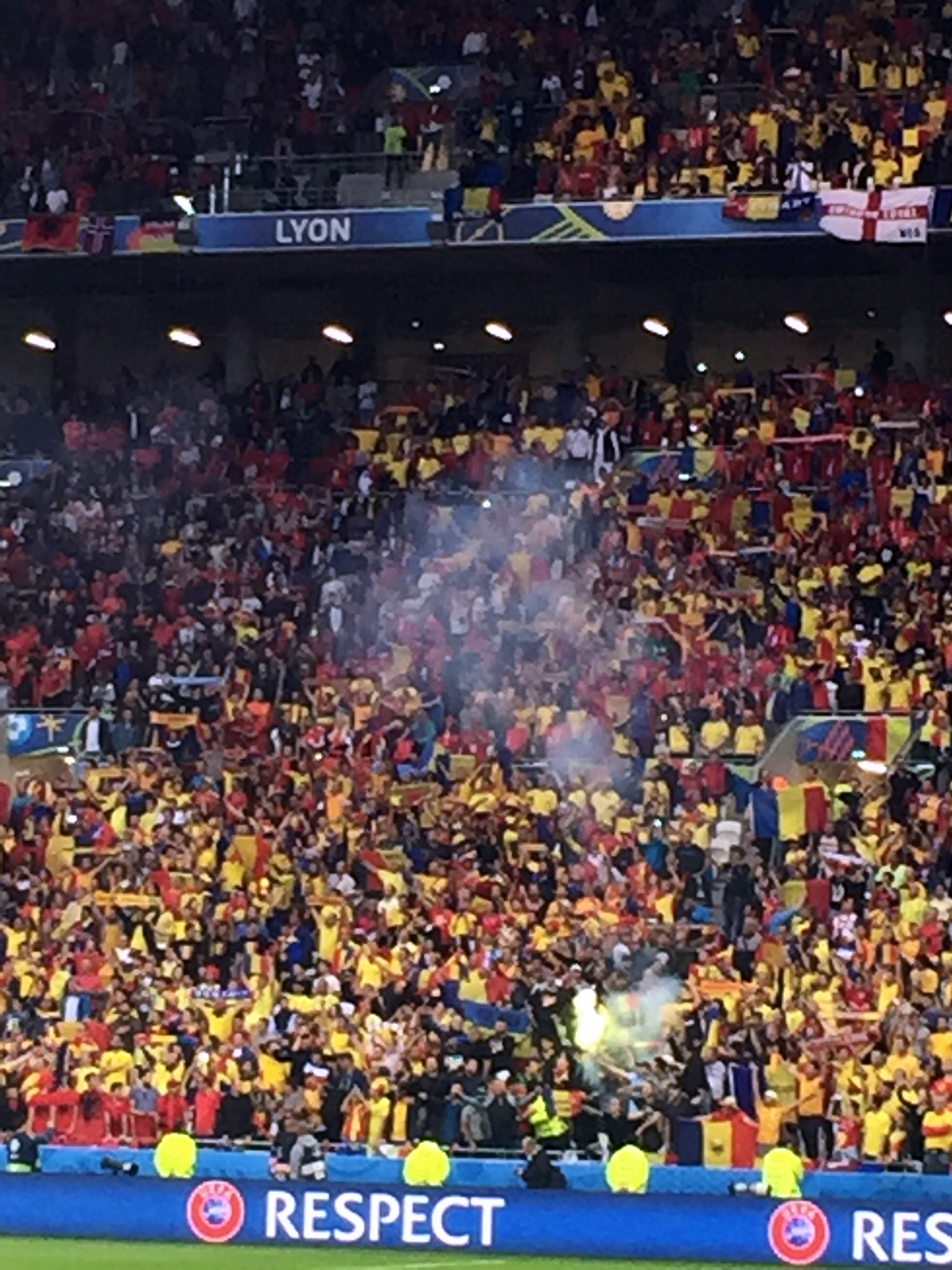
Фанати збірної Румунії з піротехнікою на Євро-2016.

В час, коли обидві держави були соціалістичними республіками, проблеми між країнами не підіймались і ігри розглядали як зустріч «братів-соціалістів», але з приходом до влади націоналістичних урядів дане питання стало предметом постійних сварок між угорськими та румунськими фанатами під час матчів збірних або клубів з них. Так 22 березня 2013 року під час матчу кваліфікації до чемпіонату світу 2014 року близько 5000 угорських уболівальників зіткнулися з угорською поліцією після гри на стадіоні Ференца Пушкаша, яка завершилась внічию 2:2. 6 вересня 2013 року у матчі-відповіді в Бухаресті кілька тисяч угорських фанів влаштували бійку перед грою із румунськими фанатами, а також відбувались сутички під час самої гри. Ажіотаж перед грою був надзвичайним. Угорські вболівальники пояснили присутнім журналістам, що вони з нетерпінням чекають гри, тому що «протягом дев'яноста хвилин Трансільванія буде нашою», а угорський тренер Шандор Егерварі назвав матч «історичним». Це також мало на меті покласти край крайньому розчаруванню угорських футбольних уболівальників, оскільки востаннє збірна Угорщини вигравала у румунів у Бухаресті 55 років тому. Один зі спортивних інтернет-сайтів заявив, що це була найважливіша гра за всю історію збірної Угорщини. Водночас деякі румунські вболівальники тримали плакати з написом «1918», рік, коли Трансільванія стала частиною Румунії. Гра завершилась найбільшою поразкою для угорців в історії їх протистоянь з румунами — вони програли 0:3, в результаті чого не змогли вийти з групи, в той час, як румуни стали другими та вийшли у плей-оф.
Вже під час наступного відбору на Євро-2016 ці збірні знов потрапили до однієї групи. 8 жовтня 2014 року під час матчу у Бухаресті бійки між двома групами вболівальників призвели до того, що 58 людей звернулися за медичною допомогою після того, як румунські вболівальники перестрибнули паркан, що відокремлював їхній сектор від сектора, в якому були угорські вболівальники, і напали на них. Охоронці жорстоко намагалися навести порядок у румунському секторі, багато глядачів, у тому числі й невинні, були поранені. У відповідь румунські ультрас викинули двох охоронців через огорожу. В результаті ситуація була близька до скасування матчу, що призвело б до технічної перемоги 3:0 на користь Угорщини, оскільки румунські вболівальники використовували піротехнічні засоби у величезній кількості. З усім тим, матч вдалося завершити, він закінчився з рахунком 1:1, але насильство відбувалось і там. Шотландський арбітр Вільям Коллам був змушений роздати 12 жовтих карток під час матчу, а поліція розпорошила сльозогінний газ на вболівальників на трибунах. Обидві групи вболівальників створювали оглушливий рев протягом усієї гри, випускаючи фаєри та петарди. Після цього матчу УЄФА розпочав розслідування, і в результаті футбольні федерації обох країн були покарані.
Наступного року перед матчем-відповіддю угорські фанати зіткнулися з угорською поліцією на вулицях Будапешта, 16 з них були затримані. Крім того, угорські ультрас напали на готель, де зупинилась румунська команда. За кілька годин до гри угорські вболівальники намагалися побитися з румунськими вболівальниками в румунській фан-зоні, кидаючи в них петарди та фаєри, але угорська поліція силою зупинила зіткнення двох груп уболівальників. За кілька днів до матчу відбулася кампанія частини угорців «Ne fütyüld ki a román himnuszt!», щоб продемонструвати свою перевагу над суперником відмовившись освистувати національний гімн Румунії. Однак цього не сталося. Під час гри угорські вболівальники освистували гімн Румунії, повертались спиною, показували непристойні жести, свистіли та запалювали фаєри. Вони також скандували ксенофобні вигуки на кшталт «cigányok» на адресу румунської команди та її вболівальників до кінця гри. У відповідь румунські вболівальники під час виконання угорського гімну теж повернулися спиною, показали непристойні жести та вигукували образливі гасла проти угорців.
| Перелік матчів проти Угорщини | Перелік матчів проти Угорщини | Перелік матчів проти Угорщини | Перелік матчів проти Угорщини | Перелік матчів проти Угорщини | Перелік матчів проти Угорщини |
| №                             | Місце                         | Дата                          | Турнір                        | Матч                          | Рахунок                       |
| ----------------------------- | ----------------------------- | ----------------------------- | ----------------------------- | ----------------------------- | ----------------------------- |
| 1                             | Бухарест                      | 4 жовтня 1936                 | Товариський матч              | Румунія − Угорщина            | 1 − 2                         |
| 2                             | Бухарест                      | 22 жовтня 1939                | Товариський матч              | Угорщина − Румунія            | 1 − 1                         |
| 3                             | Будапешт                      | 19 травня 1940                | Дунайський кубок              | Угорщина − Румунія            | 2 − 0                         |
| 4                             | Будапешт                      | 30 вересня 1945               | Товариський матч              | Угорщина − Румунія            | 7 − 2                         |
| 5                             | Бухарест                      | 12 жовтня 1947                | Балканський кубок             | Румунія − Угорщина            | 0 − 3                         |
| 6                             | Будапешт                      | 6 червня 1948                 | Балканський кубок             | Угорщина − Румунія            | 9 − 0                         |
| 7                             | Бухарест                      | 24 жовтня 1948                | Балканський кубок             | Румунія − Угорщина            | 1 − 5                         |
| 8                             | Турку                         | 15 липня 1952                 | Олімпійські ігри 1952         | Румунія − Угорщина            | 1 − 2                         |
| 9                             | Будапешт                      | 19 вересня 1954               | Товариський матч              | Угорщина − Румунія            | 5 − 1                         |
| 10                            | Бухарест                      | 26 жовтня 1958                | Товариський матч              | Румунія − Угорщина            | 1 − 2                         |
| 11                            | Будапешт                      | 29 квітня 1972                | Відбір на Євро-1972           | Угорщина − Румунія            | 1 − 1                         |
| 12                            | Бухарест                      | 14 травня 1972                | Відбір на Євро-1972           | Румунія − Угорщина            | 2 − 2                         |
| 13                            | Белград                       | 17 травня 1972                | Відбір на Євро-1972           | Угорщина − Румунія            | 2 − 1                         |
| 14                            | Будапешт                      | 13 травня 1981                | Відбір на ЧС-1982             | Угорщина − Румунія            | 1 − 0                         |
| 15                            | Бухарест                      | 23 вересня 1981               | Відбір на ЧС-1982             | Румунія − Угорщина            | 0 − 0                         |
| 16                            | Будапешт                      | 14 жовтня 1998                | Відбір на Євро-2000           | Угорщина − Румунія            | 1 − 1                         |
| 17                            | Бухарест                      | 5 червня 1999                 | Відбір на Євро-2000           | Румунія — Угорщина            | 2 − 0                         |
| 18                            | Бухарест                      | 2 червня 2001                 | Відбір на ЧС-2002             | Румунія − Угорщина            | 2 − 0                         |
| 19                            | Будапешт                      | 5 вересня 2001                | Відбір на ЧС-2002             | Угорщина − Румунія            | 0 − 2                         |
| 20                            | Будапешт                      | 12 серпня 2009                | Товариський матч              | Угорщина − Румунія            | 0 − 1                         |
| 21'                           | Будапешт                      | 22 березня 2013               | Відбір на ЧС-2014             | Угорщина − Румунія            | 2 − 2                         |
| 22                            | Бухарест                      | 6 вересня 2013                | Відбір на ЧС-2014             | Румунія − Угорщина            | 3 − 0                         |
| 23                            | Бухарест                      | 11 жовтня 2014                | Відбір на Євро-2016           | Румунія − Угорщина            | 1 − 1                         |
| 24                            | Будапешт                      | 4 вересня 2015                | Відбір на Євро-2016           | Угорщина − Румунія            | 0 − 0                         |

### Україна
Тривалий час збірні України та Румунії зустрічались лише у товариських змаганнях, провівши до 2024 року 6 неофіційних матчів. За цей час румуни здобули три перемоги, а українці — дві. Ще одна гра завершилась внічию, після чого Україна виграла її у серії пенальті. Різниця голів була 14:10 на користь румунів.
Перша зустріч збірних Румунії та України відбулася у рамках півфінального матчу Кіпрського кубку у лютому 2001 року. Єдиний гол у матчі забив Лівіу Чоботаріу, вирвавши перемогу вже у компенсований до матчу час — аж на 9-й доданій хвилині. Після цього румуни виграли й фінальну гру та вперше у своїй історії виграли цей турнір.
Вже наступного сезону Румунія та Україна знову організували собі товариський матч, який знову завершився перемогою румунів. Однак цього разу перемога «триколірних» була ще більш впевненою — 4:1. За стартові 37 хвилин вони забили аж 4 голи у ворота Віталія Реви. У другому таймі українці зусиллями Сергія Шищенка відіграли один м'яч, але на більше «жовто-синіх» не вистачило. Це дозволило румунам здобути свою найбільшу перемогу у матчах проти України в історії.
У третьому матчі, що відбувся між цими збірними влітку 2003 року у Донецьку, знову перемогу святкували Румуни. Дубль Адріана Муту у першому таймі встановив остаточний рахунок гри 2:0 на користь гостей.
Після тривалої перерви збірні знов зіграли товариську гру 29 травня 2010 року у Львові. Вже на 15-й хвилині Олександр Алієв вивів українців вперед, однак на початку другого тайму румуни перевернули гру завдяки голам Габрієля Тамаша та Даніеля Нікулае, зробивши рахунок 2:1 на користь своєї команд. Втім, цього разу румунам втримати перемогу не вдалось — на 75 хвилині Євген Коноплянка зрівняв рахунок, а ще через три хвилини Габрієль Тамаш відзначився автоголом, який приніс Україні дебютну перемогу над Румунами з рахунком 3:2.
У п'ятому поєдинку між цими командами перемогу знову здобули українці. Цей матч, як і перший, відбувся у рамках півфіналу Кіпрського кубку. Вже у першому таймі після голів Ярослава Ракіцького та Артема Мілевського Україна повела з рахунком 2:0, однак ще до перерви румуни зрівняли рахунок завдяки дублю Дана Алекси. У другому таймі глядачі голів не побачили, тому фіналіст турніру мав визначатись у серії 11-метрових, на яку українці випустили штатного воротаря-пенальтиста Олександра Шовковського. Він зумів відбити два удари від Яніса Зіку та Пауля Паппа, через що румуни програли цю серію пенальті 2:4.
Наступна товариська гра між цими збірними відбулась через 5 років, 29 травня 2016 року в італійському Турині в рамах підготовки обох команд до Євро-2016. Румунія першою забила завдяки зусиллям Габріела Торже на 23 хвилині, але з 43 хвилини українці протягом 15 хвилин чотири рази відзначились у воротах румунів — голи Романа Зозулі, Олександра Зінченка, Євгена Коноплянки і Андрія Ярмоленка довели рахунок до розгромного. Наприкінці поєдинку Україна розгубила перевагу, коли румуни двічі забили після ударів Деніса Алібека і Ніколає Станчу, однак врятуватися від поразки вони так і не змогли, Україна здобула перемогу 4:3.
17 червня 2024 року команди вперше зіграли в офіційному матчі у своїй сьомій зустрічі. Це була перша гра групового етапу Євро-2024. Попри контроль м'яча від України, що мала понад 70 відсотків володіння на початку матчу, першою забила Румунія. Після помилки воротаря українців Андрія Луніна, капітан румунів Ніколає Станчу відкрив рахунок точним ударом у «дев'ятку». На 53-й хвилині Резван Марін подвоїв рахунок, відправивши м'яч у нижній кут, а ще за чотири хвилини рахунок став розгромним, коли Дєніс Дрегуш з кількох метрів замкнув простріл від партнера. Українці намагались виправити ситуацію, але з ударом Георгія Судакова впорався румунський голкіпер Флорін Ніце, а удар Романа Яремчука у компенсований час влучив у поперечину. В результаті цей результат став найбільшою поразкою національної збірної України в матчах чемпіонатів Європи за всю історію, а для румунів ця гра виявилась найбільшою перемогою в історії Євро.
| Перелік матчів проти України | Перелік матчів проти України | Перелік матчів проти України | Перелік матчів проти України | Перелік матчів проти України | Перелік матчів проти України |
| №                            | Місце                        | Дата                         | Турнір                       | Матч                         | Рахунок                      |
| ---------------------------- | ---------------------------- | ---------------------------- | ---------------------------- | ---------------------------- | ---------------------------- |
| 1                            | Нікосія                      | 26 лютого 2001               | Кіпрський кубок              | Румунія — Україна            | 1 — 0                        |
| 2                            | Констанца                    | 27 березня 2002              | Товариський матч             | Румунія — Україна            | 4 — 1                        |
| 3                            | Донецьк                      | 20 серпня 2003               | Товариський матч             | Україна — Румунія            | 0 — 2                        |
| 4                            | Львів                        | 29 травня 2010               | Товариський матч             | Україна — Румунія            | 3 — 2                        |
| 5                            | Паралімні                    | 8 лютого 2011                | Кіпрський кубок              | Румунія — Україна            | 2 — 2                        |
| 6                            | Турин                        | 29 травня 2016               | Товариський матч             | Румунія — Україна            | 3 — 4                        |
| 7                            | Мюнхен                       | 17 червня 2024               | Євро-2024                    | Румунія — Україна            | 3 — 0                        |

## Кольори та форма
Через три кольори на прапорі Румунії національна футбольна команда має прізвисько «трикольорові» (рос. Tricolorii).
На перших трьох чемпіонатах світу 1930, 1934 і 1938 року Румунія грала у червоній футболці з синіми шортами та чорними гетрами. Також у 1930-ті роки використовувались сині футболки з жовтими шортами і червоними гетрами.

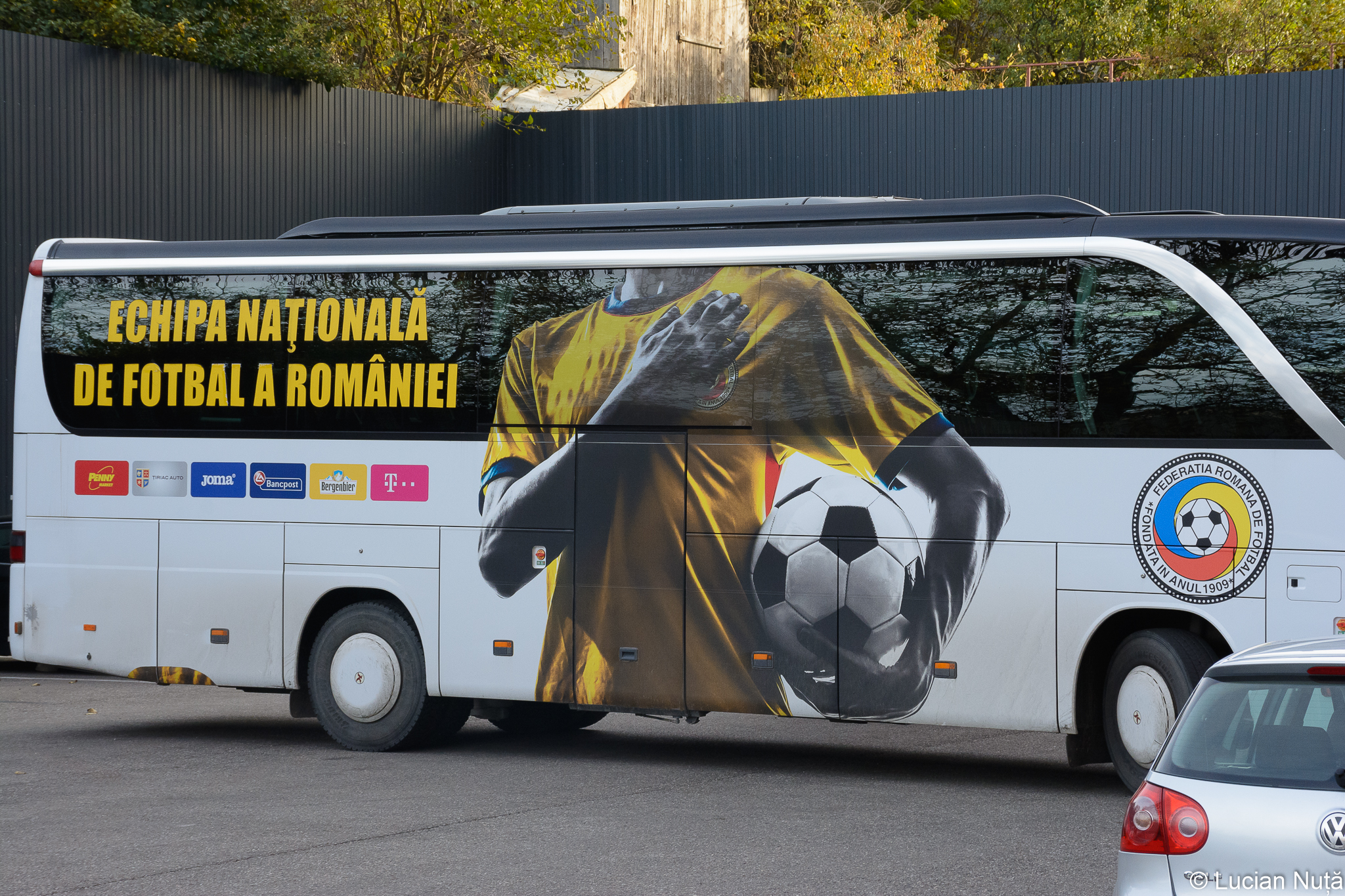
Зображення форми збірної Румунії на автобусі збірної. 2016 рік.

Після Другої світової війни домашня форма збірної стала з жовтою футболкою із синіми шортами та червоними гетрами. Румунія використовувала німецьку форму Adidas з 1970-х років, який вперше екіпірував румунів на чемпіонат світу 1970 року. Там, окрім основної жовтої форми, у румунів використовувалась нестандартна запасна блакитного кольору з білими шортами і червоними гетрами, у якій румуни зіграли проти Бразилії, яка теж мала основну жовту форму.
Згодом форму румунам постачав французький виробник Le Coq Sportif, але у 1980-х роках Adidas знову став одягати збірну Румунію. Саме у формі від німецької компанії румуни зіграли на Євро-1984, де основна форма була виключно жовтою, у той час, як запасна була повністю червоною. На чемпіонаті світу 1990 року румуни повернулись до старого варіанту форми — жовта футболка, сині шорти та червоні гетри, а запасна лишилась повністю червоною, але на наступних «мундіалях» збірна знов грала у повністю жовтій основній формі і червоній резервній. Форма на Євро-1996 та Євро-2000 також була ідентичного формату. У нульових роках запасна червона форма була замінена на повністю білу запасну форму, яка зокрема використовувалась на Євро-2008.
У 2009 році румунська федерація та Adidas продовжили свій контракт до 31 грудня 2014 року, і в підсумку румуни зіграли свій останній матч у футболці Adidas 29 березня 2015 року під час матчу проти Фарерських островів.
2015 року іспанська компанія Joma стала обслуговувати збірну Румунії, перший матч у новій форму відбувся в червні проти Північної Ірландії. У цій же формі румуни зіграли на Євро-2016, використовуючи чисто жовтий і червоний комплекти форми. У 2018 році угоду з іспанцями було продовжено до 31 грудня 2022 року, а наприкінці 2022 року співпраця між сторонами була продовжена ще на 4 роки. Протягом більшості цього часу кольори форми залишались ідентичними, за винятком 2021—2023 років, коли основна форма використовувала жовту футболку і білі шорти, а запасна була повністю синьою, після чого повернулась до стандартних повністю жовтого та повністю червоного варіантів форм, який і використовувався зокрема на Євро-2024.
| Спонсор        | Роки      |
| -------------- | --------- |
| Le Coq Sportif | 1977—1983 |
| Adidas         | 1984—2015 |
| Joma           | 2015—     |

### Логотип
У соціалістичний період на футболці був присутній соціалістичний герб Румунії, а з 1990-х років — логотип Румунської федерації футболу, який розташовувався на футболці поряд з логотипом виробника форми. У 2017 році Федерація футболу Румунії під час презентації нової форми оголосила про нову емблему на футболці, яка відсилає до гербу країни з наміром символізувати єдність Румунії.

Герб Румунії, який використовувався на футболці у соціалістичний період.
Емблема федерації, що була на футболках з 1990-х років і до 2017 року.
Сучасна емблема, що використовується на футболках

### Форми

#### Домашня
| 1930—1938 | ЧС-1970               | Євро-1984 | ЧС-1990   | 1991—1993 | ЧС-1994   | Євро-1996             | ЧС-1998   | Євро-2000 | 2002—2003         | 2004—2005 |
| 2006—2007 | 2007—2009 · Євро-2008 | 2009—2011 | 2011—2013 | 2013—2015 | 2015—2016 | 2016—2018 · Євро-2016 | 2018—2021 | 2021—2023 | 2023— · Євро-2024 |           |

#### Виїзна
| 1930—1938 | ЧС-1970               | Євро-1984 | ЧС-1990   | 1991—1993 | ЧС-1994   | Євро-1996             | ЧС-1998   | Євро-2000 | 2002—2003         | 2004—2005 |
| 2006—2007 | 2007—2009 · Євро-2008 | 2009—2011 | 2011—2013 | 2013—2015 | 2015—2016 | 2016—2018 · Євро-2016 | 2018—2021 | 2021—2023 | 2023— · Євро-2024 |           |

#### Резервна
| 2021—2023 | 2023— · Євро-2024 |

## Гравці збірної

### Поточний склад
Склад команди на 25 березня 2025 року. Статистика вказана за результатами матчів відбору на ЧС-2026 проти Боснії і Герцеговини та Сан-Марино.
| №  | Поз. | Гравець             | Дата народження (вік)      | Ігри | Голи | Клуб                       |
| -- | ---- | ------------------- | -------------------------- | ---- | ---- | -------------------------- |
| 1  | ВР   | Флорін Ніце         | 3 липня 1987 (37 років)    | 31   | 0    | Дамак                      |
| 12 | ВР   | Гораціу Молдован    | 20 січня 1998 (27 років)   | 12   | 0    | Сассуоло                   |
| 16 | ВР   | Штефан Тирновану    | 9 травня 2000 (25 років)   | 3    | 0    | Стяуа                      |
|    |      |                     |                            |      |      |                            |
| 8  | ЗХ   | Александру Кіпчу    | 18 травня 1989 (36 років)  | 47   | 6    | Університатя (Клуж-Напока) |
| 11 | ЗХ   | Нікушор Банку       | 18 вересня 1992 (32 роки)  | 46   | 2    | КС Університатя (Крайова)  |
| 15 | ЗХ   | Андрей Бурке        | 15 квітня 1993 (32 роки)   | 39   | 1    | Баніяс                     |
| 2  | ЗХ   | Андрєй Раціу        | 20 червня 1998 (26 років)  | 29   | 1    | Райо Вальєкано             |
| 4  | ЗХ   | Адріан Рус          | 18 березня 1996 (29 років) | 22   | 1    | Піза                       |
| 23 | ЗХ   | Дєян Сорєску        | 29 серпня 1997 (27 років)  | 20   | 0    | Газіантеп                  |
| 3  | ЗХ   | Міхай Попеску       | 7 травня 1993 (32 роки)    | 2    | 1    | Стяуа                      |
| 5  | ЗХ   | Вірджіл Гіце        | 4 червня 1998 (26 років)   | 2    | 0    | Краковія                   |
| 13 | ЗХ   | Денис Чоботаріу     | 10 червня 1998 (26 років)  | 1    | 0    | Рапід (Бухарест)           |
|    |      |                     |                            |      |      |                            |
| 10 | ПЗ   | Ніколає Станчу (к.) | 7 травня 1993 (32 роки)    | 81   | 15   | Дамак                      |
| 18 | ПЗ   | Резван Марін        | 23 травня 1996 (28 років)  | 67   | 12   | Кальярі                    |
| 14 | ПЗ   | Яніс Хаджі          | 22 жовтня 1998 (26 років)  | 47   | 6    | Рейнджерс                  |
| 20 | ПЗ   | Денніс Ман          | 26 серпня 1998 (26 років)  | 35   | 9    | Парма                      |
| 6  | ПЗ   | Маріус Марін        | 30 серпня 1998 (26 років)  | 30   | 0    | Піза                       |
| 22 | ПЗ   | Александру Мітріце  | 8 лютого 1995 (30 років)   | 23   | 4    | КС Університатя (Крайова)  |
|    | ПЗ   | Олімпіу Моруцан     | 25 квітня 1999 (26 років)  | 16   | 1    | Піза                       |
| 21 | ПЗ   | Адріан Шут          | 30 квітня 1999 (26 років)  | 5    | 0    | Стяуа                      |
| 17 | ПЗ   | Денніс Політік      | 5 березня 2000 (25 років)  | 1    | 0    | Динамо (Бухарест)          |
| 19 | ПЗ   | Влад Драгомір       | 24 квітня 1999 (26 років)  | 1    | 0    | Пафос                      |
|    |      |                     |                            |      |      |                            |
| 7  | НП   | Денис Алібек        | 5 січня 1991 (34 роки)     | 43   | 6    | Фарул                      |
| 9  | НП   | Дєніс Дрегуш        | 6 липня 1999 (25 років)    | 22   | 5    | Трабзонспор                |

Зазначено гравців, що викликались до збірної протягом 2024 року
| Поз. | Гравець             | Дата народження (вік)       | Ігри | Голи | Клуб                       | Останній виклик                          |
| ---- | ------------------- | --------------------------- | ---- | ---- | -------------------------- | ---------------------------------------- |
| ВР   | Резван Сава         | 21 червня 2002 (22 роки)    | 0    | 0    | Удінезе                    | v. Кіпр, 18 листопада 2024               |
| ВР   | Лауренціу Попеску   | 18 січня 1997 (28 років)    | 0    | 0    | КС Університатя (Крайова)  | v. Литва, 9 вересня 2024                 |
| ВР   | Міхай Айоані        | 7 листопада 1999 (25 років) | 0    | 0    | Рапід (Бухарест)           | v. Колумбія, 26 березня 2024             |
|      |                     |                             |      |      |                            |                                          |
| ЗХ   | Раду Дрегушін       | 3 лютого 2002 (23 роки)     | 27   | 1    | Тоттенгем Готспур          | v. Кіпр, 18 листопада 2024               |
| ЗХ   | Крістіан Маня       | 9 серпня 1997 (27 років)    | 25   | 2    | Рапід (Бухарест)           | v. Кіпр, 18 листопада 2024               |
| ЗХ   | Алекс Пашчану       | 28 вересня 1998 (26 років)  | 1    | 0    | Рапід (Бухарест)           | v. Кіпр, 18 листопада 2024               |
| ЗХ   | Матей Іліє          | 11 грудня 2002 (22 роки)    | 0    | 0    | ЧФР (Клуж-Напока)          | v. Кіпр, 18 листопада 2024               |
| ЗХ   | Юліан Крістя        | 17 липня 1994 (30 років)    | 4    | 0    | Університатя (Клуж-Напока) | v. Литва, 9 вересня 2024                 |
| ЗХ   | Йонуц Нєдєлчару     | 25 квітня 1996 (29 років)   | 27   | 2    | Акрон                      | Євро-2024                                |
| ЗХ   | Василе Могош        | 31 жовтня 1992 (32 роки)    | 8    | 0    | КС Університатя (Крайова)  | Євро-2024                                |
| ЗХ   | Богдан Раковіцан    | 6 червня 2000 (24 роки)     | 4    | 0    | Ракув (футбольний клуб)    | Євро-2024                                |
| ЗХ   | Рауль Опруц         | 4 січня 1998 (27 років)     | 4    | 0    | Динамо (Бухарест)          | v. Колумбія, 26 березня 2024             |
|      |                     |                             |      |      |                            |                                          |
| ПЗ   | Флорін Тенасе INJ   | 30 грудня 1994 (30 років)   | 19   | 3    | Стяуа                      | v. Сан-Марино, 24 березня 2025           |
| ПЗ   | Валентин Міхейле    | 2 лютого 2000 (25 років)    | 30   | 5    | Парма                      | v. Кіпр, 18 листопада 2024               |
| ПЗ   | Даріус Олару        | 3 березня 1998 (27 років)   | 26   | 0    | Стяуа                      | v. Кіпр, 18 листопада 2024               |
| ПЗ   | Флорінел Коман      | 10 квітня 1998 (27 років)   | 20   | 2    | Кальярі                    | v. Кіпр, 18 листопада 2024               |
| ПЗ   | Давід Мікулеску     | 2 травня 2001 (24 роки)     | 0    | 0    | Стяуа                      | v. Кіпр, 18 листопада 2024               |
| ПЗ   | Віктор Дікан        | 11 жовтня 2000 (24 роки)    | 0    | 0    | Фарул                      | v. Литва, 15 жовтня 2024                 |
| ПЗ   | Андрей Артян        | 14 серпня 1993 (31 рік)     | 0    | 0    | Університатя (Клуж-Напока) | v. Литва, 9 вересня 2024                 |
| ПЗ   | Міхай Ліксандру INJ | 5 червня 2001 (23 роки)     | 0    | 0    | Стяуа                      | v. Косово, 6 вересня 2024                |
| ПЗ   | Александру Чікилдеу | 8 липня 1997 (27 років)     | 38   | 4    | КС Університатя (Крайова)  | Євро-2024                                |
| ПЗ   | Константін Грамені  | 23 жовтня 2002 (22 роки)    | 0    | 0    | Рапід (Бухарест)           | v. Ліхтенштейн, 7 червня 2024            |
| ПЗ   | Олімпіу Моруцан     | 25 квітня 1999 (26 років)   | 15   | 1    | Піза                       | v. Колумбія, 26 березня 2024             |
|      |                     |                             |      |      |                            |                                          |
| НП   | Данієл Бирліджа INJ | 19 квітня 2000 (25 років)   | 3    | 1    | Стяуа                      | v. Боснія і Герцеговина, 21 березня 2025 |
| НП   | Георге Пушкаш       | 8 квітня 1996 (29 років)    | 46   | 11   | Бодрум                     | v. Литва, 15 жовтня 2024                 |
| НП   | Флорін Тенасе       | 30 грудня 1994 (30 років)   | 18   | 3    | Стяуа                      | v. Колумбія, 26 березня 2024             |

### Найбільше матчів

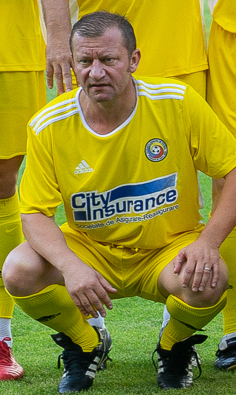
Дорінел Мунтяну, рекордсмен збірної за кількістю проведених матчів.

Станом на 5 жовтня 2024
| Місце | Футболіст       | Ігор | Голів | Роки      |
| ----- | --------------- | ---- | ----- | --------- |
| 1     | Дорінел Мунтяну | 134  | 16    | 1991–2007 |
| 2     | Георге Хаджі    | 124  | 35    | 1983–2000 |
| 3     | Георге Попеску  | 115  | 16    | 1988–2003 |
| 4     | Резван Рац      | 113  | 2     | 2002–2016 |
| 5     | Ласло Белені    | 102  | 23    | 1975–1988 |
| 6     | Дан Петреску    | 95   | 12    | 1989–2000 |
| 7     | Богдан Стеля    | 91   | 0     | 1988–2005 |
| 8     | Міхаел Кляйн    | 89   | 5     | 1981–1991 |
| 9     | Богдан Лобонц   | 86   | 0     | 1998–2018 |
| 10    | Маріус Лекетуш  | 83   | 13    | 1984–1998 |
| 10    | Мірча Реднік    | 83   | 2     | 1981–1991 |

### Найбільше голів
| Місце | Футболіст        | Голів | Ігор | %    | Роки      |
| ----- | ---------------- | ----- | ---- | ---- | --------- |
| 1     | Адріан Муту      | 35    | 77   | 0.45 | 2000–2013 |
| 1     | Георге Хаджі     | 35    | 124  | 0.28 | 1983–2000 |
| 3     | Юліу Бодола      | 31    | 48   | 0.65 | 1931–1939 |
| 4     | Віорел Молдован  | 25    | 70   | 0.36 | 1993–2005 |
| 4     | Чипріан Маріка   | 25    | 72   | 0.35 | 2003–2014 |
| 6     | Ласло Белені     | 23    | 102  | 0.23 | 1975–1988 |
| 7     | Дуду Джорджеску  | 21    | 40   | 0.53 | 1973–1984 |
| 7     | Флорін Редучою   | 21    | 40   | 0.53 | 1990–1996 |
| 7     | Анґєл Йорденєску | 21    | 57   | 0.37 | 1971–1981 |
| 7     | Родіон Кеметару  | 21    | 73   | 0.29 | 1978–1990 |

### Наймолодші дебютанти
Станом на 15 жовтня 2024
| Rank | Гравець       | Вік                           | Суперник    | Рахунок | Рік  | Прим.   |
| ---- | ------------- | ----------------------------- | ----------- | ------- | ---- | ------- |
| 1    | Енес Салі     | 15 років, 8 місяців і 22 дні  | Ліхтенштейн | 2–0     | 2021 | [ 475 ] |
| 2    | Крістіан Маня | 16 років, 9 місяців і 22 дні  | Албанія     | 1–0     | 2014 | [ 476 ] |
| 3    | Грациан Сепі  | 17 років, 3 місяців і 15 днів | Туреччина   | 4–2     | 1928 | [ 476 ] |
| 4    | Іліє Балач    | 17 років, 6 місяців і 10 днів | Франція     | 0–1     | 1974 | [ 476 ] |
| 5    | Ніколае Ковач | 17 років, 8 місяців і 17 днів | Болгарія    | 3–2     | 1929 | [ 476 ] |

### Найбільше матчів у статусі капітана
Станом на 6 жовтня 2024 року
| # | Футболіст          | Роки виступів | Ігор як капітан | Ігор загалом | Дебют як капітана |
| - | ------------------ | ------------- | --------------- | ------------ | ----------------- |
| 1 | Георге Хаджі       | 1983–2000     | 65              | 124          | 16 жовтня 1985    |
| 2 | Крістіан Ківу      | 1999–2011     | 50              | 75           | 28 березня 2001   |
| 3 | Влад Кірікеш       | 2011–         | 44              | 75           | 14 серпня 2013    |
| 4 | Костіке Штефенеску | 1977–1985     | 43              | 64           | 13 травня 1979    |
| 5 | Корнел Діну        | 1968–1981     | 38              | 67           | 9 лютого 1969     |
| 6 | Георге Попеску     | 1988–2003     | 34              | 114          | 20 квітня 1994    |
| 7 | Резван Рац         | 2002–2016     | 28              | 113          | 16 листопада 2005 |
| 8 | Ласло Белені       | 1975–1988     | 23              | 102          | 29 січня 1983     |
| 9 | Емеріх Фогль       | 1924–1934     | 22              | 29           | 7 травня 1926     |
| 9 | Мірча Луческу      | 1966–1979     | 22              | 64           | 15 січня 1969     |
| 9 | Ніколає Станчу     | 2016–         | 22              | 76           | 5 вересня 2021    |

## Тренери

### Поточний штаб

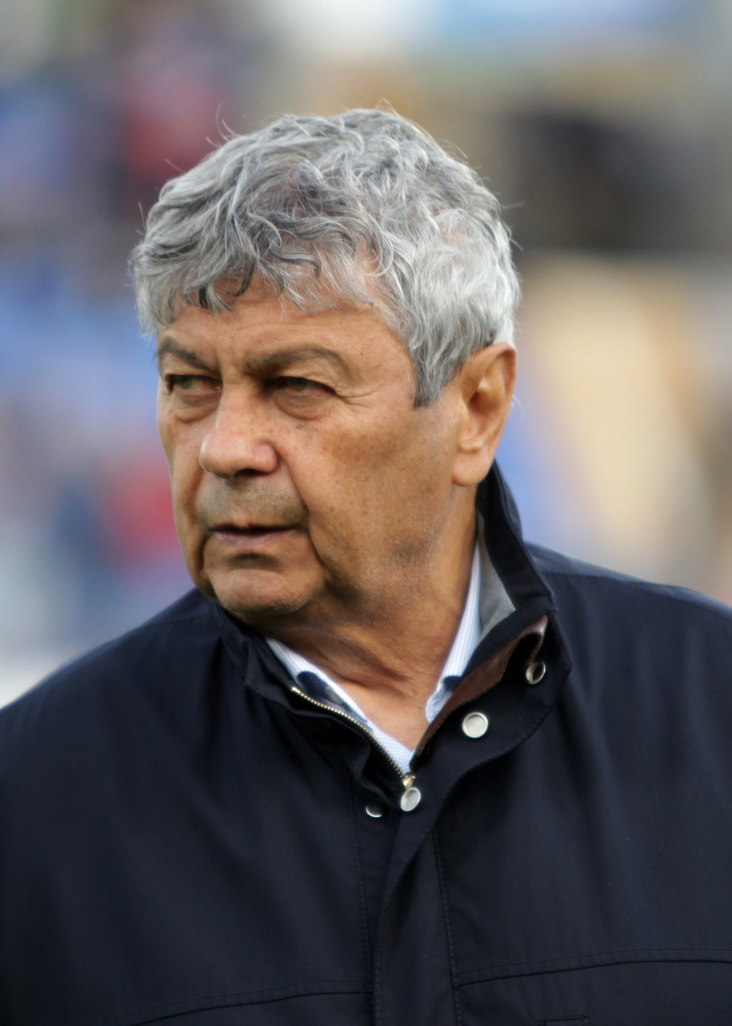
Мірча Луческу, нинішній головний тренер команди.

Станом на 5 жовтня 2024

### Список тренерів

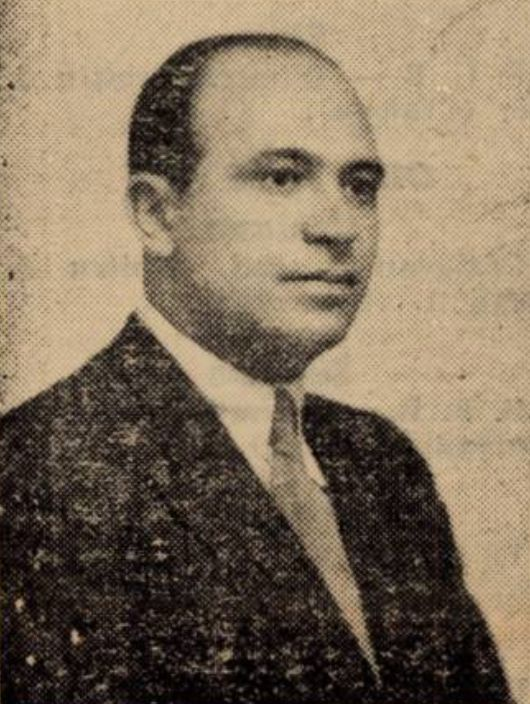
Константин Редулеску (1923, 1928–1934, 1935–1938)
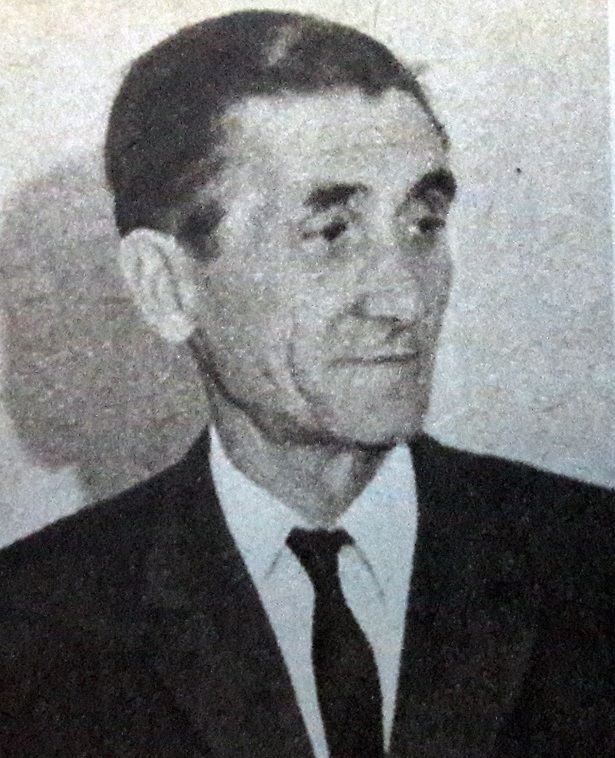
Емеріх Фогль (1943, 1947, 1948, 1949, 1950–1952)
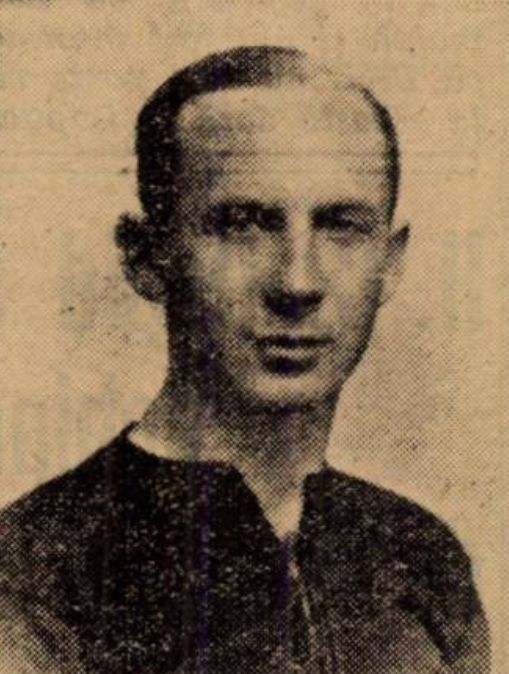
Коломан Браун-Богдан (1945)
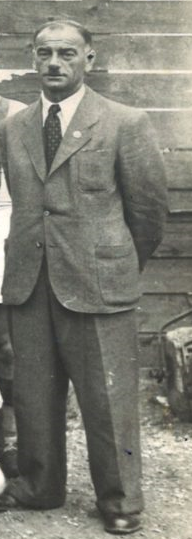
Франциск Ронай (1947)
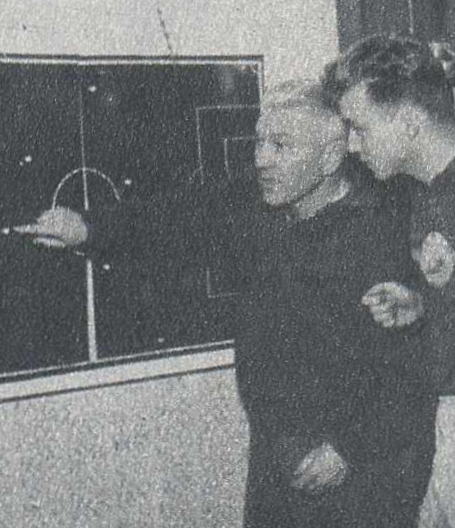
Петре Штайнбах (1948)
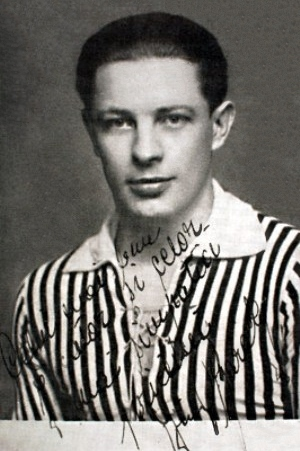
Юліу Бараткі (1948)
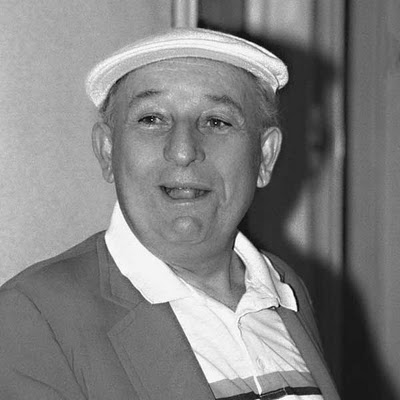
Константін Тяшке (1962, 1967)
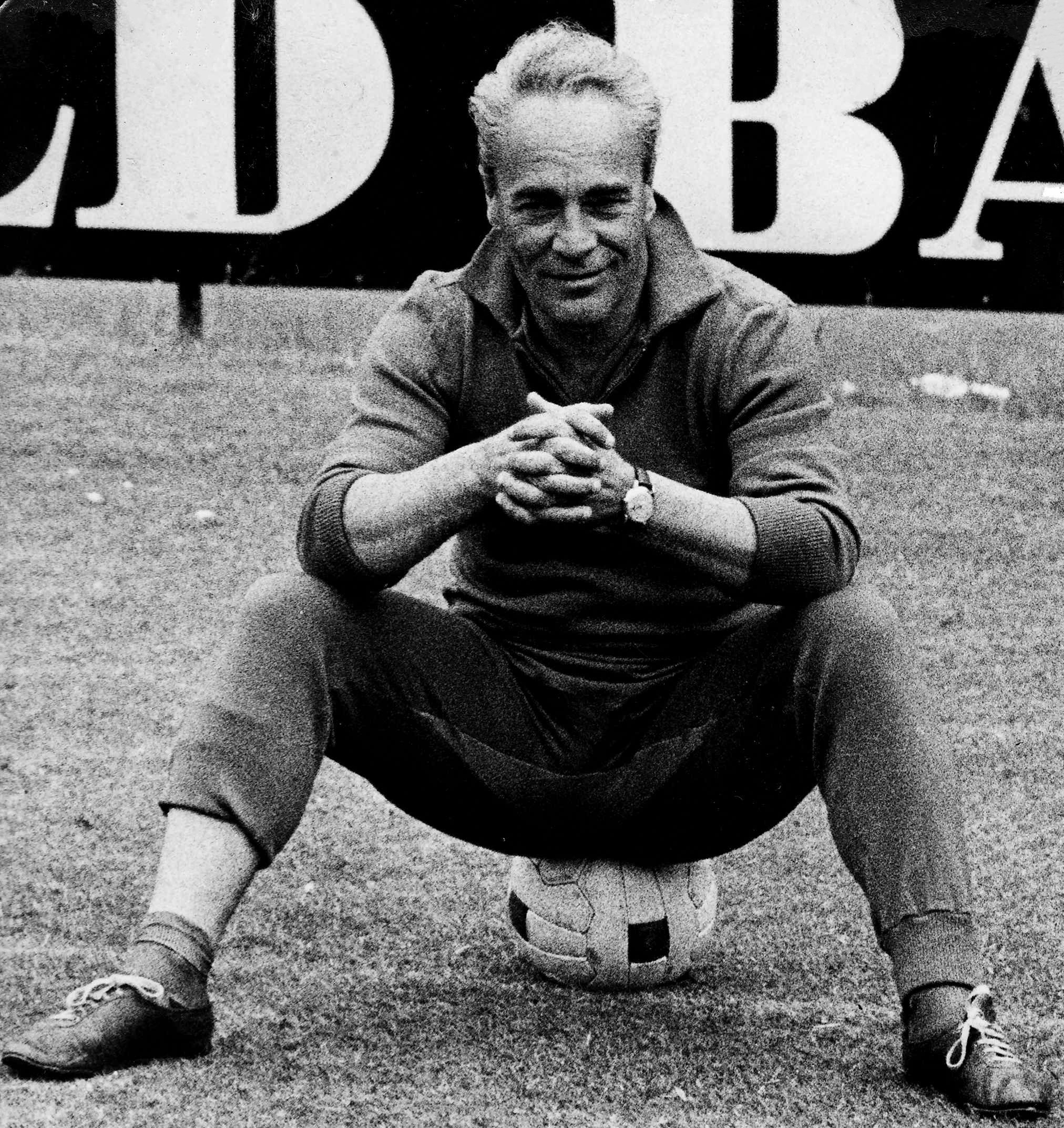
Сільвіу Плоештяну (1962–1964)
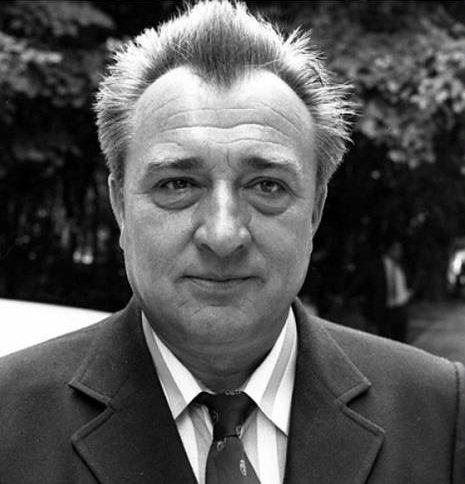
Валентін Стенеску (1964, 1971, 1973–1975, 1980–1981)
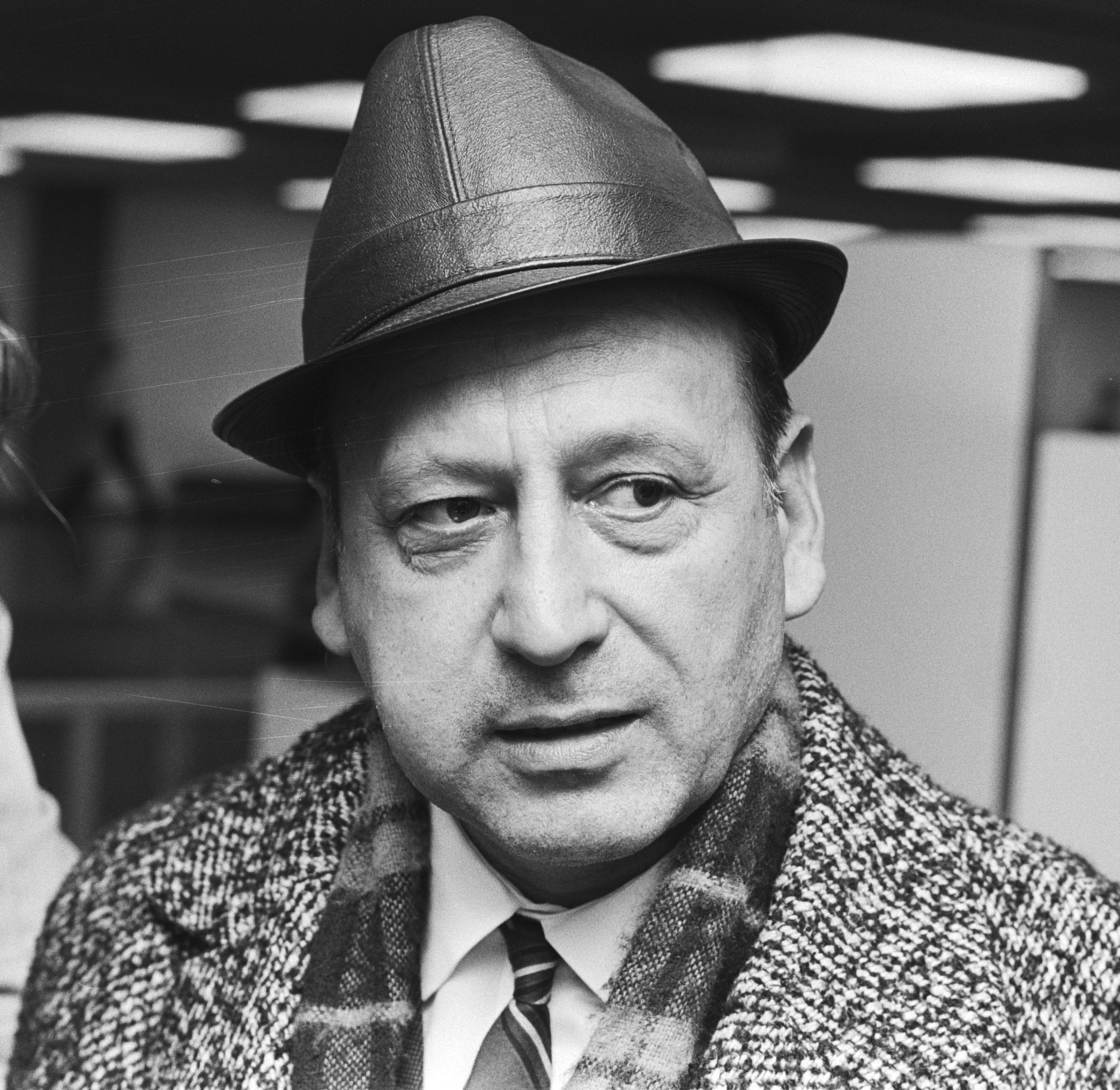
Анджело Нікулеску (1967–1972)
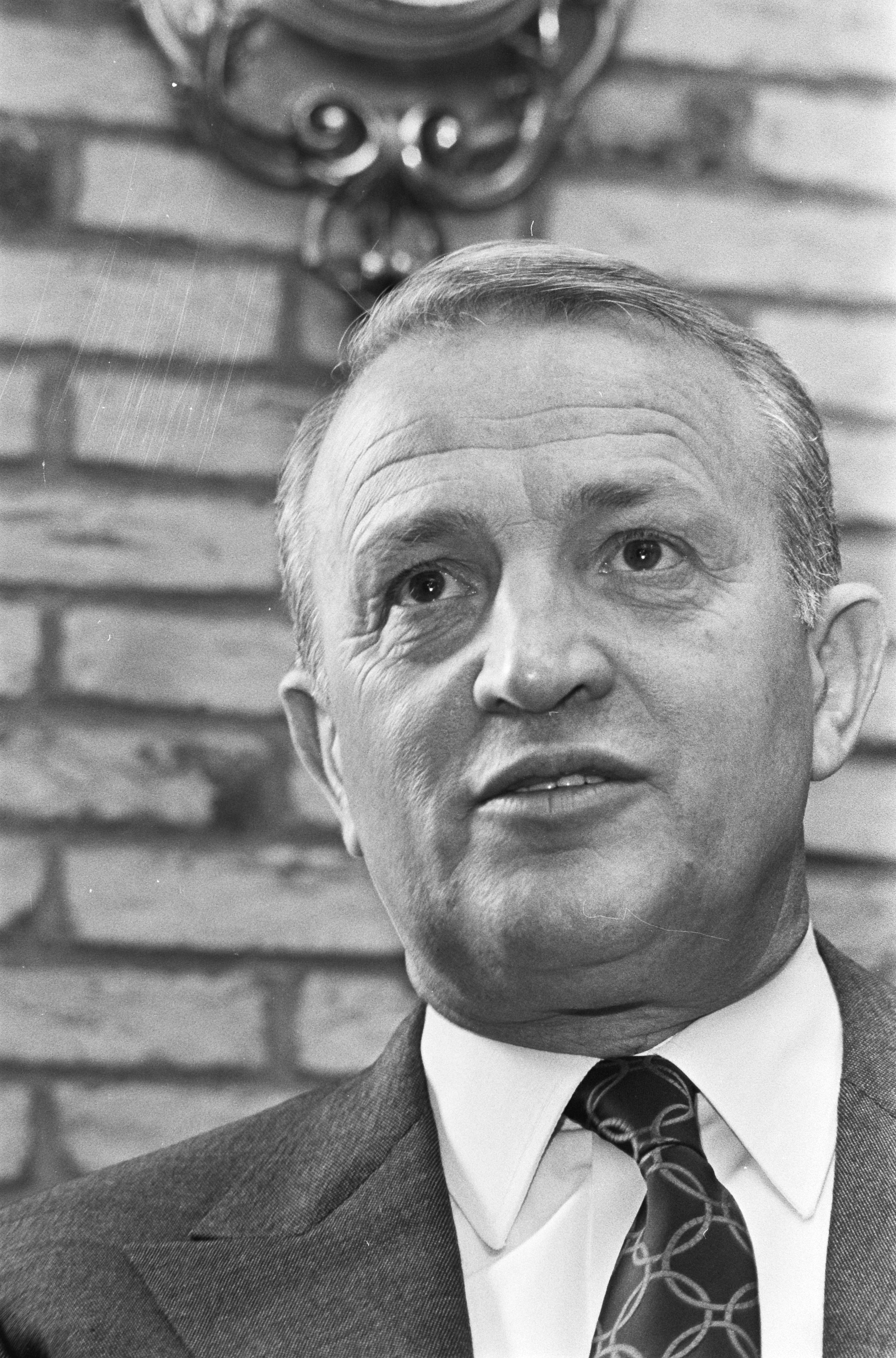
Штефан Ковач (1976–1979, 1980)
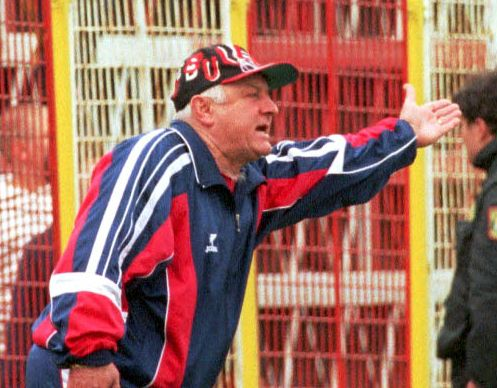
Флорін Галаджан (1979)
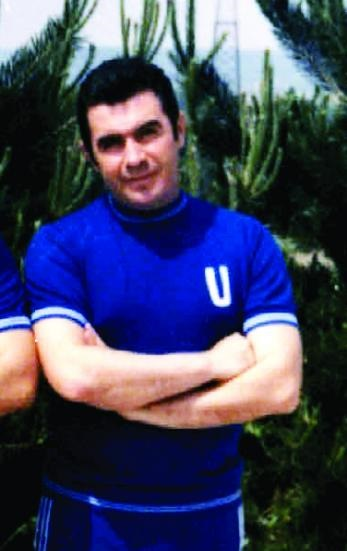
Константін Чернеяну (1979–1980)
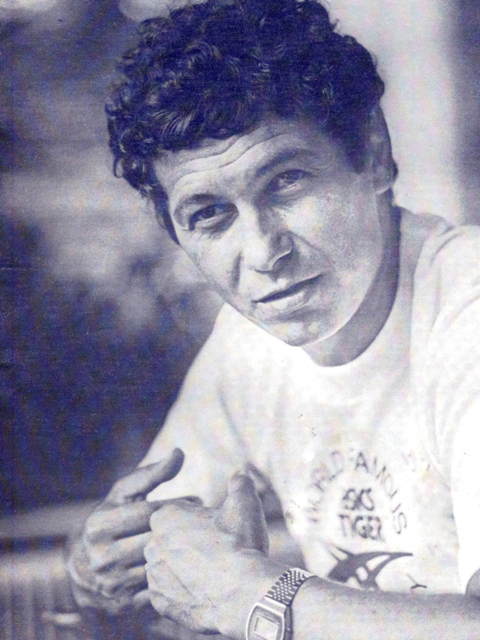
Мірча Луческу (1981–1986, 2024–)
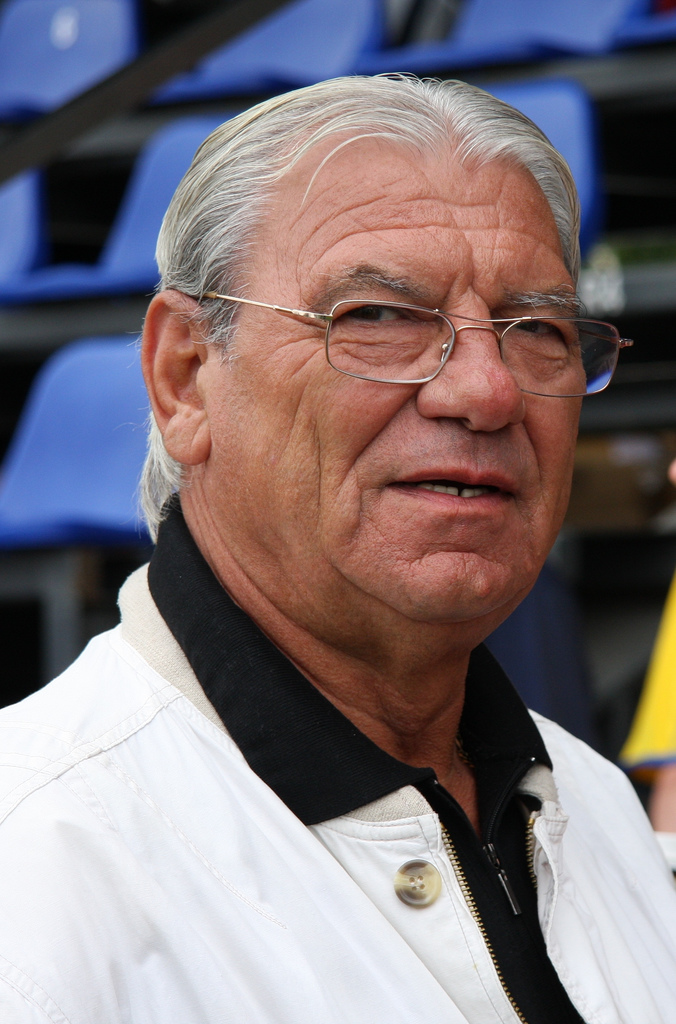
Емерік Єней (1986–1990, 2000)
Георге Константін (1990)
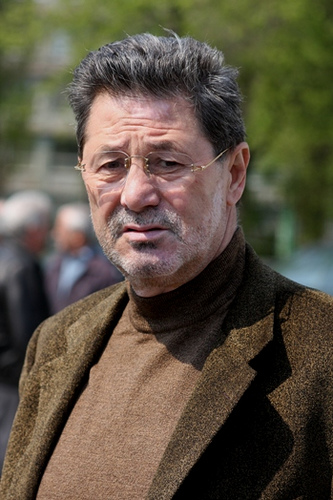
Корнел Діну (1992–1993)
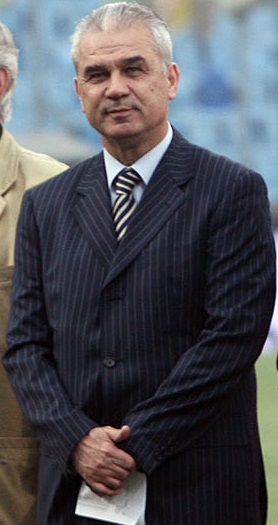
Ангел Йорденеску (1993–98, 2002–04, 2014–2016)
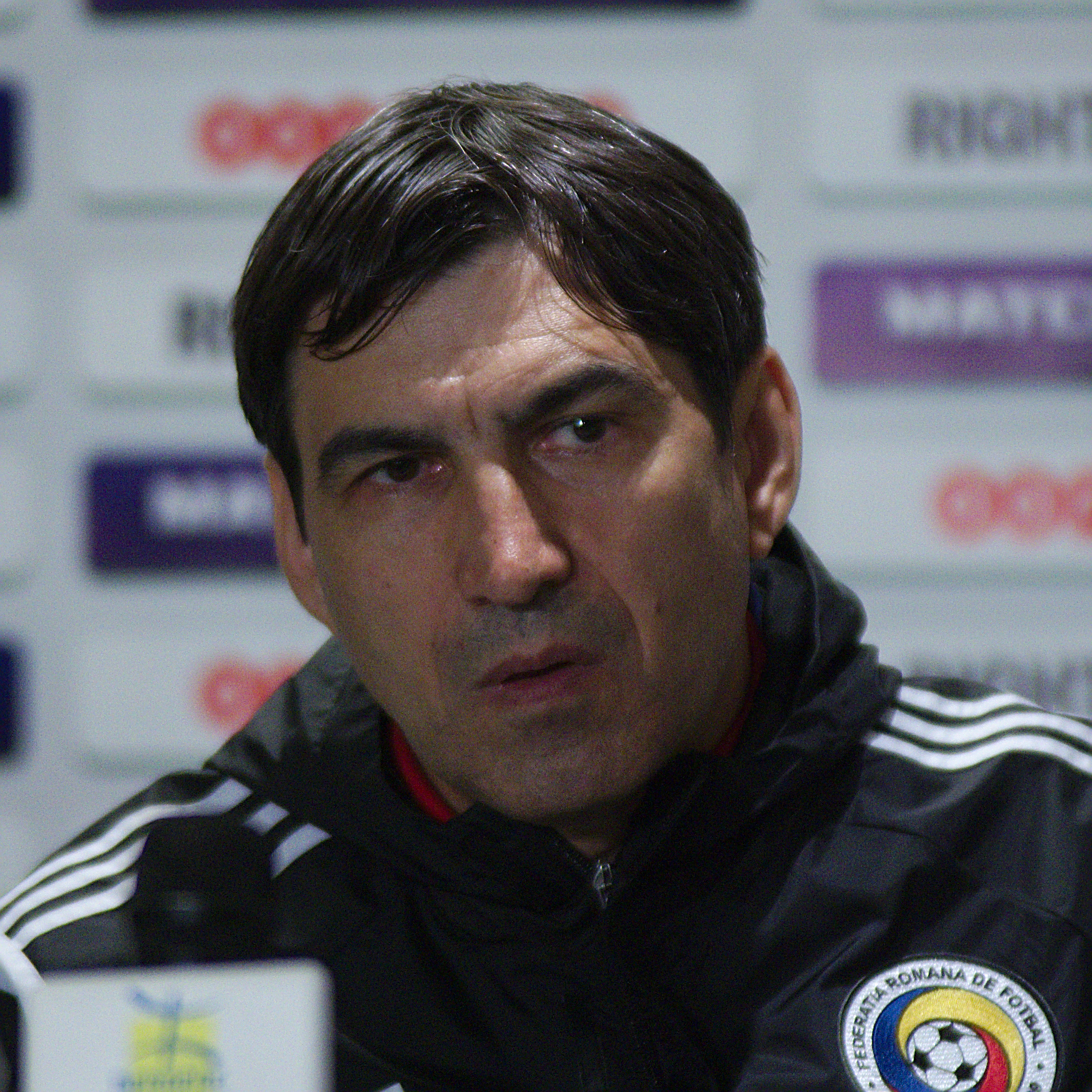
Віктор Піцурке (1998–99, 2004–09, 2011–14)
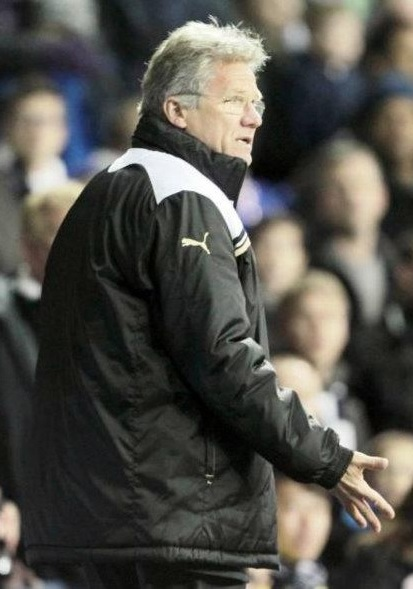
Ласло Белені (2000–2001)
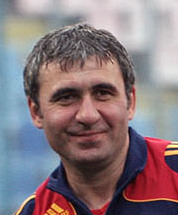
Георге Хаджі (2001)
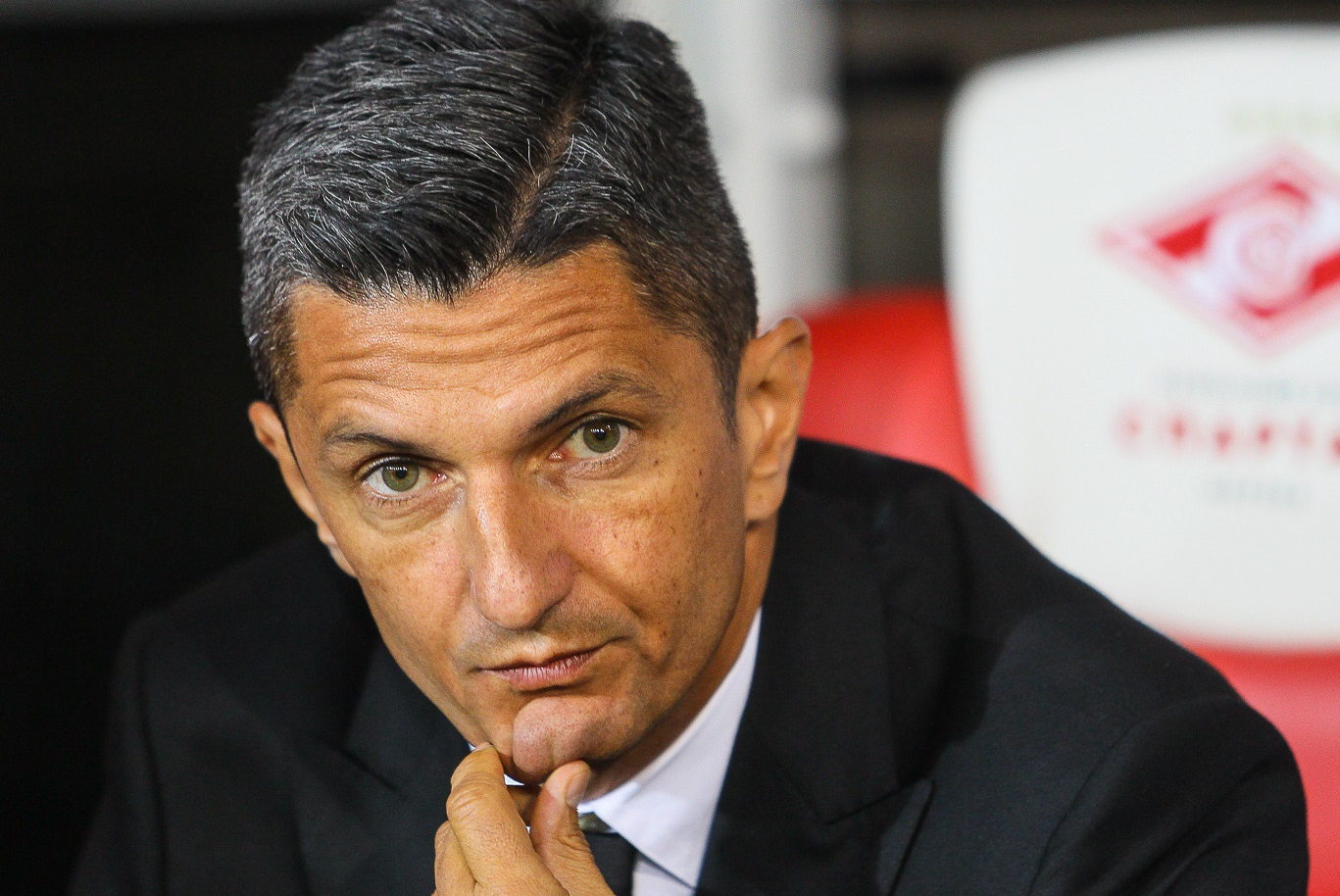
Разван Луческу (2009–2011)
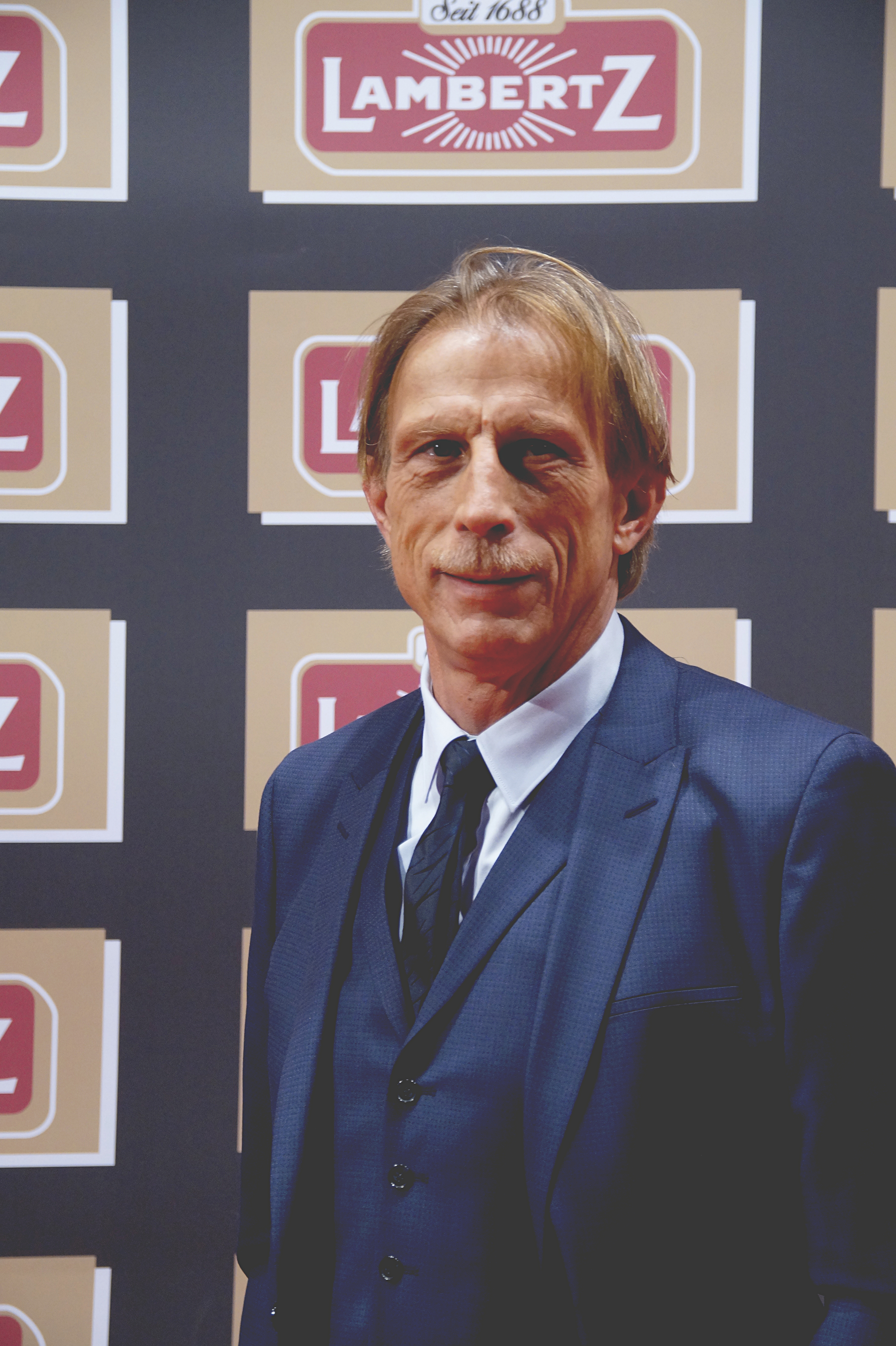
Крістоф Даум (2016–2017)
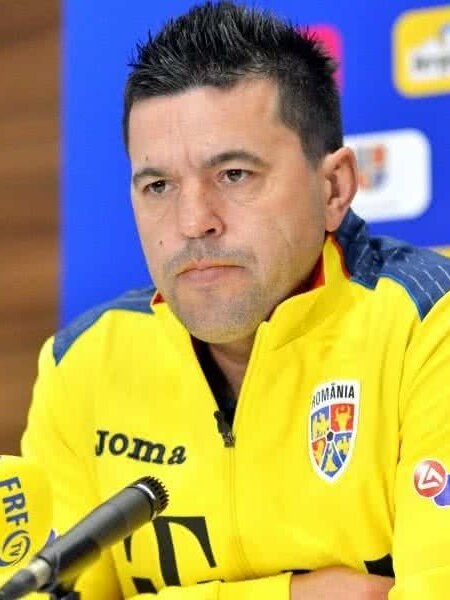
Космін Контра (2017–2019)
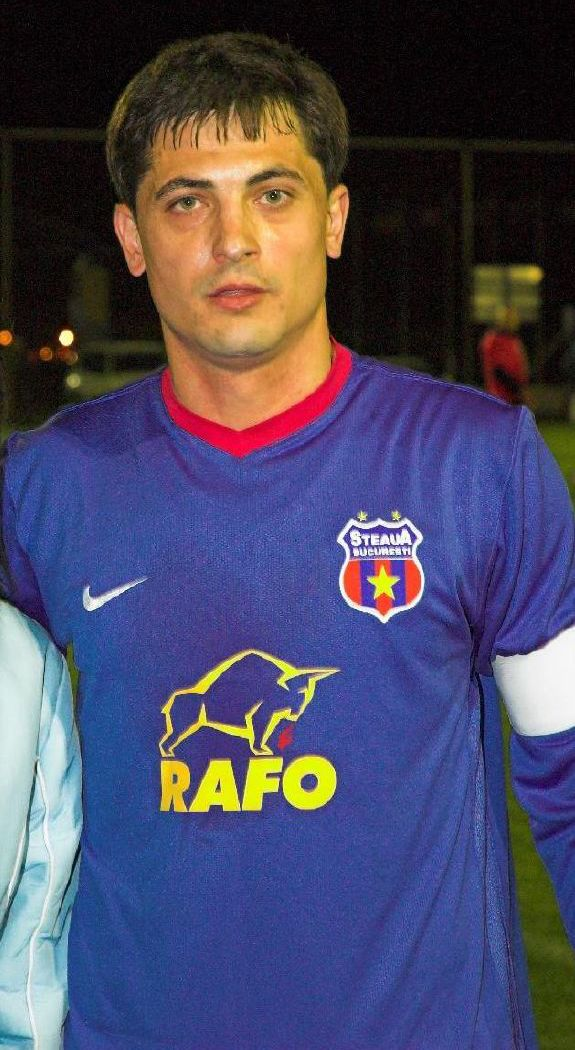
Мірел Редой (2019–2021)
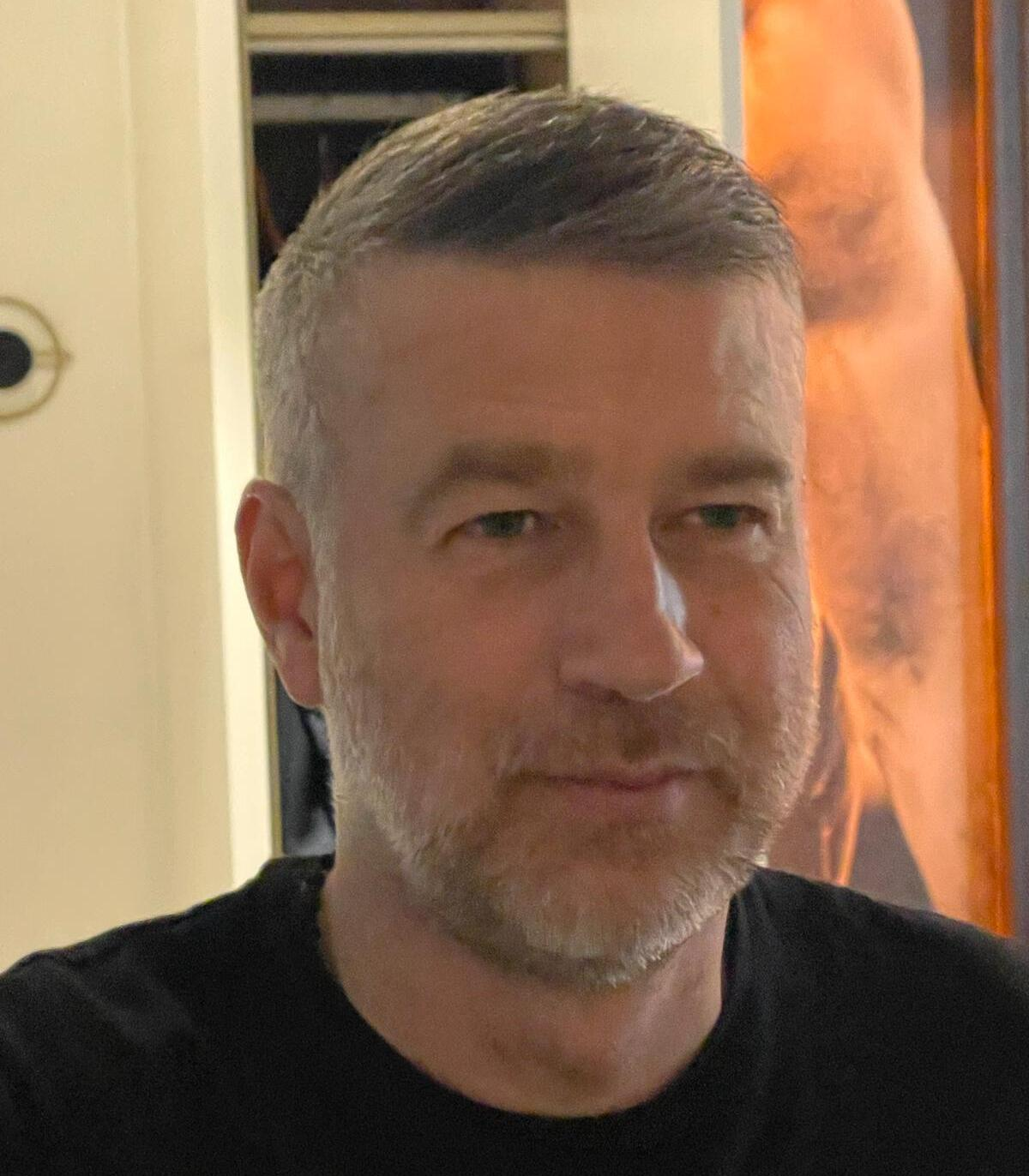
Едвард Йорденєску (2022–2024)

Станом на 5 грудня 2024
| Тренер               | Дата початку      | Дата кінця        | І  | В  | Н  | П  |
| -------------------- | ----------------- | ----------------- | -- | -- | -- | -- |
| Теофіл Морару        | 8 червня 1922     | 2 вересня 1923    | 5  | 0  | 2  | 3  |
| Константин Редулеску | 26 жовтня 1923    | 26 жовтня 1923    | 1  | 0  | 1  | 0  |
| Адріан Сучу          | 20 травня 1924    | 27 травня 1924    | 2  | 0  | 0  | 2  |
| Теофіл Морару        | 31 серпня 1924    | 15 квітня 1928    | 9  | 5  | 1  | 3  |
| Константин Редулеску | 6 травня 1928     | 27 травня 1934    | 32 | 20 | 3  | 9  |
| Лівіу Юга            | 6 травня 1928     | 6 травня 1928     | 1  | 0  | 0  | 1  |
| Александру Севулеску | 14 жовтня 1934    | 1 січня 1935      | 4  | 1  | 2  | 1  |
| Константин Редулеску | 17 червня 1935    | 4 грудня 1938     | 24 | 7  | 6  | 11 |
| Віргіл Економу       | 7 травня 1939     | 14 липня 1940     | 9  | 2  | 2  | 5  |
| Лівіу Юга            | 22 вересня 1940   | 22 вересня 1940   | 1  | 1  | 0  | 0  |
| Віргіл Економу       | 1 червня 1941     | 12 жовтня 1941    | 2  | 1  | 0  | 1  |
| Йон Лепушняну        | 16 серпня 1942    | 11 жовтня 1942    | 3  | 0  | 1  | 2  |
| Емеріх Фогль         | 13 червня 1943    | 13 червня 1943    | 1  | 0  | 1  | 0  |
| Коломан Браун-Богдан | 30 вересня 1945   | 30 вересня 1945   | 1  | 0  | 0  | 1  |
| Віргіл Економу       | 8 жовтня 1946     | 11 жовтня 1946    | 2  | 1  | 1  | 0  |
| Коля Вилков          | 25 травня 1947    | 19 липня 1947     | 4  | 3  | 0  | 1  |
| Франциск Ронай       | 21 вересня 1947   | 26 жовтня 1947    | 3  | 0  | 1  | 2  |
| Коля Вилков          | 2 травня 1948     | 2 травня 1948     | 1  | 1  | 0  | 0  |
| Петре Штайнбах       | 6 червня 1948     | 6 червня 1948     | 1  | 0  | 0  | 1  |
| Юліу Бараткі         | 20 червня 1948    | 24 жовтня 1948    | 4  | 2  | 1  | 1  |
| Коля Вилков          | 8 травня 1949     | 22 травня 1949    | 2  | 1  | 0  | 1  |
| Коломан Браун-Богдан | 23 жовтня 1949    | 23 жовтня 1949    | 1  | 0  | 1  | 0  |
| Емеріх Фогль         | 23 жовтня 1949    | 23 жовтня 1949    | 1  | 0  | 1  | 0  |
| Коля Вилков          | 29 листопада 1949 | 29 листопада 1949 | 1  | 1  | 0  | 0  |
| Георге Албу          | 14 травня 1950    | 14 травня 1950    | 1  | 0  | 1  | 0  |
| Емеріх Фогль         | 21 травня 1950    | 11 травня 1952    | 4  | 2  | 2  | 0  |
| Георге Попеску       | 25 травня 1952    | 11 жовтня 1953    | 6  | 4  | 0  | 2  |
| Штефан Добаї         | 25 жовтня 1953    | 19 вересня 1954   | 3  | 1  | 0  | 2  |
| Георге Попеску       | 29 травня 1955    | 14 вересня 1958   | 17 | 6  | 4  | 7  |
| Августін Ботеску     | 26 жовтня 1958    | 29 травня 1960    | 10 | 3  | 1  | 6  |
| Георге Попеску       | 14 травня 1961    | 8 жовтня 1961     | 2  | 2  | 0  | 0  |
| Константін Тяшке     | 30 вересня 1962   | 1 листопада 1962  | 3  | 1  | 0  | 2  |
| Георге Попеску       | 25 листопада 1962 | 25 листопада 1962 | 1  | 1  | 0  | 0  |
| Сільвіу Плоештяну    | 23 грудня 1962    | 31 травня 1964    | 12 | 7  | 3  | 2  |
| Валентін Стенеску    | 17 червня 1964    | 17 червня 1964    | 1  | 1  | 0  | 0  |
| Сільвіу Плоештяну    | 11 жовтня 1964    | 22 жовтня 1964    | 6  | 4  | 1  | 1  |
| Іліє Оане            | 2 травня 1965     | 7 грудня 1966     | 15 | 8  | 0  | 7  |
| Базіл Маріан         | 4 січня 1967      | 4 січня 1967      | 1  | 0  | 1  | 0  |
| Іліє Оане            | 8 березня 1967    | 24 травня 1967    | 4  | 3  | 0  | 1  |
| Анджело Нікулеску    | 25 червня 1967    | 25 червня 1967    | 1  | 0  | 0  | 1  |
| Константін Тяшке     | 29 жовтня 1967    | 29 жовтня 1967    | 1  | 0  | 1  | 0  |
| Анджело Нікулеску    | 18 листопада 1967 | 2 грудня 1970     | 26 | 7  | 11 | 8  |
| Валентін Стенеску    | 18 квітня 1974    | 18 квітня 1974    | 1  | 0  | 0  | 1  |
| Анджело Нікулеску    | 21 квітня 1974    | 16 травня 1971    | 2  | 1  | 0  | 1  |
| Валентін Стенеску    | 26 травня 1971    | 26 травня 1971    | 1  | 1  | 0  | 0  |
| Анджело Нікулеску    | 22 вересня 1971   | 22 вересня 1971   | 1  | 1  | 0  | 0  |
| Валентін Стенеску    | 10 жовтня 1971    | 10 жовтня 1971    | 1  | 0  | 0  | 1  |
| Анджело Нікулеску    | 14 листопада 1971 | 24 листопада 1971 | 2  | 2  | 0  | 0  |
| Георге Ола           | 30 січня 1972     | 30 січня 1972     | 1  | 1  | 0  | 0  |
| Анджело Нікулеску    | 8 квітня 1972     | 8 квітня 1972     | 1  | 1  | 0  | 0  |
| Георге Ола           | 23 квітня 1972    | 23 квітня 1972    | 1  | 0  | 1  | 0  |
| Анджело Нікулеску    | 29 квітня 1972    | 17 травня 1972    | 3  | 0  | 2  | 1  |
| Георге Ола           | 21 травня 1972    | 21 травня 1972    | 1  | 0  | 0  | 1  |
| Анджело Нікулеску    | 17 червня 1972    | 29 жовтня 1972    | 4  | 1  | 3  | 0  |
| Валентін Стенеску    | 18 квітня 1973    | 3 грудня 1975     | 26 | 9  | 11 | 6  |
| Корнел Дрегушин      | 17 грудня 1975    | 17 грудня 1975    | 1  | 0  | 1  | 0  |
| Штефан Ковач         | 24 березня 1976   | 4 квітня 1979     | 30 | 13 | 7  | 10 |
| Флорін Галаджан      | 13 травня 1979    | 13 травня 1979    | 1  | 0  | 1  | 0  |
| Штефан Ковач         | 1 червня 1979     | 29 серпня 1979    | 2  | 0  | 0  | 2  |
| Константін Чернеяну  | 14 жовтня 1979    | 18 листопада 1979 | 3  | 1  | 0  | 2  |
| Штефан Ковач         | 11 січня 1980     | 11 січня 1980     | 1  | 0  | 1  | 0  |
| Константін Чернеяну  | 26 лютого 1980    | 2 квітня 1980     | 3  | 0  | 1  | 2  |
| Штефан Ковач         | 18 травня 1980    | 27 серпня 1980    | 3  | 1  | 0  | 2  |
| Валентін Стенеску    | 10 вересня 1980   | 10 жовтня 1981    | 12 | 4  | 3  | 5  |
| Мірча Луческу        | 11 листопада 1980 | 10 вересня 1986   | 59 | 25 | 19 | 15 |
| Емерік Єней          | 8 жовтня 1986     | 25 червня 1990    | 38 | 18 | 12 | 8  |
| Георге Константін    | 29 серпня 1990    | 17 жовтня 1990    | 4  | 2  | 0  | 2  |
| Мірча Редулеску      | 5 грудня 1990     | 12 лютого 1992    | 12 | 5  | 3  | 4  |
| Корнел Діну          | 8 квітня 1992     | 2 червня 1993     | 13 | 7  | 2  | 4  |
| Ангел Йорденеску     | 8 вересня 1993    | 30 червня 1998    | 57 | 34 | 12 | 11 |
| Віктор Піцурке       | 19 серпня 1998    | 9 жовтня 1999     | 16 | 9  | 6  | 1  |
| Емерік Єней          | 2 лютого 2000     | 24 червня 2000    | 11 | 4  | 2  | 5  |
| Ласло Белені         | 16 серпня 2000    | 6 червня 2001     | 13 | 8  | 2  | 3  |
| Гаврил Балінт        | 15 серпня 2001    | 15 серпня 2001    | 1  | 0  | 1  | 0  |
| Георге Хаджі         | 5 вересня 2001    | 14 листопада 2001 | 4  | 1  | 2  | 1  |
| Ангел Йорденеску     | 13 лютого 2002    | 17 листопада 2004 | 27 | 15 | 3  | 9  |
| Віктор Піцурке       | 9 лютого 2005     | 1 квітня 2009     | 46 | 28 | 7  | 11 |
| Разван Луческу       | 6 червня 2009     | 3 червня 2011     | 21 | 7  | 7  | 7  |
| Штефан Йован         | 12 червня 2011    | 12 червня 2011    | 1  | 0  | 0  | 1  |
| Віктор Піцурке       | 10 серпня 2011    | 14 жовтня 2014    | 34 | 17 | 10 | 7  |
| Ангел Йорденеску     | 14 листопада 2014 | 19 червня 2016    | 17 | 6  | 9  | 2  |
| Крістоф Даум         | 6 липня 2016      | 14 вересня 2017   | 10 | 3  | 3  | 4  |
| Космін Контра        | 22 вересня 2017   | 18 листопада 2019 | 24 | 13 | 6  | 5  |
| Мірел Редой          | 26 листопада 2019 | 30 листопада 2021 | 20 | 8  | 4  | 8  |
| Едвард Йорденєску    | 26 січня 2022     | 22 липня 2024     | 28 | 10 | 10 | 8  |
| Мірча Луческу        | 6 серпня 2024     |                   | 6  | 6  | 0  | 0  |

- Константин Редулеску
(1923, 1928–1934, 1935–1938)
- Емеріх Фогль
(1943, 1947, 1948, 1949, 1950–1952)
- Коломан Браун-Богдан
(1945)
- Франциск Ронай
(1947)
- Петре Штайнбах
(1948)
- Юліу Бараткі
(1948)
- Константін Тяшке
(1962, 1967)
- Сільвіу Плоештяну
(1962–1964)
- Валентін Стенеску
(1964, 1971, 1973–1975, 1980–1981)
- Анджело Нікулеску
(1967–1972)
- Штефан Ковач
(1976–1979, 1980)
- Флорін Галаджан
(1979)
- Константін Чернеяну
(1979–1980)
- Мірча Луческу
(1981–1986, 2024–)
- Емерік Єней
(1986–1990, 2000)
- Георге Константін
(1990)
- Корнел Діну
(1992–1993)
- Ангел Йорденеску
(1993–98, 2002–04, 2014–2016)
- Віктор Піцурке
(1998–99, 2004–09, 2011–14)
- Ласло Белені
(2000–2001)
- Георге Хаджі
(2001)
- Разван Луческу
(2009–2011)
- Крістоф Даум
(2016–2017)
- Космін Контра
(2017–2019)
- Мірел Редой
(2019–2021)
- Едвард Йорденєску
(2022–2024)

### За кількістю матчів

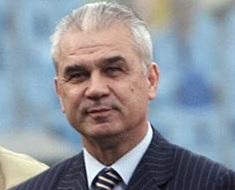
Ангел Йорденеску, рекордсмен збірної за кількістю проведених матчів у статусі тренера — 101 і єдиний хто подолав позначку у 100 матчів.

Станом на 6 грудня 2024
| Місце | Тренер               | Матчі |
| ----- | -------------------- | ----- |
| 1     | Ангел Йорденеску     | 101   |
| 2     | Віктор Піцурке       | 95    |
| 3     | Мірча Луческу        | 64    |
| 4     | Емерік Єней          | 51    |
| 5     | Константин Редулеску | 49    |
| 6     | Анджело Нікулеску    | 38    |
| 7     | Валентін Стенеску    | 36    |
| 8     | Штефан Ковач         | 34    |
| 9     | Георге Попеску       | 28    |
| 9     | Едвард Йорденеску    | 28    |

## Статистика

### Рейтинг ФІФА
У таблиці вказано позицію збірної у рейтингу ФІФА за місяцями.
| Рік  | Січень     | Лютий        | Березень     | Квітень      | Травень      | Червень      | Липень       | Серпень      | Вересень     | Жовтень      | Листопад     | Грудень      |
| ---- | ---------- | ------------ | ------------ | ------------ | ------------ | ------------ | ------------ | ------------ | ------------ | ------------ | ------------ | ------------ |
| 1992 | --         | --           | --           | --           | --           | --           | --           | --           | --           | --           | --           | 11 (51)      |
| 1993 | 11 (51)    | 11 (51)      | 11 (51)      | 11 (51)      | 11 (51)      | 11 (51)      | 11 (51)      | 21 (47)      | 20 (48)      | 15 (52)      | 12 (55)      | 13 (52)      |
| 1994 | 13 (52)    | 18 (50)      | 10 (54)      | 11 (53)      | 10 (54)      | 7 (55)       | 7 (58)       | 7 (58)       | 7 (58)       | 8 (57)       | 11 (57)      | 11 (57)      |
| 1995 | 11 (57)    | 12 (56)      | 12 (56)      | 10 (57)      | 11 (57)      | 11 (57)      | 13 (53)      | 14 (53)      | 7 (58)       | 15 (54)      | 12 (55)      | 11 (55)      |
| 1996 | 11 (55)    | 11 (54)      | 11 (54)      | 18 (51)      | 16 (52)      | 16 (52)      | 23 (51)      | 18 (52)      | 15 (53)      | 14 (55)      | 20 (53)      | 16 (56)      |
| 1997 | 16 (56)    | 15 (55)      | 15 (55)      | 9 (59)       | 9 (59)       | 6 (60)       | 4 (61)       | 12 (58)      | 3 (63)       | 5 (62)       | 5 (62)       | 7 (60)       |
| 1998 | 7 (60)     | 11 (59)      | 15 (58)      | 22 (56)      | 22 (55)      | 22 (55)      | 13 (60)      | 13 (60)      | 13 (59)      | 12 (60)      | 12 (60)      | 12 (60)      |
| 1999 | 10 (698)   | 10 (698)     | 10 (697)     | 11 (700)     | 10 (701)     | 9 (704)      | 9 (694)      | 10 (694)     | 11 (709)     | 9 (713)      | 9 (714)      | 8 (715)      |
| 2000 | 8 (715)    | 8 (713)      | 8 (712)      | 9 (704)      | 10 (701)     | 11 (692)     | 12 (701)     | 12 (695)     | 12 (698)     | 13 (691)     | 13 (685)     | 13 (683)     |
| 2001 | 13 (683)   | 13 (681)     | 13 (680)     | 12 (688)     | 12 (683)     | 12 (696)     | 11 (689)     | 14 (687)     | 15 (695)     | 15 (694)     | 15 (687)     | 15 (688)     |
| 2002 | 15 (686)   | 16 (684)     | 17 (678)     | 16 (673)     | 14 (657)     | 14 (657)     | 25 (657)     | 27 (645)     | 26 (651)     | 21 (665)     | 21 (662)     | 24 (649)     |
| 2003 | 26 (648)   | 23 (649)     | 24 (650)     | 29 (635)     | 27 (631)     | 21 (652)     | 21 (648)     | 19 (664)     | 20 (663)     | 21 (657)     | 24 (652)     | 27 (653)     |
| 2004 | 27 (652)   | 28 (650)     | 31 (649)     | 28 (655)     | 23 (658)     | 31 (645)     | 32 (638)     | 35 (636)     | 32 (644)     | 26 (664)     | 28 (662)     | 29 (664)     |
| 2005 | 28 (664)   | 28 (662)     | 29 (656)     | 30 (654)     | 32 (647)     | 32 (654)     | 31 (651)     | 31 (649)     | 32 (660)     | 28 (681)     | 27 (686)     | 27 (686)     |
| 2006 | 27 (686)   | 30 (685)     | 26 (691)     | 25 (687)     | 25 (685)     | 25 (685)     | 26 (834)     | 26 (834)     | 25 (817)     | 23 (870)     | 19 (912)     | 19 (912)     |
| 2007 | 20 (912)   | 15 (912)     | 14 (919)     | 14 (929)     | 15 (930)     | 12 (1.068)   | 13 (1.068)   | 13 (1.090)   | 12 (1.037)   | 12 (1.086)   | 13 (1.088)   | 13 (1.088)   |
| 2008 | 13 (1.088) | 13 (1.060)   | 13 (1.060)   | 12 (1.085)   | 12 (1.082)   | 12 (1.069)   | 12 (1.021)   | 11 (1.021)   | 13 (1.007)   | 18 (927)     | 19 (892)     | 21 (858)     |
| 2009 | 21 (858)   | 17 (880)     | 20 (849)     | 28 (792)     | 28 (792)     | 28 (790)     | 26 (814)     | 27 (814)     | 26 (827)     | 36 (752)     | 32 (763)     | 36 (745)     |
| 2010 | 36 (745)   | 38 (745)     | 32 (798)     | 28 (843)     | 28 (853)     | 28 (853)     | 42 (697)     | 42 (697)     | 46 (631)     | 50 (568)     | 52 (538)     | 56 (531)     |
| 2011 | 56 (531)   | 57 (531)     | 52 (549)     | 41 (607)     | 42 (607)     | 53 (571)     | 53 (571)     | 54 (558)     | 49 (584)     | 55 (575)     | 56 (562)     | 56 (562)     |
| 2012 | 55 (562)   | 52 (583)     | 53 (573)     | 45 (603)     | 45 (603)     | 52 (572)     | 52 (580)     | 51 (580)     | 57 (542)     | 46 (619)     | 37 (669)     | 33 (700)     |
| 2013 | 33 (700)   | 31 (744)     | 31 (768)     | 34 (746)     | 34 (746)     | 34 (750)     | 33 (732)     | 33 (732)     | 31 (739)     | 29 (767)     | 32 (734)     | 32 (734)     |
| 2014 | 33 (734)   | 33 (746)     | 32 (740)     | 31 (756)     | 32 (756)     | 29 (761)     | 28 (733)     | 27 (740)     | 26 (837)     | 21 (876)     | 15 (1014)    | 15 (1014)    |
| 2015 | 15 (1014)  | 16 (1022)    | 14 (1081)    | 12 (1086)    | 12 (1086)    | 12 (1115)    | 8 (1166)     | 7 (1166)     | 7 (1176)     | 13 (1042)    | 14 (1039)    | 16 (980)     |
| 2016 | 16 (980)   | 16 (987)     | 16 (990)     | 19 (922)     | 19 (920)     | 22 (878)     | 24 (856)     | 25 (856)     | 32 (773)     | 34 (746)     | 39 (690)     | 39 (690)     |
| 2017 | 38 (690)   | 40 (688)     | 39 (703)     | 47 (676)     | 47 (676)     | 46 (686)     | 42 (713)     | 42 (713)     | 41 (714)     | 45 (705)     | 41 (737)     | 41 (737)     |
| 2018 | 40 (737)   | 36 (737)     | 36 (749)     | 32 (737)     | 32 (737)     | 30 (782)     | --           | 28 (1490)    | 27 (1489)    | 26 (1491)    | 24 (1501)    | 24 (1501)    |
| 2019 | --         | 26 (1501)    | --           | 25 (1496)    | --           | 27 (1497)    | 28 (1497)    | --           | 31 (1490)    | 29 (1495)    | 37 (1475)    | 37 (1475)    |
| 2020 | --         | 37 (1475)    | --           | 37 (1475)    | --           | 37 (1475)    | 37 (1475)    | --           | 34 (1483)    | 44 (1455)    | 37 (1466)    | 37 (1466)    |
| 2021 | --         | 37 (1466)    | --           | 42 (1449,23) | 42 (1449,23) | --           | --           | 45 (1439,70) | 42 (1451,80) | 41 (1451,76) | 44 (1453,18) | 44 (1453,18) |
| 2022 | --         | 47 (1453,18) | 48 (1446,54) | --           | --           | 54 (1427,84) | --           | 54 (1427,84) | --           | 53 (1434,68) | --           | 52 (1432,64) |
| 2023 | --         | --           | --           | 46 (1444,58) | --           | 47 (1443,98) | 48 (1443,98) | --           | 47 (1448,03) | 48 (1446,52) | 43 (1472,73) | 43 (1472,73) |
| 2024 | --         | 45 (1472,73) | --           | 46 (1468,17) | --           | 47 (1462,35) | 45 (1474,70) | --           | 45 (1481,40) | 43 (1487,22) | 38 (1494,20) |              |

### Виступи за роками
| Рік  | Ігри                                           | Ігри                                           | Ігри                                           | Ігри                                           | Голи                                           | Голи                                           | Голи                                           | Очки                                           |
| Рік  | І                                              | В                                              | Н                                              | П                                              | Г+                                             | Г-                                             | РГ                                             | Очки                                           |
| ---- | ---------------------------------------------- | ---------------------------------------------- | ---------------------------------------------- | ---------------------------------------------- | ---------------------------------------------- | ---------------------------------------------- | ---------------------------------------------- | ---------------------------------------------- |
| 1922 | 2                                              | 1                                              | 1                                              | 0                                              | 3                                              | 2                                              | +1                                             | 1.500                                          |
| 1923 | 4                                              | 0                                              | 2                                              | 2                                              | 4                                              | 11                                             | –7                                             | 0.500                                          |
| 1924 | 3                                              | 0                                              | 0                                              | 3                                              | 2                                              | 14                                             | –12                                            | 0.000                                          |
| 1925 | 2                                              | 1                                              | 0                                              | 1                                              | 5                                              | 4                                              | +1                                             | 1.000                                          |
| 1926 | 3                                              | 3                                              | 0                                              | 0                                              | 12                                             | 4                                              | +8                                             | 2.000                                          |
| 1927 | 2                                              | 0                                              | 1                                              | 1                                              | 3                                              | 6                                              | –3                                             | 0.500                                          |
| 1928 | 2                                              | 1                                              | 0                                              | 1                                              | 5                                              | 5                                              | 0                                              | 1.000                                          |
| 1929 | 4                                              | 3                                              | 0                                              | 1                                              | 10                                             | 6                                              | +4                                             | 1.500                                          |
| 1930 | 5                                              | 2                                              | 0                                              | 3                                              | 15                                             | 13                                             | +2                                             | 0.800                                          |
| 1931 | 7                                              | 6                                              | 0                                              | 1                                              | 24                                             | 15                                             | +9                                             | 1.714                                          |
| 1932 | 7                                              | 4                                              | 0                                              | 3                                              | 15                                             | 14                                             | +1                                             | 1.143                                          |
| 1933 | 5                                              | 4                                              | 1                                              | 0                                              | 20                                             | 3                                              | +17                                            | 1.800                                          |
| 1934 | 6                                              | 2                                              | 3                                              | 1                                              | 13                                             | 12                                             | +1                                             | 1.167                                          |
| 1935 | 7                                              | 1                                              | 1                                              | 5                                              | 9                                              | 24                                             | –15                                            | 0.429                                          |
| 1936 | 4                                              | 3                                              | 0                                              | 1                                              | 13                                             | 7                                              | +6                                             | 1.500                                          |
| 1937 | 8                                              | 3                                              | 3                                              | 2                                              | 13                                             | 10                                             | +3                                             | 1.125                                          |
| 1938 | 6                                              | 0                                              | 2                                              | 4                                              | 8                                              | 17                                             | –9                                             | 0.333                                          |
| 1939 | 5                                              | 2                                              | 1                                              | 2                                              | 6                                              | 4                                              | +2                                             | 1.000                                          |
| 1940 | 5                                              | 1                                              | 1                                              | 3                                              | 9                                              | 17                                             | –8                                             | 0.600                                          |
| 1941 | 2                                              | 1                                              | 0                                              | 1                                              | 4                                              | 6                                              | –2                                             | 1.000                                          |
| 1942 | 3                                              | 0                                              | 1                                              | 2                                              | 2                                              | 10                                             | –8                                             | 0.333                                          |
| 1943 | 1                                              | 0                                              | 1                                              | 0                                              | 2                                              | 2                                              | 0                                              | 1.000                                          |
| 1944 | Матчі не проводились через Другу світову війну | Матчі не проводились через Другу світову війну | Матчі не проводились через Другу світову війну | Матчі не проводились через Другу світову війну | Матчі не проводились через Другу світову війну | Матчі не проводились через Другу світову війну | Матчі не проводились через Другу світову війну | Матчі не проводились через Другу світову війну |
| 1945 | 1                                              | 0                                              | 0                                              | 1                                              | 2                                              | 7                                              | –5                                             | 0.000                                          |
| 1946 | 3                                              | 1                                              | 1                                              | 1                                              | 4                                              | 4                                              | 0                                              | 1.000                                          |
| 1947 | 7                                              | 3                                              | 1                                              | 3                                              | 12                                             | 15                                             | –3                                             | 1.000                                          |
| 1948 | 6                                              | 2                                              | 1                                              | 3                                              | 6                                              | 18                                             | –12                                            | 0.833                                          |
| 1949 | 4                                              | 2                                              | 1                                              | 1                                              | 9                                              | 6                                              | +3                                             | 1.250                                          |
| 1950 | 3                                              | 1                                              | 2                                              | 0                                              | 10                                             | 4                                              | +6                                             | 1.333                                          |
| 1951 | 1                                              | 0                                              | 1                                              | 0                                              | 2                                              | 2                                              | 0                                              | 1.000                                          |
| 1952 | 4                                              | 3                                              | 0                                              | 1                                              | 8                                              | 4                                              | +4                                             | 1.500                                          |
| 1953 | 4                                              | 2                                              | 0                                              | 2                                              | 5                                              | 5                                              | 0                                              | 1.000                                          |
| 1954 | 2                                              | 1                                              | 0                                              | 1                                              | 2                                              | 5                                              | –3                                             | 1.000                                          |
| 1955 | 6                                              | 2                                              | 2                                              | 2                                              | 8                                              | 10                                             | –2                                             | 1.000                                          |
| 1956 | 4                                              | 2                                              | 0                                              | 2                                              | 3                                              | 4                                              | –1                                             | 1.000                                          |
| 1957 | 6                                              | 2                                              | 2                                              | 2                                              | 7                                              | 6                                              | +1                                             | 1.000                                          |
| 1958 | 3                                              | 1                                              | 0                                              | 2                                              | 6                                              | 5                                              | +1                                             | 0.667                                          |
| 1959 | 5                                              | 2                                              | 1                                              | 2                                              | 4                                              | 6                                              | –2                                             | 1.000                                          |
| 1960 | 3                                              | 0                                              | 0                                              | 3                                              | 1                                              | 7                                              | –6                                             | 0.000                                          |
| 1961 | 2                                              | 2                                              | 0                                              | 0                                              | 5                                              | 0                                              | +5                                             | 2.000                                          |
| 1962 | 5                                              | 2                                              | 0                                              | 3                                              | 10                                             | 13                                             | –3                                             | 0.800                                          |
| 1963 | 7                                              | 4                                              | 2                                              | 1                                              | 13                                             | 10                                             | +3                                             | 1.429                                          |
| 1964 | 11                                             | 8                                              | 2                                              | 1                                              | 21                                             | 9                                              | +12                                            | 1.636                                          |
| 1965 | 6                                              | 3                                              | 0                                              | 3                                              | 9                                              | 7                                              | +2                                             | 1.000                                          |
| 1966 | 9                                              | 5                                              | 0                                              | 4                                              | 17                                             | 14                                             | +3                                             | 1.111                                          |
| 1967 | 11                                             | 4                                              | 3                                              | 4                                              | 15                                             | 14                                             | +1                                             | 1.000                                          |
| 1968 | 5                                              | 1                                              | 3                                              | 1                                              | 3                                              | 4                                              | –1                                             | 1.000                                          |
| 1969 | 7                                              | 2                                              | 4                                              | 1                                              | 7                                              | 6                                              | +1                                             | 1.143                                          |
| 1970 | 10                                             | 2                                              | 4                                              | 4                                              | 9                                              | 11                                             | –2                                             | 0.800                                          |
| 1971 | 8                                              | 6                                              | 0                                              | 2                                              | 14                                             | 6                                              | +8                                             | 1.500                                          |
| 1972 | 11                                             | 3                                              | 6                                              | 2                                              | 21                                             | 17                                             | +4                                             | 1.091                                          |
| 1973 | 5                                              | 3                                              | 0                                              | 2                                              | 14                                             | 5                                              | +9                                             | 1.200                                          |
| 1974 | 9                                              | 3                                              | 3                                              | 3                                              | 9                                              | 7                                              | +2                                             | 1.000                                          |
| 1975 | 13                                             | 3                                              | 9                                              | 1                                              | 24                                             | 18                                             | +6                                             | 1.154                                          |
| 1976 | 9                                              | 4                                              | 2                                              | 3                                              | 19                                             | 14                                             | +5                                             | 1.111                                          |
| 1977 | 9                                              | 5                                              | 2                                              | 2                                              | 21                                             | 11                                             | +10                                            | 1.333                                          |
| 1978 | 10                                             | 3                                              | 3                                              | 4                                              | 10                                             | 11                                             | –1                                             | 0.900                                          |
| 1979 | 8                                              | 2                                              | 2                                              | 4                                              | 10                                             | 12                                             | –2                                             | 0.750                                          |
| 1980 | 10                                             | 3                                              | 3                                              | 4                                              | 16                                             | 16                                             | 0                                              | 0.900                                          |
| 1981 | 10                                             | 2                                              | 3                                              | 5                                              | 7                                              | 9                                              | –2                                             | 0.700                                          |
| 1982 | 12                                             | 7                                              | 1                                              | 4                                              | 20                                             | 16                                             | +4                                             | 1.250                                          |
| 1983 | 15                                             | 6                                              | 5                                              | 4                                              | 15                                             | 16                                             | –1                                             | 1.133                                          |
| 1984 | 12                                             | 4                                              | 4                                              | 4                                              | 17                                             | 14                                             | +3                                             | 1.000                                          |
| 1985 | 10                                             | 4                                              | 4                                              | 2                                              | 13                                             | 8                                              | +5                                             | 1.200                                          |
| 1986 | 11                                             | 5                                              | 4                                              | 2                                              | 19                                             | 13                                             | +6                                             | 1.273                                          |
| 1987 | 9                                              | 5                                              | 3                                              | 1                                              | 19                                             | 11                                             | +8                                             | 1.444                                          |
| 1988 | 9                                              | 5                                              | 2                                              | 2                                              | 19                                             | 10                                             | +9                                             | 1.333                                          |
| 1989 | 8                                              | 3                                              | 2                                              | 3                                              | 6                                              | 8                                              | –2                                             | 1.000                                          |
| 1990 | 15                                             | 7                                              | 4                                              | 4                                              | 26                                             | 16                                             | +10                                            | 1.200                                          |
| 1991 | 10                                             | 4                                              | 3                                              | 3                                              | 10                                             | 9                                              | +1                                             | 1.100                                          |
| 1992 | 8                                              | 5                                              | 1                                              | 2                                              | 21                                             | 5                                              | +16                                            | 1.375                                          |
| 1993 | 10                                             | 6                                              | 1                                              | 3                                              | 16                                             | 14                                             | +2                                             | 1.300                                          |
| 1994 | 17                                             | 9                                              | 6                                              | 2                                              | 28                                             | 18                                             | +10                                            | 1.412                                          |
| 1995 | 8                                              | 4                                              | 2                                              | 2                                              | 12                                             | 8                                              | +4                                             | 1.250                                          |
| 1996 | 11                                             | 6                                              | 0                                              | 5                                              | 22                                             | 8                                              | +14                                            | 1.091                                          |
| 1997 | 8                                              | 6                                              | 2                                              | 0                                              | 28                                             | 5                                              | +23                                            | 1.750                                          |
| 1998 | 14                                             | 7                                              | 5                                              | 2                                              | 25                                             | 11                                             | +14                                            | 1.357                                          |
| 1999 | 11                                             | 7                                              | 3                                              | 1                                              | 21                                             | 6                                              | +15                                            | 1.545                                          |
| 2000 | 17                                             | 7                                              | 3                                              | 7                                              | 23                                             | 25                                             | –2                                             | 1.000                                          |
| 2001 | 12                                             | 6                                              | 4                                              | 2                                              | 17                                             | 9                                              | +8                                             | 1.333                                          |
| 2002 | 8                                              | 4                                              | 0                                              | 4                                              | 17                                             | 7                                              | +10                                            | 1.000                                          |
| 2003 | 10                                             | 5                                              | 3                                              | 2                                              | 17                                             | 11                                             | +6                                             | 1.300                                          |
| 2004 | 9                                              | 6                                              | 1                                              | 2                                              | 20                                             | 8                                              | +12                                            | 1.444                                          |
| 2005 | 10                                             | 6                                              | 1                                              | 3                                              | 16                                             | 9                                              | +7                                             | 1.300                                          |
| 2006 | 10                                             | 7                                              | 2                                              | 1                                              | 16                                             | 5                                              | +11                                            | 1.600                                          |
| 2007 | 12                                             | 9                                              | 1                                              | 2                                              | 24                                             | 7                                              | +17                                            | 1.583                                          |
| 2008 | 11                                             | 5                                              | 3                                              | 3                                              | 14                                             | 10                                             | +4                                             | 1.182                                          |
| 2009 | 10                                             | 4                                              | 2                                              | 4                                              | 12                                             | 15                                             | –3                                             | 1.000                                          |
| 2010 | 9                                              | 1                                              | 3                                              | 5                                              | 7                                              | 12                                             | –5                                             | 0.556                                          |
| 2011 | 14                                             | 5                                              | 5                                              | 4                                              | 20                                             | 15                                             | +5                                             | 1.071                                          |
| 2012 | 10                                             | 6                                              | 2                                              | 2                                              | 19                                             | 10                                             | +9                                             | 1.400                                          |
| 2013 | 11                                             | 5                                              | 3                                              | 3                                              | 21                                             | 15                                             | +6                                             | 1.182                                          |
| 2014 | 8                                              | 5                                              | 2                                              | 1                                              | 10                                             | 3                                              | +7                                             | 1.500                                          |
| 2015 | 7                                              | 2                                              | 5                                              | 0                                              | 7                                              | 3                                              | +4                                             | 1.286                                          |
| 2016 | 13                                             | 3                                              | 5                                              | 5                                              | 18                                             | 15                                             | +3                                             | 0.846                                          |
| 2017 | 9                                              | 4                                              | 2                                              | 3                                              | 11                                             | 11                                             | 0                                              | 1.111                                          |
| 2018 | 10                                             | 7                                              | 3                                              | 0                                              | 16                                             | 6                                              | +10                                            | 1.700                                          |
| 2019 | 10                                             | 4                                              | 2                                              | 4                                              | 17                                             | 15                                             | +2                                             | 1.000                                          |
| 2020 | 10                                             | 7                                              | 3                                              | 0                                              | 16                                             | 6                                              | +10                                            | 1.700                                          |
| 2021 | 12                                             | 5                                              | 2                                              | 5                                              | 14                                             | 11                                             | +3                                             | 1.000                                          |
| 2022 | 10                                             | 3                                              | 2                                              | 5                                              | 14                                             | 13                                             | +1                                             | 0.800                                          |
| 2023 | 10                                             | 6                                              | 4                                              | 0                                              | 16                                             | 5                                              | +11                                            | 1.600                                          |
| 2024 | 14                                             | 7                                              | 4                                              | 3                                              | 25                                             | 13                                             | +12                                            |                                                |